# Historia del Deportivo Cali
El Deportivo Cali, ha obtenido 10 títulos de la máxima categoría del fútbol colombiano, una Copa Colombia y una Superliga de campeones de Colombia desde sus inicios en 1912. Ha sido dos veces finalista de la Copa Libertadores de América, la primera vez en 1978, siendo el primer equipo colombiano en alcanzar la final de este torneo, y la segunda en 1999. Fue subcampeón de la Copa Merconorte en su primera edición. Es el equipo más antiguo de Colombia y el único equipo colombiano con estadio propio, el Estadio Deportivo Cali el más grande del país.
En su época amateur consiguió 8 campeonatos departamentales. Fue miembro fundador del fútbol profesional del país, participando todas sus temporadas en la primera división, categoría de la cual nunca ha descendido y de la que únicamente estuvo ausente en tres oportunidades (1956, 57 y 58). El equipo ocupa la segunda posición en la tabla histórica de la primera división y el puesto 102° en la Clasificación Mundial de Clubes de la IFFHS, ocupando el 4° lugar entre los clubes colombianos en el ranking. Fue catalogado en 2014 como el 15.º equipo más valioso de América por la revista Forbes, siendo el único equipo colombiano en aparecer en la lista. Nuevamente repetiría como único equipo colombiano en la lista en 2016, ocupando el puesto 36, y en 2017 en el puesto 25.º Es el único equipo que funciona como asociación, siendo el club propiedad exclusivamente de sus socios.

## Fundación

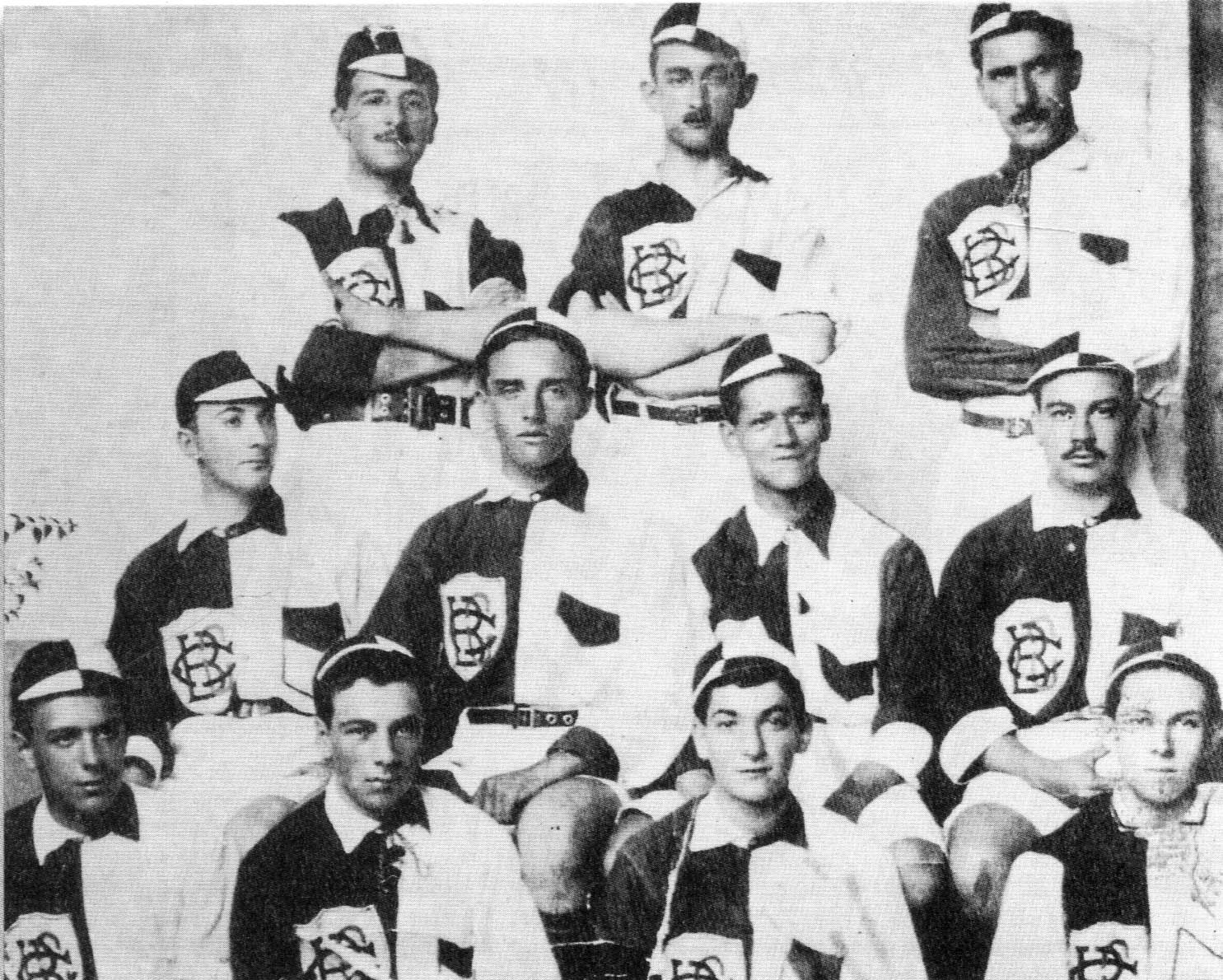
Foto del Deportivo Cali en 1914. De izquierda a derecha: Capitán Tobar Borda, Otto Barth y Alfonso Martínez Velasco. Centro: Rafael González Rebolledo, Enrique Cucalón José Dolores Solano y Gustavo Lotero. Abajo: Ignacio Martínez, Nasario Lalinde Caldas, Carlos Rebolledo y Fidel Lalinde Caldas.

La historia del Deportivo Cali inicia con los hermanos Nazario, Juan Pablo y Fidel Lalinde Caldas, hijos del segundo matrimonio de Fidel Lalinde Gaviria con Julia Elisa Caldas, pariente del científico y prócer de la independencia Francisco José de Caldas, quienes fueron enviados a Inglaterra para realizar sus estudios, país en el que residirían por más de un lustro. Fue en este país donde los hermanos Lalinde Caldas descubrieron el fútbol, luego de observar a equipos como el Aston Villa y Arsenal. A su regreso a Santiago de Cali, los hermanos Lalinde difundieron las ideas del balompié, así como los atuendos a usar para esta nueva disciplina.
Se unieron luego a los tres hermanos Lalinde, Alfonso Giraldo Pineda, Enrique Cucalón y Rafael Gonzáles Rebolledo en la Plaza de la Constitución, hoy Plaza de Caycedo, en continuos debates sobre el deporte. El sábado 23 de noviembre de 1912, en casa de Rafael Rebolledo, en compañía de los hermanos Lalinde Caldas, Alfonso Pineda y Enrique Cucalón, a los que luego se unirían Gustavo Franco Caicedo, Raúl Ayala (quien trajo el primer balón de fútbol oficial a Cali), Genaro Otero Vásquez, José Dolores Solano, Ernesto Correa, Pablo Marulanda, Normy Corey, Tomás Villaquirán y Alfonso Martínez Velasco, se establecieron las bases constitucionales del CALI FOOTBALL CLUB. Bajo la dirección técnica del equipo estuvo el español Francisco Belaviso.

## Cali Football Club B

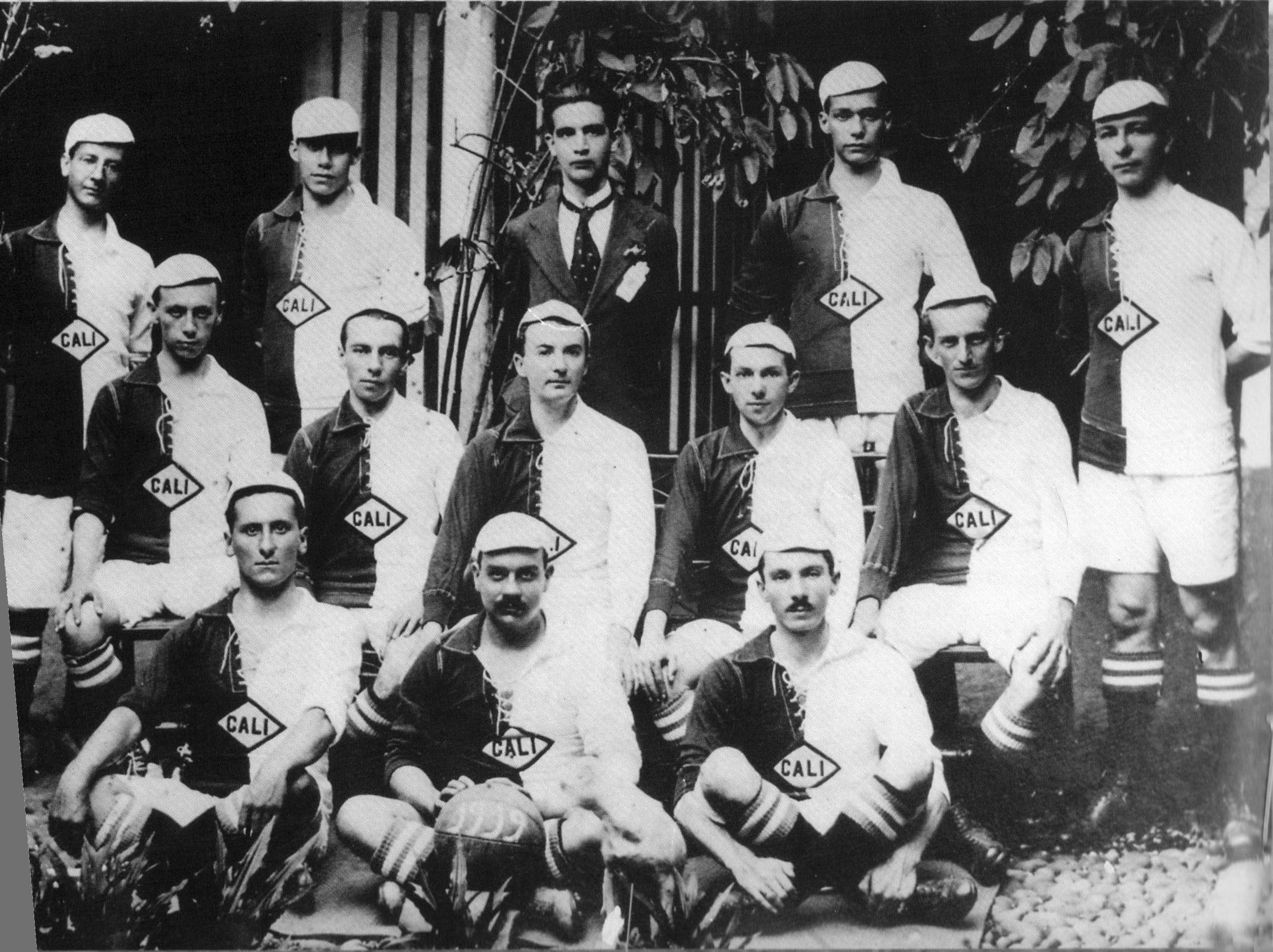
Foto del Deportivo Cali en 1919. De izquierda a derecha: Ivanhoe de Rouxx, Álvaro Guerrero, Francisco Belaviso (técnico español), Hernando Franco, Álvaro Giraldo. Segunda fila: Ernesto Correa, Ignacio Martínez, Nazario Lalinde Caldas. Sentados: Alfonso Vernaza, Gustavo Franco y Juan Pablo Lalinde.

El primer cisma en el equipo se debió al disgusto de Gustavo Lotero, quien ansiaba el puesto de arquero, el cual ejercía el italiano Eduardo Goeta. Debido a su baja estatura (1,57 m), Lotero no era un candidato viable para obtener el puesto de portero. Fue así que a principios de 1914 se suscitó una división en el equipo, por lo cual se formaron dos equipos con nombre Cali Football Club.
Para escoger los colores que representarían al departamento en las justas deportivas, tanto el Cali A como el Cali B presentaron sus propuestas. El Cali A, comandado por Nazario Lalinde, se enfrentó al Cali B, que era comandado por Eduardo Cucalón. Los colores del equipo que ganara serían los representativos del departamento. Se disputó un partido en el Estadio Galilea, en donde hoy se encuentra la Clínica de Occidente, donde el Cali A superó al Cali B 3 a 1. Los colores del Cali A, rojo y blanco al estilo del Arsenal inglés, pasaron a representar al departamento y al Cali de la época se le asignó la divisa verde y blanca, como los colores de Irlanda del Norte, que perdura hasta nuestros días.

## Pentacampeonato regional
Desde 1927 hasta 1931, el Cali A, que ejercía en la máxima categoría, fue campeón consecutivo del torneo regional. Este último año, el 15 de marzo el equipo se enfrentó al Patria Foot-Ball Club de Buga en el estadio de Versalles, este encuentro contó con el arbitraje de Alberto Piedrahíta. La escuadra caleña venció 3-0 a los bugueños que decidieron abandonar el recinto después de la anotación de pena máxima que ejecutó Guillermo Mejía, venciendo al arquero Tofiño del Patria. Alegando que la marcación del segundo tanto del Cali se había dado en fuera de juego, los bugueños abandonaron el campo de juego por insistencia de su presidente honorario, Ramón Antonio Azacárate y Rivera.

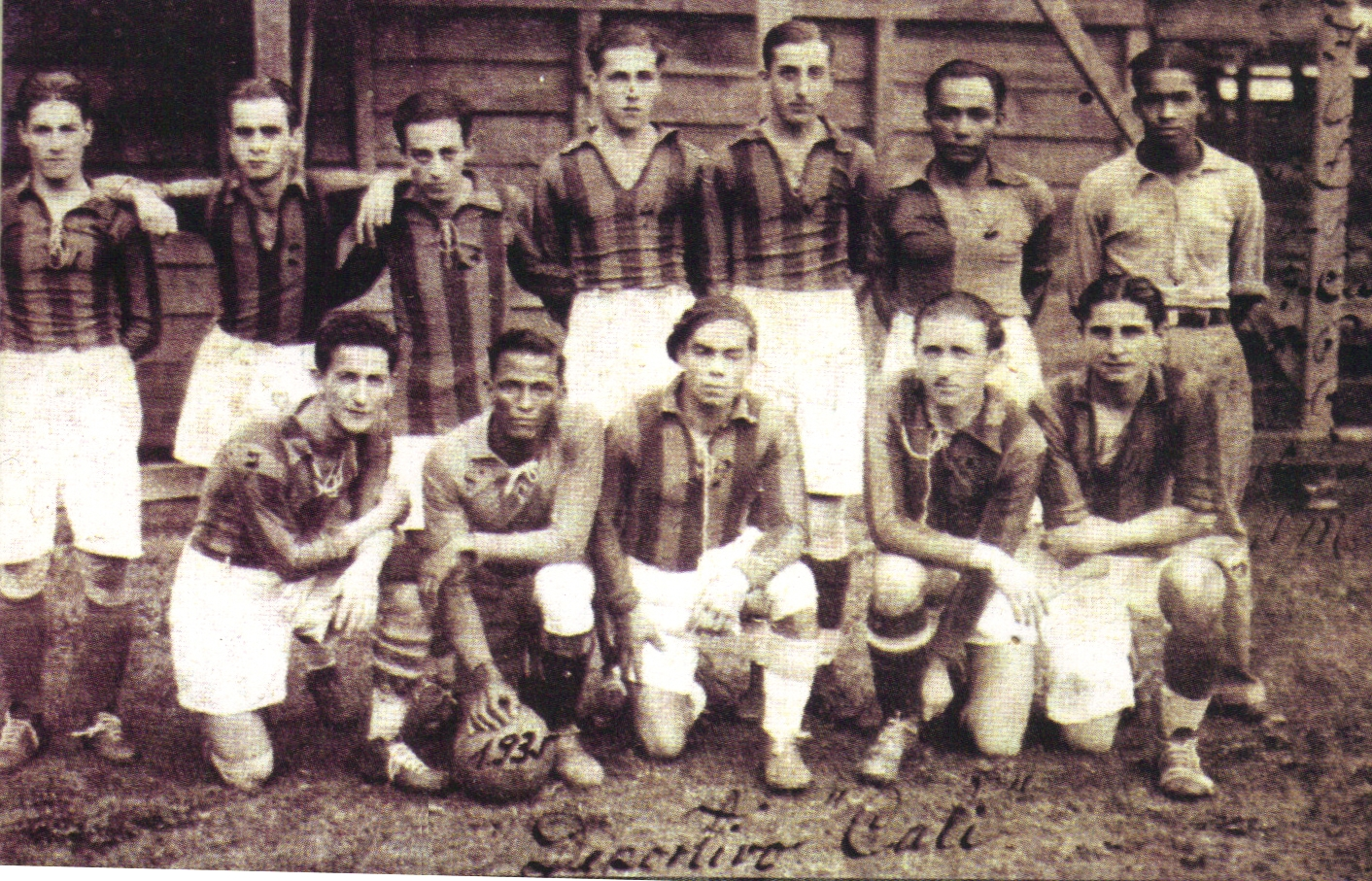
Deportivo Cali A campeón del Valle del Cauca en 1935. De pie, de izquierda a derecha:Lugo, Tobón, Cruz, Lalinde, Rojas y un jugador sin identificar. Abajo: Carvajal, Portes, Ramos, Cucalón y Daniel Mallarino.

Ese año, cuatro días después el Cali B, satélite en la segunda categoría, se coronó campeón al empatar 2-2 contra Unión Colombiana. En el encuentro el Cali B logró igualar en la segunda etapa luego de terminar la primera 2-0. El primer tanto fue obra de Guillermo Mejía y el segundo y definitivo del empate fue de Juan Ramos, en un pelotazo desde 30 metros. El encuentro fue arbitrado por Kurt Bieler, padre del famoso violinista caleño del mismo nombre.
Por tales resultados, el equipo fue invitado por la Junta de Deportes de Caldas a disputar un encuentro contra la selección de ese departamento. El desplazamiento del equipo fue en bus hasta la ciudad de Pereira y de ahí en tren hasta Manizales. A su llegada a Manizales el Cali fue recibido con emotivos mensajes de diversas fuentes como fueron la afición, la Sociedad de Mejoras Públicas, la Junta de Deportes, el equipo Caldas Foot-Ball Club, entre otros. El recibimiento terminó con una fiesta ofrecida por el Círculo de Comercio.
El partido se disputó el 12 de abril de 1931 en el estadio Palogrande con el arbitraje de Vicente Vernaza. Al encuentro que fue nombrado como «El mayor suceso futbolístico en los anales de Manizales» por Gustavo Larrea, entonces director de la Junta de Deportes, se desplazaron periodistas deportivos del Valle del Cauca, algo sin precedentes para la época. Finalmente el encuentro terminaría en empate a dos goles, con marcaciones para el Cali de Juan Ramos y Rafael Vernaza.

Primer escudo del Cali Football Club.

El 10 de noviembre de 1934 el Deportivo Cali F.B.C. dejó de formar parte de la Liga Vallecaucana, como se expresó en una carta abierta firmada por el presidente de la institución Néstor Londoño y dirigida al Comité Municipal de Educación Física. Sin embargo, un año más tarde el Deportivo Cali volvería a alzarse con el título regional con una nómina que incluía a varios representantes del equipo del Valle en los III Juego Atléticos Nacionales que se disputaron en Barranquilla. El equipo se reorganizaría nuevamente el 19 de noviembre de 1937 de la mano del presidente Luis Eduardo Cucalón, después de la ausencia del equipo en los torneos regionales de 1936 y 1937, pero que dejaría una vez más de participar en 1940.

## Club Atlético Cali
En 1945 reaparecería el equipo bajo la forma de Club Atlético Cali luego de la fusión de Aire y Sol, Pingüinos y Cali Football Club. Aire y Sol había sido fundado el 29 de junio de 1943, en el café «El Globo» ubicado en la Calle 13 entre las carreras 3 y 4, cerca del Palacio Nacional, como equipo de la revista del mismo nombre que dirigía Armando Bohórquez Penagos. Pingüinos aparecería ese mismo año y participaría en el torneo de primera categoría que inició el 19 de septiembre. La entidad era presidida por Camilo Caicedo Méndez y su capitán era Luis Eduardo Cucalón. Aquel año Pingüinos alzaría la copa regional con una nómina que incluía entre otros a Benjamín Urrea, más conocido como «Garabato».
La entidad se encargó además del balompié a disciplinas como el baloncesto, natación y atletismo. La institución contó con dos equipos, uno para la primera categoría, El Cali A, y otro para la segunda, el Cali B. Esto rápidamente desencadenó una disputa entre ambos bandos que se disputaban la afición, por ello se formó un nuevo y único equipo denominado «Deportivo Cali A» con Armando Bohórquez como presidente, Gustavo Hincapié como vicepresidente y Sergio Luis Córdoba como representante legal.
Llegarían por entonces los primeros jugadores extranjeros: Manuel Spagnolo, Julio Tócker, Ricardo Ruiz, Miguel Mocciola, Moisés Emilio Reubens y Juan Colecchio. Para conservar tal nómina a la que se le sumaron algunos criollos, ante un notario de la ciudad se constituiría la sociedad «Deportes Valle Ltda», conformada por Armando Bohórquez, Alideo Tazzioli Fontanini (Escultor del Monumento a Cristo Rey), Álvaro Figueroa y Sergio Luis Córdoba.

## Profesionalismo
Para el Campeonato colombiano 1948 participaron diez equipos: Santa Fe, Millonarios, Universidad Nacional, Atlético Municipal, Independiente Medellín, Deportes Caldas, Once Deportivo, Atlético Junior, Deportivo Cali y América.
El primer partido en la historia del profesionalismo del Cali se disputó en el Estadio Romelio Martínez de Barranquilla, contra Junior. Encuentro en el que el Cali caería 2-0 arbitrado por Roberto Kowell. Una semana más tarde, el 22 de agosto en el Estadio Pascual Guerrero se enfrentaron el Cali y el Deportes Caldas, encuentro que finalizaría igualado a dos goles. El primer gol en la historia profesional del equipo lo marcó Ricardo «El Tanque» Ruiz, el segundo tanto lo anotó Guillermo Arias. La siguiente fecha el conjunto verdiblanco visitó a Millonarios en el El Campín, partido en el que caería 3-2. El primer triunfo en la profesionalidad sucedería en la cuarta fecha, el 5 de septiembre ante Atlético Municipal, que luego se llamaría Atlético Nacional, 4-1, con anotaciones de Moisés Emilio Reuens, Ricardo «El Tanque» Ruiz, Julio «Shinola» Aragón y nuevamente de Ricardo Ruiz. El Cali terminaría en el puesto 8 con 16 puntos, 11 menos que el campeón Santa Fe.

## Subcampeón 1949
Para el Campeonato colombiano 1949, el Deportivo Cali contó con el mecenazgo de Carlos Sarmiento Lora, reconocido por su labor al mando del negocio del azúcar, por lo que desde esa época se conoce al equipo como Los Azucareros. El equipo se reforzó con los peruanos Máximo Mosquera, Valeriano López y Guillermo Barbadillo, quienes llegaron a conformar el llamado «Rodillo Negro» durante los tiempos de Eldorado, y el también peruano Adelfo Magallanes a la dirección técnica del equipo.
El 19 de diciembre de 1948, el Deportivo Cali se enfrentó en condición de local al campeón del campeonato anterior, el Independiente Santa Fe, que contaba con estrellas como Chonto Gaviria, Germán Antón, Roberto Perro Gámez, Luis Rubio, Alberto Guardiola, entre otros. Los Cardenales, como se conocía al conjunto capitalino, debutó como campeón con una derrota ante el Cali por 1-0, con anotación de Liborio Leticiano Guzmán. A partir de entonces el Cali consolidó el primer invicto en la historia del fútbol profesional en Colombia; desde el domingo 1 de mayo hasta el 18 de septiembre el Cali no conoció la derrota, hasta que perdió 4-3 en el Campín ante Santa Fe, un total de 18 fechas sin conocer la derrota.
Aquel encuentro donde el equipo perdió el invicto no estuvo exento de polémica, al anular el juez uruguayo Luis Alberto Fernández un gol de Máximo Mosquera por supuesta posición ilícita a pesar de que este contaba con la marca del cardenal Ángel Perucca, que sería el definitivo empate a 4 tantos. Luego del encuentro se presentarían pleitos en las tribunas que se extenderían luego a las calles adyacentes, posteriormente el juez uruguayo fue declarado persona non grata en Cali.
La polémica se extrapoló a campos como el periodismo durante varias semanas, siendo así que en el centro de la capital del Valle, se mostró una gran foto ampliada con los detalles de la anotación, explicando la validez de la anotación de la Amenaza Verde. Esos puntos perdidos en Bogotá repercutieron para que el Cali quedará igualado a 44 puntos con Millonarios, que había conseguido arrebatarle al América los puntos sobre el escritorio, en un partido que los Embajadores perdieron en el Campín 1-2. La Dimayor se vio forzada a organizar un doblete para definir el campeón del campeonato de se año. La primera final que se jugó en Cali terminó con un resultado a favor de los visitantes 0-1 con gol de penalti ejecutado por Adolfo Pedernera. Para el segundo encuentro el Deportivo Cali logró asustar al cuadro embajador al comenzar ganando el encuentro en El Campín de Bogotá, con anotación de Valeriano Gómez, pero el partido finalizaría a favor de los capitalinos 3-2, con goles de Alfredo Di Stéfano, Adolfo Pedernera y Alcides Aguilera; por el Cali aumentaría la diferencia Manuel Colorado Giüdice, faltando diez minutos para finalizar el encuentro.

## 6-1: Un antes y un después
Para la 13.ª fecha del Campeonato colombiano 1950 el Deportivo Cali recibía en su recinto al Ballet Azul en su punto deportivo más alto. Al Pascual Guerrero asistieron 14.845 aficionados ese domingo 21 de mayo, dejando 50.942,50 COP$ de ese entonces. El primer tanto del encuentro lo marcó el Cali a 70 segundos de empezar el encuentro, por intermedio de Fernando Walter, quien logró vencer al portero de Millonarios Julio Cozzi, arquero titular y figura en el título que la selección Argentina había ganado en el Campeonato Sudamericano 1947 que se disputó en Ecuador. Cerca de 10 minutos después Valeriano López aumentó la ventaja a dos goles; para el final de la primera parte el Cali vencía al Ballet Azul de Di Stéfano y Cozzi 3-1, repetiría Fernando Walter en el marcador, y la reacción bogotana sería de Alcides Aguilera.
Para la segunda parte la escuadra vallecaucana ampliaría su ventaja al minuto 7, 19 y 21; con goles de Valeriano «El Tanque de Casma» López, Camilo Cervino y nuevamente otra anotación de Valeriano López que marcaba ya una Tripleta. Restando 25 minutos para el final del encuentro Carlos Peucelle, técnico del Cali, sustituyó al Tanque de Casma por consideración a Adolfo Pedernera, técnico y delantero de Millonarios, quien fue su compañero en River Plate, debido a los constantes abucheos hacia Cozzi, hasta entonces considerado el arquero del siglo.
Pedernera terminó inconforme con el resultado abultado que había recibido su equipo en el Sanfernandino Pascual Guerrero, y durante el partido de vuelta el 10 de septiembre su equipo logró vencer a los caleños 2-0. Al finalizar el encuentro los jugadores verdiblancos fueron agredidos de manera violenta, lo que enemistaría a los dos equipos y a sus técnicos, quienes incluso se negarían el saludo en reiteradas ocasiones.

La historia de Colombia dividida en dos: Antes del 6-1 y después del 6-1
Periódico «El Relator»

## La crisis de 1951
En 1951 la Superintendencia de Sociedades Anónimas no aceptó como parte del capital de la Sociedad Deportivo Cali S.A., los dineros que el equipo había pagado a su plantilla durante dos años, por lo que esta Superintendencia señaló desfavorablemente a la sociedad y su situación económica. Las directivas planearon entonces liquidar la sociedad y organizar una nueva bajo la égida de Carlos Sarmiento Lora, quien se haría cargo de las deudas del equipo como su único gestor. Esto crearía pleitos los socios, sobre todo con Fanny Urdinola, quien llegó a tener tales diferencias con Sarmiento Lora, que este decidió retirarse de la entidad.

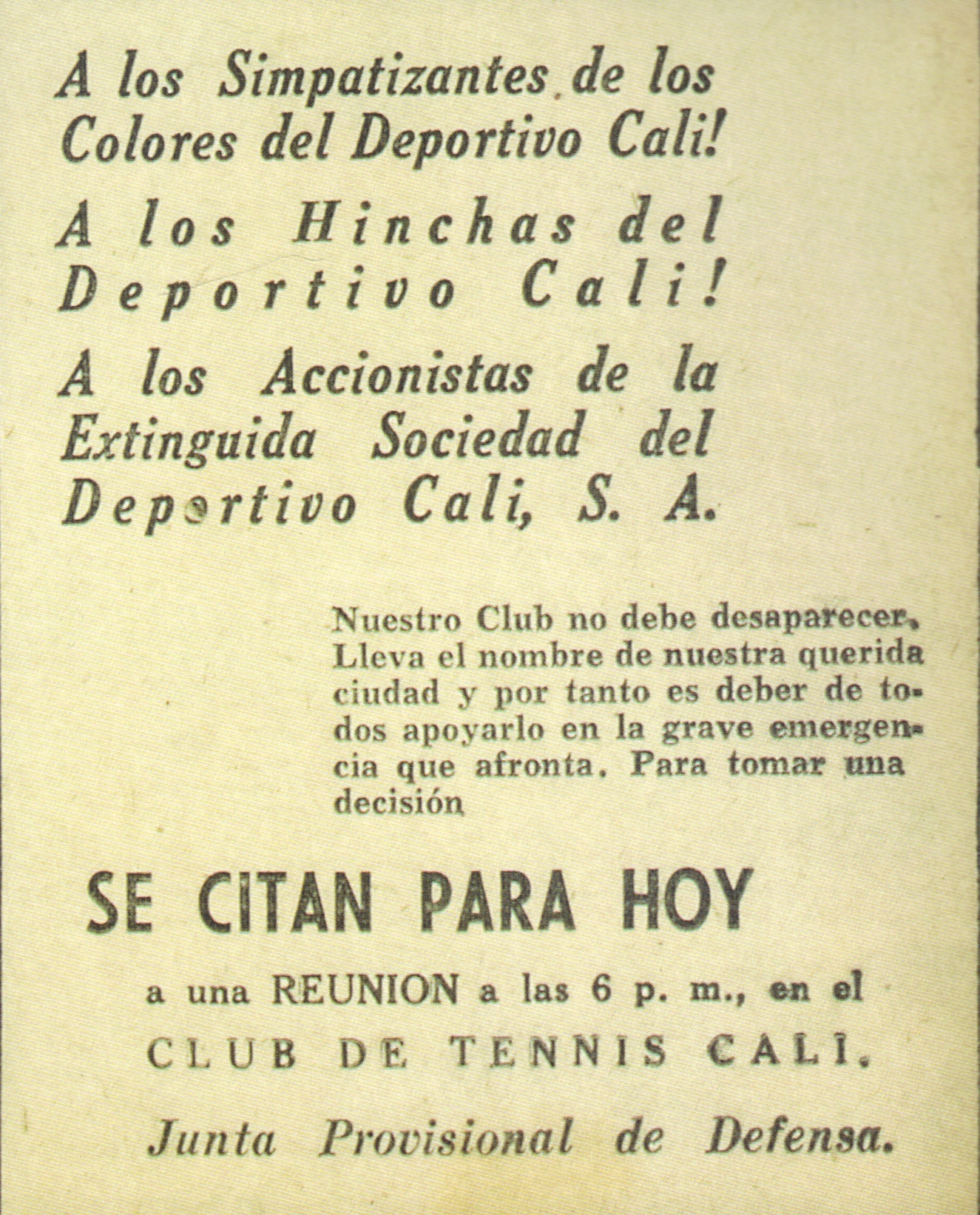
Llamado de la Junta Provisional de Defensa del Deportivo Cali para salvar el club.

El retiro del empresario terminó por asentar la crisis por la cual pasaba la institución, provocando una inminente disolución de esta. Luego de la renuncia de Guillermo Otoya y Álvaro Martínez, liquidadores nombrados por la Asamblea General de Accionistas, la Superintendencia nombró a Julio Riascos Álvares, quien sería alcalde de Cali entre septiembre de 1982 y enero de 1984, como liquidador.
Para salvar la institución, se formó la Junta Provisional de defensa del Deportivo Cali, la cual por medio de publicaciones en la prensa convocó el 31 de enero a las 6:00 p. m., una reunión en el Club de Tenis de Cali, a todo aquel interesado en salvar al equipo. En la reunión, a la cual habían asistido el liquidador, los directivos y otros interesados, se decidió invitar al todavía presidente de la institución, Carlos Sarmiento Lora, y una vez este estuvo en el lugar, el representante de la familia Urdinola leyó públicamente una carta dirigida a Sarmiento Lora, en el cual le pedía no renunciar a las riendas de la institución. Luego de la lectura de la carta, a la cual se habían adherido Juan Manfredi y Germán Vélez, Sarmiento Lora agradeció y aseveró continuar dirigiendo al club.
La deuda de la Sociedad Deportivo Cali S.A. crecía al monto de 107.999,60 COP$. Para limpiar las cuentas y salvar la institución, Fanny Urdinola se hizo cargo de 18.333 COP$, Antonio Urdinola de 6.666,67 COP$, José Urdinola y Juan Manfredi de 11.666,67 COP$ cada uno, Germán Vélez de 53.000 COP$ y finalmente una persona anónima ayudó con 6.666,67 COP$. Finalmente, para reforzar las finanzas del equipo, Sarmiento Lora invirtió una suma de 300.000 COP$, superándose de esta forma la crisis.

## 1952-53
El 27 de julio de 1952, en el Estadio Pascual Guerrero, el Deportivo Cali se enfrentó al Sevilla Fútbol Club, en un duelo arbitrado por el austriaco Frank Grille, en el que se rendiría homenaje a Evita Perón, dirigente política argentina, fallecida el día anterior. Los locales abrirían el marcador a los 10 minutos por medio de Cerione, luego Herrera empataría para los blanquirrojos al minuto 22. Durante la segunda parte, nuevamente el equipo azucarero se adelantaría, al minuto 48, con gol de Ortega. El empate definitivo lo marcaría Arza al minuto 80. El encuentro debió ser suspendido faltando 7 minutos debido al juego fuerte entre los jugadores, especialmente entre Fernando Guillamón y Campanal II, por parte de los españoles, y Juan Lecca y Roberto Ortega por los locales.
En 1953 se midieron en un torneo pentagonal Cali, Millonarios, River Plate, Rapid de Viena y Santa Fe, torneo que se disputaría en Cali y Bogotá. En la primera fecha el Cali doblegó al campeón austriaco 5 goles a 2, y para la segunda fecha el equipo recibiría a River Plate, que había vencido a Millonarios 1-3 en la capital colombiana. Aquel 6 de enero asistieron 16.500 espectadores aproximadamente, para una recaudación de 50.000 COP$, entre ellos el Gobernador del Valle del Cauca, Carlos Sardi Garcés, y el director de Educación del Valle, Humberto Raffo, para presenciar el clásico internacional.
River abriría el encuentro a los 5 minutos con anotación de Walter Gómez, pero 12 minutos después Roberto Coll igualaría para los locales, y así se irían los dos equipos a bastidores. El Cali lograría finalmente imponerse ante el campeón argentino 3-1, con goles de Oswaldo Pérez, cerca de la media hora de juego, y Rubi Orlando Cerioni, a los 32 minutos, sentenciaría la primera derrota de River en suelo colombiano.
En julio del mismo año, la escuadra caleña viajó a La Habana, Cuba, para disputar el torneo internacional homónimo. Los verdes se enfrentaron el 9 de julio al Real Sporting de Gijón. Los rojiblancos abrirían el marcador a los 9 minutos por acción de Medina. Doce minutos después, los azucareros igualaron el marcador con gol de Castro. Finalizando la primera parte, el cuadro gijonés anotaría para el definitivo 1-2 por medio de Prendes al minuto 43.
El 13 del mismo mes el Deportivo Cali se enfrentaría a los locales Centro Gallego. La escuadra verdiblanca caería por el estrepitoso marcador de 7-0. La derrota se debió, en parte, a la indisciplina de los jugadores durante su estancia en la isla caribeña.
El 16 de julio los azucareros se medirían nuevamente ante la escuadra sportinguista. Esta vez el Cali superó al Gijón 2-0 con goles de Rubi Cerioni.

## 1956: Desaparece el Deportivo Cali
La crisis que llevó a la desaparición del Deportivo Cali se empezó a gestar en 1954, cuando por variados motivos la competencia profesional quedó constituida por únicamente 7 equipos, ante la deserción de Bucaramanga, Cúcuta, Juniors, Pereira y Sporting. Finalmente el torneo se realizaría con 10 equipos ya que Independiente Medellín, Manizales y América, retornarían a la actividad deportiva;
Los dos equipos de la ciudad de Cali el Boca Juniors de Cali y el Deportivo Cali, disputaban sus partidos de local en el Estadio Pascual Guerrero, recién remodelado para los Juegos Nacionales de 1954, y se encontraban en aprietos monetarios. El 12 de marzo el cuadro azucarero recibiría de la Lotería del Valle y de la Industria de Licores del Valle, un monto de dinero que evitó la liquidación del equipo. Para el final del Campeonato colombiano 1955, el Cali disputó 44 partidos, de los cuales solo ganó 5 y empató 8, un rendimiento del 20,4% que le valieron el penúltimo puesto en 1954 y el último en 1955.
El 31 de diciembre de 1955, el presidente del cuadro boquense, Aníbal Aguirre Arias, en una carta publicada en el diario El País, hizo un llamado a la Dimayor, para que pusiera en práctica la resolución del 16 de octubre de 1953, la cual dictaminaba que solo podían ejercer localía en una ciudad dos equipos al tiempo. Esto desencadenaría en que a principios de marzo de 1956, el Consejo Directivo de la Dimayor, determinaría que el Deportivo Cali debía desaparecer debido a su poca organización interna. Aquella resolución recibió 7 votos a favor y 1 en contra, a pesar de la intervención de Omar Méndez en favor del equipo de Cali, por lo que el Deportivo Cali quedaría fuera de la Dimayor aquel oscuro sábado 10 de marzo de 1956.

Artículo 1º - Por mandato de los Estatutos y disposición de la Asamblea, Consejo y la Gerencia, al elaborar el fixture correspondiente al próximo campeonato de fútbol profesional de 1956, sólo incluirá dos equipos en representación de la ciudad de Cali.
Artículo 2º - Como el equipo perteneciente al club Deportivo América permaneció un año en receso (1953) y jugó otro por la plaza de Palmira (1954) y el club Boca Junior permaneció durante varios campeonatos jugando los sábados por la tarde, para el presente campeonato y con las consideraciones contenidas en la parte motiva de esta Resolución, el Consejo deberá abstenerse de incluir en el fixture del presente año, al equipo profesional Deportivo Cali. 
Artículo 3º - El Consejo autorizará cualquier fusión o transacción deportiva que el club Deportivo Cali celebre con cualquiera de los clubes pertenecientes a la ciudad de Cali y resolverá la situación de los jugadores profesionales de dicho club, durante el presente año.
Artículo 4º - La presente Resolución, para su vigencia, requiere de la aprobación de la Asamblea de clubes afiliados a la División Mayor. 
Artículo 5º - La presente Resolución solamente tiene efecto para los eventos deportivos que corresponden al campeonato de fútbol de 1956 y únicamente en cuanto a la inclusión del mencionado equipo en el fixture del mismo campeonato.
Bogotá, marzo 8 de 1956. Firmados: Consejo Directivo. José Chadela, presidente; Agustín Linares, viceprecidente; Alfonso Senior, vocal; Bernardo Tello, vocal; Ricardo Silva, vocal; Francisco Ramírez, Gerente.

## 1959: El regreso
Debido a la liquidación, el Deportivo Cali estuvo ausente del rentado colombiano en las competencias de los años 1956, 1957 y 1958. Finalizando este año sucedió la renuncia de Anínal Aguirre Arias, presidente del Boca Junior, cediéndole la ficha al conjunto verde de Cali. Para el año 1959, un grupo dirigido por Alex Gorayeb, y conformado además por Aurelio Grinberg, Alberto Bitar y Paul Ziabloff, recuperó la ficha del equipo, saneó las finanzas de la institución y organizó deportivamente al equipo.
El debut del equipo luego de su renacer fue contra Independiente Medellín, en un partido amistoso, el 22 de febrero de 1959, en el Pascual Guerrero, que volvía a vestirse de verde. El Deportivo Cali ganó un gol a cero, por anotación del paraguayo Francisco Solano Patiño. Al encuentro, arbitrado por Carlos Tulio Obonaga, asistieron 11.274 espectadores, para un total de 24.586 COP$ en recaudación, una cantidad que hace varios años no se veía en el sanfernandino. El 3 de marzo se jugó el segundo encuentro, esta vez en Medellín, en el Estadio Atanasio Girardot, donde nuevamente el Cali se alzó con la victoria con un tanto.
El regreso al torneo colombiano se dio contra Atlético Bucaramanga, el 10 de marzo, encuentro que terminó 3-1 a favor de los locales en el Pascual Guerrero, con goles de Camilo Cervino en dos oportunidades y Miguel Panesso. El 7 de mayo nuevamente se viviría el clásico entre rojos y verdes, después de 3 años, 6 meses y 13 días. El Deportivo Cali goleó a su contraparte 4-1 en el reinicio del clásico vallecaucano, con una tripleta de René Seghini y una anotación de Alverto «Cóndor» Valencia. Por el América anotó Carlos Fresquet, padre de Jorge Fresquet, reconocido por su larga militancia en la agrupación caleña de rock Kronos. El Deportivo Cali en su regreso terminaría tercero con 50 puntos, 8 menos que el campeón Millonarios y a dos del subcampeón Medellín.

## 1962-63: Subcampeonatos de Liga y Copa
Durante todo el rentado de 1962, el Cali estuvo siempre entre las primeras 4 posiciones del torneo de aquel entonces, que se jugaba a cuatro vueltas de todos contra todos. El buen desempeño del conjunto Azucarero lo llevó a que durante la tercera vuelta, a partir de la quinta fecha, fuera un serio rival a llevarse el título, que finalmente sería de Millonarios. El Cali quedaría a 4 puntos de éste.
El 3 de junio de ese año, mismo día en que la Selección Colombia conseguiría el histórico empate a 4 dianas contra la Unión Soviética en el Mundial de 1962, el Deportivo Cali se midió en fuerza contra el Deportivo Pereira, consiguiendo aquel día el triunfo por mayor anotaciones en la historia del equipo. Anotarían Roberto Mirabelli y «Cunda» Valencia, una tripleta para cada uno, Miguel Ángel Baiocco dos dianas, y Juan Eulogio Urriolabeitía aportaría con un gol: 9-0.
La escuadra caleña finalizaría el torneo como local frente a Independiente Medellín, encuentro que finalizaría 7-1 a favor del Cali, que sería el equipo más anotador del torneo con un total de 104 goles, superando la barrera de los 100 goles, logro que no se veía en ningún equipo del Valle desde que el desaparecido Boca Junior anotara 110 goles en 1951.
Durante aquel torneo, de las 22 fechas en que el equipo jugó como local, únicamente perdió una, contra Santa Fe, 2-0, logrando una asistencia de 301.309 aficionados durante todo el torneo, lo que significaría 1'290.105 COP$ de recaudación en taquilla para el equipo, que finalmente se coronaría subcampeón, luego de haber alcanzado ese podio 13 años antes.
En la Copa Colombia 1962/63, el Deportivo Cali participó junto con otros 11 equipos, logrando clasificar a la semifinal que se jugó como dos triangulares. Finalmente el Deportivo Cali jugaría la final ante Millonarios. El 26 de mayo, en Cali, los azucareros caerían ante el Ballet Azul, 2-3, y luego, el 9 de junio, en Bogotá, Millonarios logró sobrepasar 2-1 al conjunto caleño. El jugador verdiblanco Homero Nivaldo Peixoto, junto al cardenal Alberto Perazzo, sería el máximo artillero del torneo, que le significaría al onceno vallecaucano el primer subtítulo de Copa Colombia.

## 1965: Se alzó la primera estrella verde
El 8 de agosto el Cali colideraría junto al Deportivo Pereira el torneo de 1965, luego de vencer al conjunto Matecaña en el Pascual Guerrero, que tuvo un lleno total de 36.358 asistentes. De esta manera La Amenaza Verde llegaba a 36 puntos, los mismos que el Pereira. El liderato se perdería una fecha después al caer contra el Atlético Bucaramanga 4-3, mientras que el Pereira superó a los Cardenales, logrando así el liderato. La siguiente fecha, que el Cali tuvo libre por cuestiones de calendario del torneo, Atlético Nacional y Millonarios desplazaron al conjunto caleño del podio del torneo. Sin embargo, el Cali presentó una gran remontada a partir de la octava jornada de la tercera vuelta del torneo, logrando un invicto de 12 fechas: 7 victorias y 5 empates darían cuenta de esto.

### 480 segundos mágicos ante América

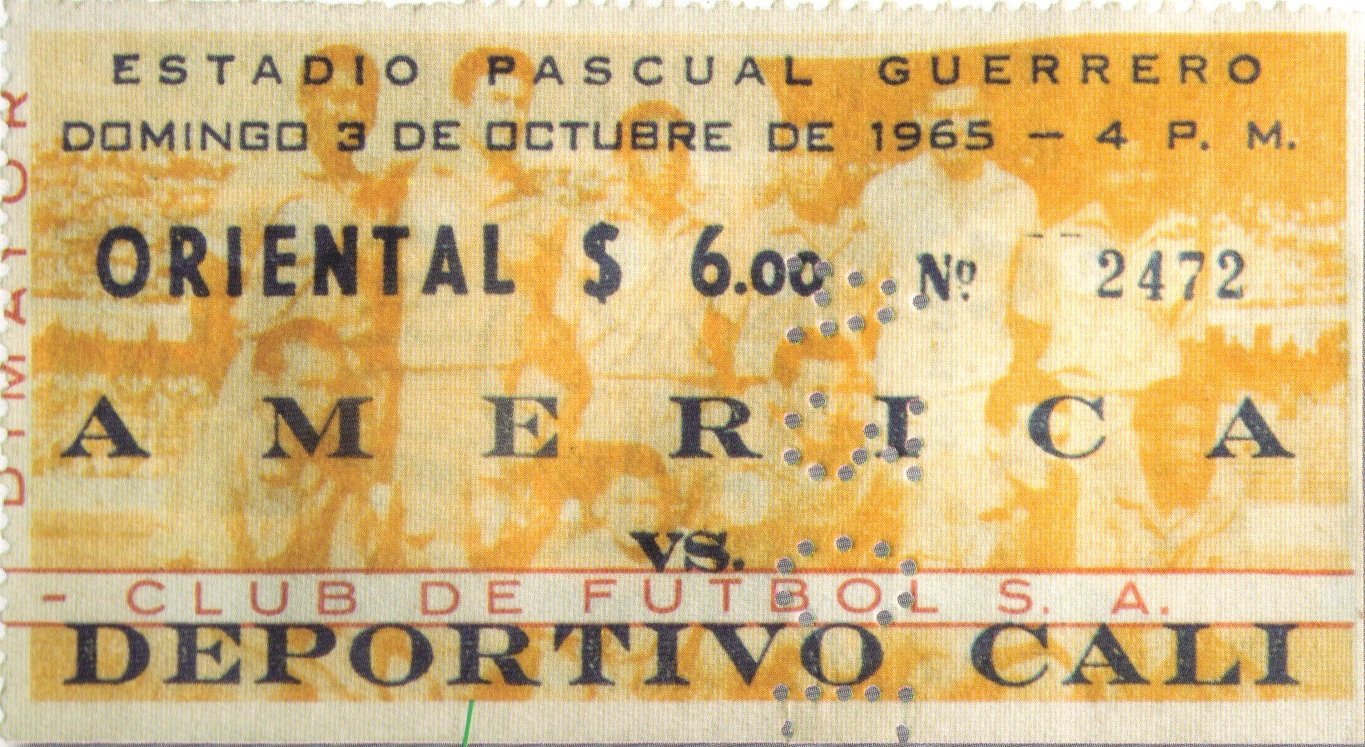
Entrada al clásico #42.

Para el último encuentro de la tercera vuelta, el América y el Cali se enfrentaron en el clásico número 42, el 3 de octubre de 1965. El Cali era el líder del torneo con 45 puntos, uno más que Pereira y tres más que Atlético Nacional. América venía de empatar contra Bucaramanga a dos dianas, en un polémico encuentro en el que Walter Muso, árbitro del encuentro, fue agredido por el jugador del América, Américo Montanini. El conjunto rojo abriría el marcador a los 40 minutos, alarmando a los verdes que eran comandados por Francisco «Pacho» Villegas, pues aunque con este resultado seguían manteniendo la primera posición, ya que el Pereira perdía el clásico del viejo Caldas, Nacional vencía al Unión Magdalena, quedando a un punto del Cali. La situación empeoraría en la segunda mitad cuando Edgardo «Cuqui» López anotó el segundo tanto para los escarlatas a los 23 minutos, quien habían sufrido la expulsión de uno de los suyos en el minuto 18.
Al minuto 38, cuando buena parte de los espectadores habían abandonado el escenario deportivo, Iroldo Rodríguez de Oliveira descontaría para los verdes. Desde ese momento el América perdió compostura, lo que fue aprovechado por el Cali, el cual, 4 minutos después de la anotación de Iroldo, conseguiría el empate por medio de Jorge Ramírez Gallego, goleador histórico del Cali. La puntada final la daría Orlando Frizzone, quien había militado anteriormente en Botafogo y Cruzeiro, logrando así darle un triunfo clave en el torneo, y una victoria épica contra los rivales de patio al Deportivo Cali.

### Carrera al título
Faltando ocho fechas para acabar el torneo, el Deportivo Cali y el Atlético Nacional presentaron una lucha incesante por el trofeo de ese año. El 31 de octubre estos dos rivales se midieron en Cali, y los paisas no perdían desde el 19 de septiembre. Pese al reñido duelo, el Cali se impuso 1-0 ante la mirada de 43.203 personas, un nuevo récord. Cali quedaba con 53 puntos, 5 más que Nacional. La distancia se reduciría en la sexta fecha, cuando el Cali salvó un empate en condición de local contra Bucaramanga, quien era décimo en el torneo. Así la distancia se redujo a 4 puntos.
La séptima fecha la recibió el Cali como libre, sin embargo, la distancia entre los verdes de Cali y los de Medellín se mantendría, pues Nacional perdería el clásico paisa luego de 14 meses de paternidad. Esta diferencia quedaría a tan solo 2 puntos, luego que el Cali perdiera el clásico del año contra Santa Fe 3-1 y Nacional ganara al Quindío con anotación en fuera de lugar al minuto 43 de la etapa complementaria. Otra desazón para los de la capital del Valle llegaría a finales de noviembre, cuando tan solo logró el empate ante Tolima, mientras Nacional doblegaría al Cúcuta 3-1. Cali con 55 puntos estaba tan solo a 1 de Nacional.
Sin embargo, una semana más tarde, el Cali le arrebataría al rival de patio del Nacional una valiosa victoria en condición de visitante 2-1. No obstante, Nacional haría lo propio ante América, ganando 1-0, manteniendo así la distancia. En el siguiente encuentro, la escuadra caleña doblegó 6-0 al Quindío, ampliando la ventaja a 3 puntos, ante la derrota 1-4 de Nacional ante Millonarios.

### Campeón, Cali Campeón
El 12 de diciembre el Cúcuta recibía en el Estadio General Santander a la Amenaza Verde, comandada por Francisco Villegas. Acabándose la etapa inicial, los visitantes se irían arriba con gol de Antonio Cassiano, pero luego del medio tiempo, los locales lograrían la igualdad por medio de cobro de tiro penal ejecutado por Carlos Portela. Jorge Ramírez Gallego sería el encargado de poner a los de Cali una vez más arriba del marcador en el minuto 10. Por último, a los 25 minutos, Iroldo Rodríguez sentenciaría el 1-3. Cuando el árbitro Antonio Chávez finalizó el encuentro, los miles de aficionados, que hasta entonces se encontraban al lado de sus radios a 1.125 kilómetros, inundaron las calles de la ciudad. 15.000 vehículos hicieron sonar las bocínas a través de las principales arterias viales de la urbe, mientras se escuchaba por doquier el «Pachito E'ché», tradicional himno del Deportivo Cali. Festejos similares se vivieron en las demás ciudades del Valle del Cauca, como Buenaventura, Buga, Cartago, Cerrito, Guacarí, Palmira y Tuluá. El Cali se coronaba campeón faltando una fecha ya que Nacional empató a 0 goles contra Once Caldas.
El siguiente día, lunes 13 de diciembre, fue decretado por la Alcaldía como «Día Cívico». Por ello 200.000 inundaron las calles. Cincuenta mil personas tuvieron la oportunidad de recibir al equipo a eso de las 3:30 p. m. en el terminal aéreo de «El Guabito», hoy conocido como «Marco Fidel Suárez». Los campeones arribaron en la nave de Avianca con número 712. El primero en asomar por la puerta de la aeronave fue Óscar Ferreyra. Al sitio acudieron medios de comunicación como Radio Pacífico de Radio Cadena Nacional, La Voz del Río Cauca de Caracol Radio, La Voz de Cali y Radio El Sol, de Todelar Radio.
El equipo fue transportado lentamente, debido a la afluencia de vitoreantes aficionados, por la ciudad en la máquina número 10 del Cuerpo de Bomberos Voluntarios de Cali, la cual fue conducida por Abelardo Mora. El carro de bomberos fue dirigido por la Calle 25 para luego tomar la Avenida de las Américas y el Puente Ortiz. A esa altura del camino, el horizonte era verde hasta donde alcanzaba la vista, con gente subida a los postes y árboles para presenciar el paso del equipo. La alegría avanzó hasta la Calle 5.ª, dirigiéndose hacia el estadio Pascual Guerrero, donde el automóvil dio una vuelta, regresando posteriormente por la Avenida Roosvelt. La caravana finalizaría su travesía en el Hotel Miami, en la Carrera 7ª,  luego de 3 horas de andar a través de la ciudad colapsada por las fiestas.

## 1967: El segundo título

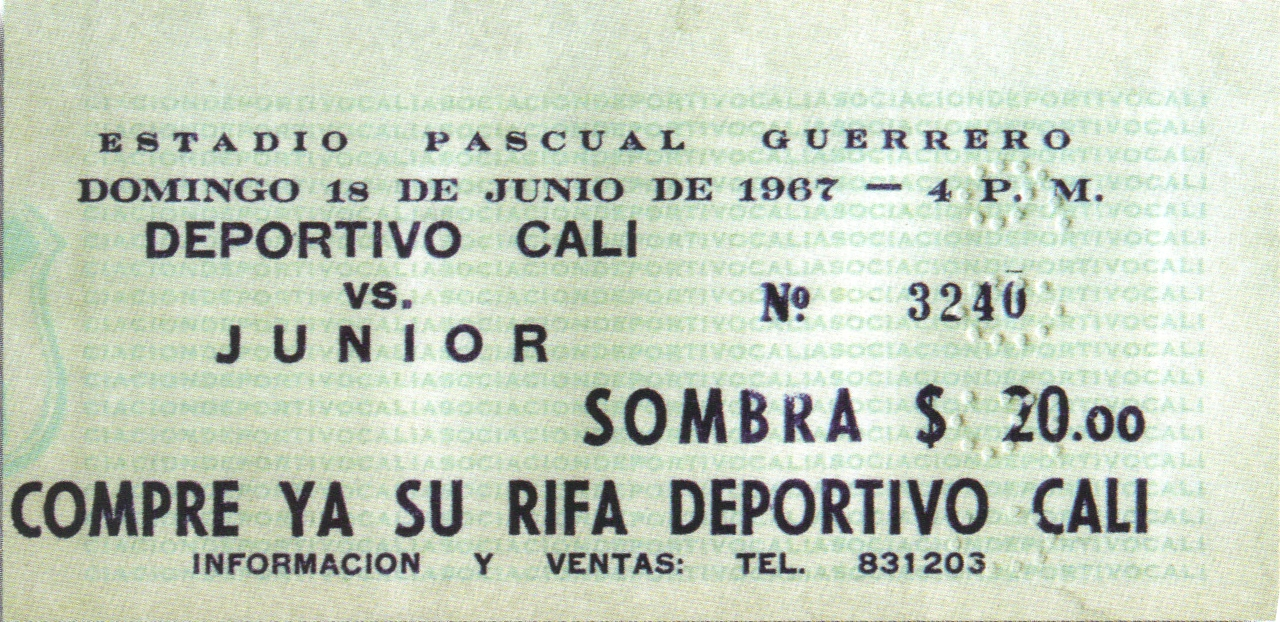
Boleta del encuentro en el que el Deportivo Cali venció 6-1 al Atlético Junior.

Después de obtener su primer campeonato, en 1966 el Deportivo Cali terminó sexto, a 11 puntos de Independiente Santa Fe, quien se llevó el título de ese año. Por esto, las directivas decidieron formar un equipo capaz de igualar la campaña de 1965, ratificando a Francisco Villegas como director técnico de la institución. Como pretemporada, el equipo jugó un cuadrangular junto a Cerro Porteño, Deportivo Pereira y América en la ciudad de Cali. El ganador sería el conjunto paraguayo. En este cuadrangular debutarían con la casaca verde Benicio Ferreyra y Óscar Mario Desiderio, quien perdió un penal en el partido ante Cerro Porteño.
El 9 de abril el Deportivo Cali perdió su invicto al caer 1-0 con Atlético Junior, invicto ganado luego de superar a Nacional, Bucaramanga y Medellín y empatar contra Unión Magdalena, América, Quindío, Millonarios y Pereira. Sin embargo, el Cali retomaría el liderato el 14 de junio, al vencer a Santa Fe en partido aplazado por 2-0. Cuatro días después, el equipo tuvo la revancha ante Junior, al ganarle en el Pascual Guerrero 6-1, con anotaciones de Benicio Ferreyra en tres ocasiones, Iroldo Rodríguez en dos y Jorge Ramírez Gallegos en una.

### Cali vs. Nápoles
El anuncio de un partido amistoso entre el Deportivo Cali y la Società Sportiva Calcio Napoli despertó gran interés en los medios deportivos de Colombia, en tiempos donde el fútbol europeo era visto como algo lejano. El conjunto italiano contaba en sus filas con figuras como Antonio Valentín Angelillo, Enrique Omar Sívori y José Altafini, el Cali, por su parte, brindaba en el campeonato local una brillante campaña. Todo esto hizo posible que 31.561 espectadores dejaran en taquilla 471.843 COP$, un lleno total del Pascual Guerrero que por aquel entonces contaba con una tribuna occidental de solo un nivel.

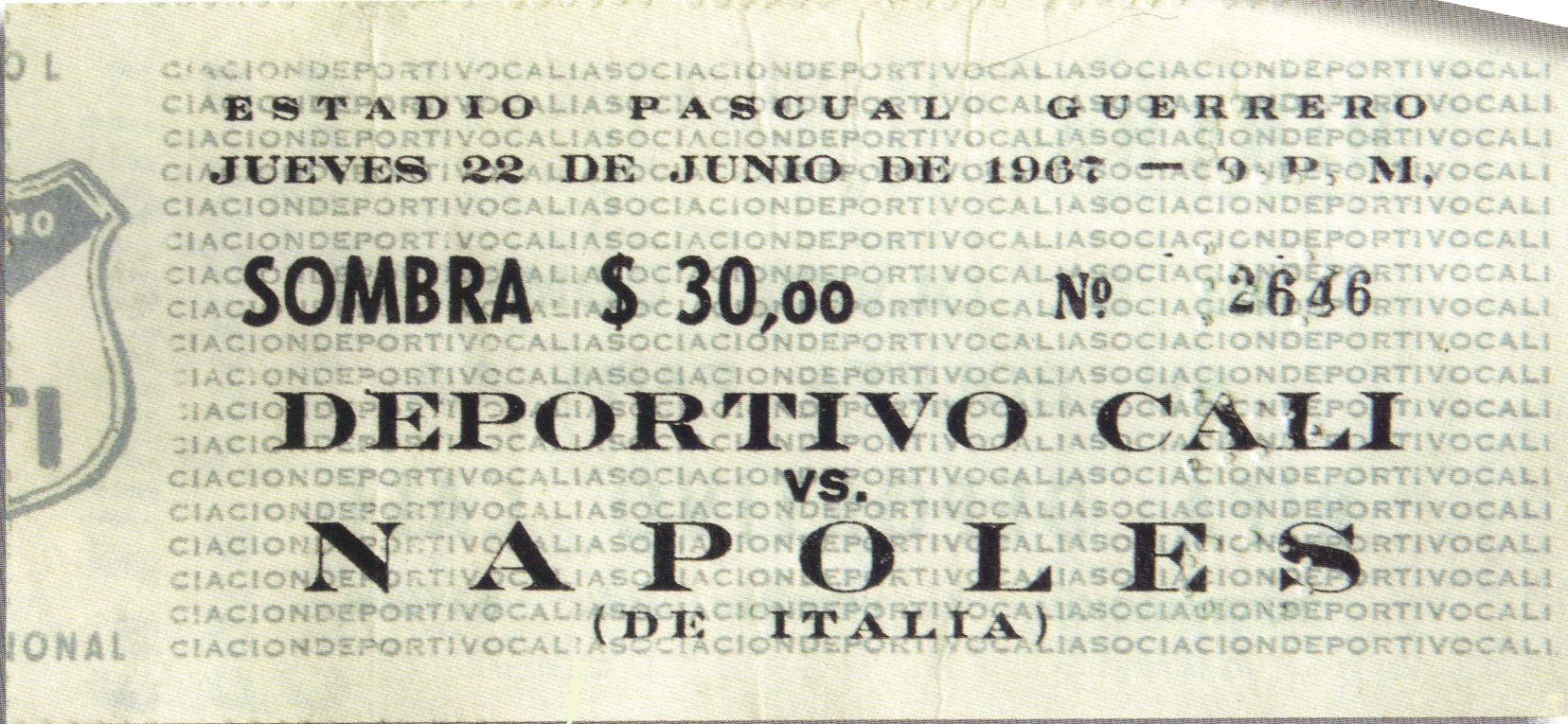
Boleta del partido Deportivo Cali vs. Nápoles.

La primera anotación fue a los 18 minutos, cuando José Altafinni «Mazzola»» superó al arquero Azucarero José Rosendo Toledo, marcando el primer tanto. Cuatro minutos después, el propio Altafinni habilitaría a Omar Sívori, quien vencería por segunda vez al arquero Toledo. Para la segunda parte salieron Saúl Salla, Jorge Ramírez Gallego, Alfonso Escobar Echeverri y Bernardo «Cunda» Valencias por Roberto Álvarez, Alfonso Tovar, Óscar López y Mario Agudelo, respectivamente. Con este nuevo aire, el Deportivo Cali logró inquietar al Nápoles y forzar en varias ocasiones al portero visitante.
La primera anotación de los locales, quienes jugaron de blanco, llegaría al minuto 18 gracias a un tiro libre de Iroldo Rodríguez de Oliveira, que superó la barrera napolitana y al portero rival. Faltando dos minutos para el pitazo final del chileno Mario Canesa García, Alfonso Tovar venció por segunda vez al portero italiano, estallando en júbilo las tribunas.

Los latinos (El Deportivo Cali), con preparación atlética, necesariamente deberían ser los mejores del mundo.
Bruno Pesaola-Técnico del Nápoles

### La segunda estrella verde
La gran campaña desempeñada por el cuadro caleño le significó llegar el 12 de noviembre, restando cuatro fechas para culminar el torneo, con un rendimiento del 68,7%. De 48 encuentros disputados únicamente 8 eran derrotas, 26 de ellos habían sido victorias y 14 empates. El siguiente domingo el Cali, que aventajaba por 6 puntos al Pereira, se midió ante Atlético Junior, logrando un empate a ceros, sin embargo al caer Pereira ante Cúcuta 2-3, le permitió alzar nuevamente la copa del rentado de ese año. Este torneo sería el último en disputarse en la modalidad Todos Contra Todos, pues a partir de 1968 se establecería la modalidad de Apertura y Finalización.
31.201 aficionados celebraron junto al equipo su segundo campeonato, el primero en conseguirse en casa. Los restantes encuentros los ganó el Cali, ya campeón, 5-1 ante Tolima, 2-3 contra Santa Fe y 1-0 ante Once Caldas, con la nómina emergente. Internacionalmente el Cali se estrenó ante el Dinamo de Moscú, campeón de Rusia, al cual venció 1-0 con anotación de Iroldo, que superó a Lev Yashin. El equipo logró mantenerse invito las 13 fechas de la ronda final del campeonato, del 1 de octubre al 10 de diciembre. Disputó en total 52 encuentros, 29 victorias y 15 empates, además de las ya mencionadas 8 derrotas, le valieron 73 puntos, un récord todavía vigente en torneos a 4 rondas.

## Subcampeón 1968
En el Torneo Apertura del Campeonato colombiano 1968 el Cali quedaría segundo con 36 puntos, uno más que Millonarios, que quedó tercero, y dos menos que Unión Magdalena. Para el Finalización el Cali terminaría primero con 38 puntos, dos más que su rival de patio, luego de empatar a cero con el Cúcuta, un 8 de diciembre, ganando así nuevamente un boleto a la Copa Libertadores del siguiente año. El lugar del máximo anotador del Finalización sería para Jorge Ramírez Gallego. La final se disputaría entre los campeones de los dos torneos. El triunfo sería para el Unión Magdalena, luego de ganar en Cali al conjunto local 0-1, con gol de Aurelio Palacio en el minuto 14 del tiempo complementario ante 24.357 personas, que dejaron una recaudación de 337.718 COP$. Ese día cayó el invicto de 35 fechas del conjunto verde como local. En Santa Marta abriría el marcador Iroldo al minuto y medio del pitazo inicial, al finalizar la primera etapa el conjunto caleño aventajaba dos goles a 0 a los locales, luego que en el minuto 27 Jorge Ramírez Gallego anotará. Para el segundo tiempo los locales lograron empatar al anotar en el minuto 10 y 42, lo que significó el subcampeonato para los vallecaucanos.

### Primera participación en la Copa Libertadores
El Deportivo Cali representaría a Colombia en la Copa de Clubes Campeones de 1968, posteriormente llamada Copa Libertadores de América, junto a Millonarios quien se había consagrado como subcampeón de 1967. Esta sería la primera vez que el equipo participaría en esta copa, pues cuando ganó el primer título en 1965 sucedió el cisma del fútbol colombiano, lo que no permitió su participación ese año.
El Cali conformaría el grupo 1 junto a Millonarios y los argentinos de Estudiantes de la Plata e Independiente de Avellaneda. El 8 de febrero el Cali se estrenaría en la copa ante Independiente, campeón del campeonato argentino de 1967 quien venía de vencer a Millonarios 1-2 en el Campín. En el encuentro en el Pascual Guerrero, el Deportivo Cali vencería a Independiente 1-0 con gol de Iroldo, en el minuto 26 de la parte complementaria. 25.150 asistentes verían el debut del Cali en la Copa Libertadores, y su triunfo ante Independiente.

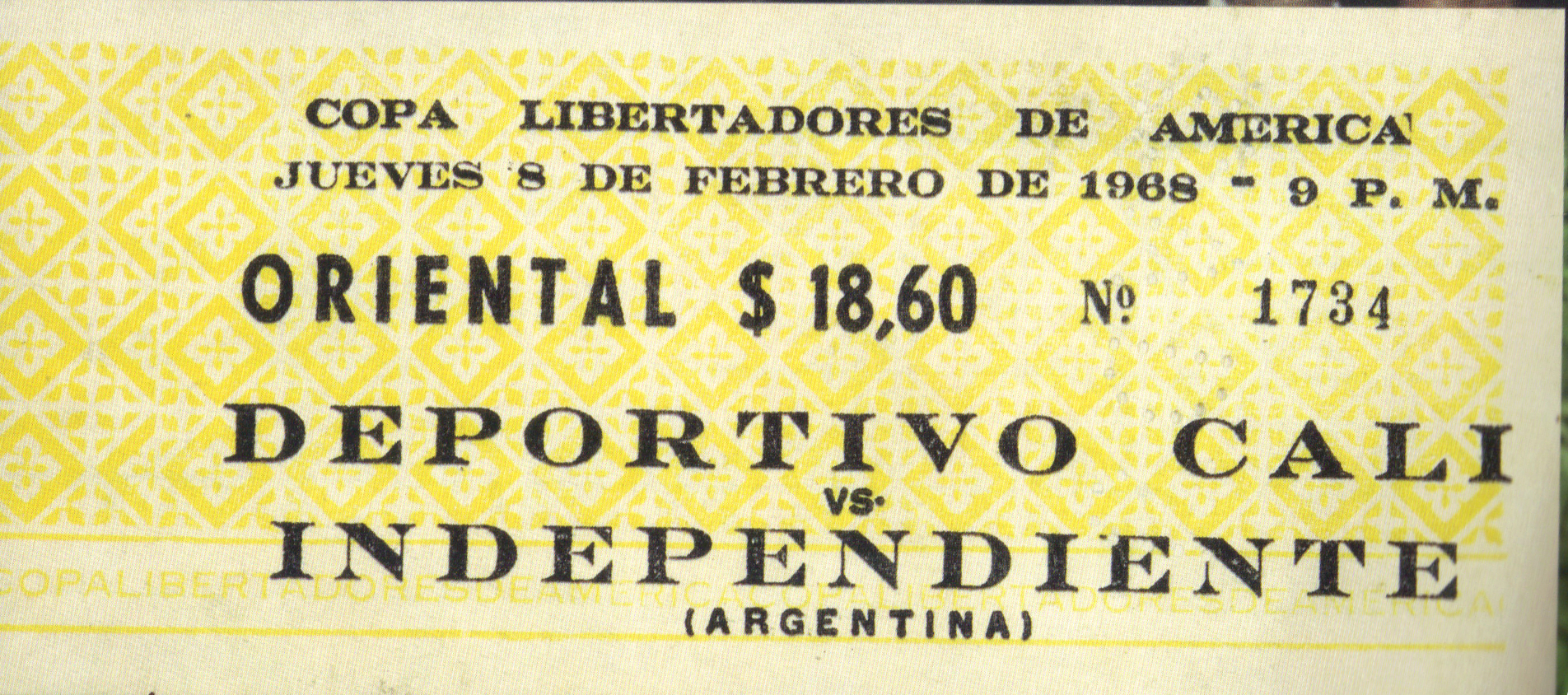
Boleta al primer encuentro del Deportivo Cali en Copa Libertadores.

Tres días más tarde el Cali nuevamente jugaría de local, esta vez ante Estudiantes de la Plata, subcampeón de Argentina, quien también venía de vencer al equipo de la capital colombiana por un tanto a cero. El equipo argentino, dirigido por Oswaldo Juan Zubeldía, contaba entre sus filas con Carlos Salvador Bilardo y Eduardo Luján Manera, en un futuro entrenadores del equipo azucarero. La primera etapa en el Pascual Guerrero quedaría igualada a ceros, durante la segunda parte, Carlos Salvador Bilardo abriría el marcador para la visita. Sin embargo al minuto 11 el Cali empataría por acción de Jorge Ramírez Gallego, que ocasionó que Eduardo Luján anotara en propia puerta. Echecopar anotaría de cabeza en el minuto 28 para darle la victoria definitiva a los argentinos. 29 095 personas asistirían ese 11 de febrero a ver al Deportivo Cali.
El primer encuentro de visitante sería ante Millonarios en Bogotá, el 14 de febrero, encuentro que finalizaría 4-2 a favor de los locales y que a la larga sería la única victoria de Millonarios en la Copa Libertadores de ese año. El 17 de febrero el Cali jugaría en el Estadio Ciudad de La Plata ante Estudiantes, con victoria para los locales 3-0. El 22 del mismo mes el Cali empataría en condición de visitante frente a Independiente en el Estadio La Doble Visera. La primera parte terminaría con los argentinos adelante 1-0, sin embargo, los vallecaucanos lograrían imponer la paridad luego que Iroldo, quien recibió un pase de Óscar Mario Desiderio, anotara venciendo al arquero local.
Ya de regreso en Colombia, el 28 de febrero, el Cali recibió en el Pascual Guerrero a Millonarios. La primera parte quedó igualada a cero, pero el conjunto local logró anotar en el minuto 17 de la parte complementaria por medio del paraguayo Benicio Ferreyra, logrando así la victoria para el Cali. Estudiantes lograría vencer 2-0 a Independiente, quedando así empatados en puntos con el Deportivo Cali, lo que forzó un partido de desempate en campo neutral. Este partido se dio en el Estadio Nacional del Perú de la ciudad de Lima, donde Estudiantes venció 3-2 al Deportivo Cali, quien logró anotar por medio de Iroldo y Joaquín Sánchez, luego de terminar perdiendo al finalizar el primer tiempo 3-0.

#### Resultados
| Fecha                 | Lugar      | Local          | Resultado | Visitante      |
| --------------------- | ---------- | -------------- | --------- | -------------- |
| 8 de febrero de 1968  | Cali       | Deportivo Cali | 1:0       | Independiente  |
| 11 de febrero de 1968 | Cali       | Deportivo Cali | 1:2       | Estudiantes    |
| 14 de febrero de 1968 | Bogotá     | Millonarios    | 4:2       | Deportivo Cali |
| 17 de febrero de 1968 | La Plata   | Estudiantes    | 3:0       | Deportivo Cali |
| 22 de febrero de 1968 | Avellaneda | Independiente  | 1:1       | Deportivo Cali |
| 28 de febrero de 1968 | Cali       | Deportivo Cali | 1:0       | Millonarios    |

- Partido extra.

| Fecha              | Lugar | Local         | Resultado | Visitante      |
| ------------------ | ----- | ------------- | --------- | -------------- |
| 6 de marzo de 1968 | Lima  | Independiente | 3:2       | Deportivo Cali |

| Equipo         | Pts | PJ | PG | PE | PP | GF | GC | Dif |
| -------------- | --- | -- | -- | -- | -- | -- | -- | --- |
| Estudiantes    | 11  | 6  | 5  | 1  | 0  | 12 | 3  | +9  |
| Independiente  | 5   | 6  | 2  | 1  | 3  | 8  | 10 | -2  |
| Deportivo Cali | 5   | 6  | 2  | 1  | 3  | 6  | 10 | -4  |
| Millonarios    | 3   | 6  | 1  | 1  | 4  | 6  | 9  | -3  |

## 1969: La tercera estrella
Para el torneo profesional de 1969 salieron del equipo Benicio Ferreyra y José Rosendo Toledo, el primero vistió la casaca caleña en 54 ocasiones, marcando 40 goles, y el segundo lo hizo en 140 encuentros. Por su parte, Oswaldo Ayala, campeón con Santa Fe en el torneo del 66, Norberto Claudio Bautista y Miguel Loayza se vincularon al club. El 23 de marzo los caleños apabullarían al Atlético Nacional 7-2, con tres goles de Juan Carlos Lallana, una de Miguel Loayza, Iroldo, Alfonso Tovar y Mario Desiderio.
El 16 de abril al terminar su participación en la Copa Libertadores 1969, el Deportivo Cali se encontraba en el puesto 11.º, con cinco encuentros aplazados, a ocho puntos del líder, América. Los azucareros se alzarían con el triunfo del Apertura, al ganar todos sus partidos de local y vencer en Ibagué al Deportes Tolima, 1-3, logrando así superar por tres puntos a su rival de patio.
Rondando las fechas del Finalización, el Cali aportó al seleccionado nacional un total de siete jugadores, además de esto, el brasileño Iroldo abandonó las huestes verdiblancas luego de hacer el saque de honor el 29 de junio frente al Tolima, para retornar al Botafogo, de donde en un principio había provenido. A partir de la quinta fecha de la segunda vuelta del Finalización, durante los posteriores dos meses, el Deportivo Cali y Millonarios mantuvieron una estrecha lucha por el campeonato Finalización, y al finalizar este, los dos oncenos estaban empatados a 40 puntos, con igual número de triunfos, derrotas y empates. Por lo anterior se debió jugar una serio extra para definir el campeón de esa parte del torneo. La serie se definiría en Medellín, ya que en Bogotá y en Cali quedaron empatados a un tanto, el 23 de diciembre, donde después de un empate a cero tras 120 minutos, se debió recurrir a tiros desde el punto final; por aquel entonces se cobraban todos los 5 tiros de un equipo antes de cobrar el otro equipo, sus 5 tiros consecutivos. Nelson Díaz y Finot Casstaña anotaron los cinco cobros para Millonarios, por el Cali empezaría a cobrar Juan Carlos Lallana, quien estrellaría el balón en un poste, por lo que ya no era necesario cobrar los demás.
La definición del título de año quedó aplazada para enero de 1970, donde se jugó un triangular entre América, Cali y Millonarios; Cali al haber quedado de segundo en el Finalización, impidió la participación de un cuarto equipo en la definición del título. Los verdes de Cali se adelantaron en el triangular a partir de la segunda fecha, cuando vencieron a Millonarios en Bogotá por una diana, con un despliegue que dejó maravillado al entrenador azul:

Como campeón ganó el Cali...
Otto Vieria, entrenador de Millonarios

El 25 de enero, faltando una fecha para concluir el triangular, el Cali se enfrentó de local ante Millonarios en el Pascual Guerrero. El unicó gol lo anotaría Juan Carlos Lallana, de tiro penal en el arco sur, a los 11 minutos de la primera parte. Al sonar el pitazo final del árbitro peruano, Alberto Tejada, las tribunas se llenaron con pañuelos blancos de los 37.345 aficionados que asistieron al estadio para ver el triunfo del Cali, que lo coronaba campeón faltando una fecha, el primer campeonato del equipo después de implemetarse la modalidad de dos torneos clasificatorios Apertura y Finalización.
Luego de la vuelta olímpica, sucedió un desfile por la Avenida Roosevelt, la carrera 15, primera y la calle 25 hasta llegar a la Avenida Vásques Cobo, hasta la sede del equipo, en un trayecto que duró más de dos horas de recorrido.

### Copa Libertadores de América 1969
El Deportivo Cali participó en la Copa Libertadores 1969 como subcampeón colombiano de 1968. Para la décima edición del torneo el Cali hizo parte del grupo 1 que englobaba a los equipos colombianos y venezolanos, por el país vecino participarían el Deportivo Italia Fútbol Club y el Deportivo Canarias.
La serie iniciaría para los caleños el 22 de febrero con un empate ante el vigente campeón colombiano a dos dianas en Santa Marta. Tres días después el Cali empataría a un tanto en Caracas ante el entonces campeón venezolano, Deportivo Canarias, en el Estadio Olímpico de la Universidad Central de Venezuela. La primera derrota en el torneo para el equipo de la capital del Valle se daría el 1 de marzo ante el Deportivo Italia en el mismo estadio. El primer partido en casa sucedería el 9 de marzo con una contundente victoria 3-1 ante la escuadra samaria. Los siguientes partidos los ganaría el Cali, 3-0 contra Deportivo Italia, el 13 de marzo, y 3 días después, 2-0 contra Canarias. De esta manera el Cali no perdería ningún partido como local, avanzando a los cuartos de final como primero en el grupo.
El emparejamiento en los cuartos de final reuniría en el grupo 2 junto al Cali al Nacional de Montevideo y a Santiago Wanderers de Chile. En el primero encuentro los vallecaucanos oficiarían de locales ante los paraguayos el 2 de abril con una caída 1-5. El 6 de abril, también de locales, el Cali vencería a los chilenos por 5-1. El 13 de abril los Azucareros visitarían el Estadio Gran Parque Central donde caerían ante los locales 2-0. Tres días después los caleños empatarían a tres tantos en el Estadio Playa Ancha de Valparaíso, finalizando así su participación en la Copa Libertadores de ese año.

#### Resultados

##### Primera ronda
| Fecha         | Lugar       | Local              | Resultado | Visitante          |
| ------------- | ----------- | ------------------ | --------- | ------------------ |
| 23 de febrero | Santa Marta | Unión Magdalena    | 2 - 2     | Deportivo Cali     |
| 26 de febrero | Caracas     | Deportivo Canarias | 1 - 1     | Deportivo Cali     |
| 1 de marzo    | Caracas     | Deportivo Italia   | 2 - 1     | Deportivo Cali     |
| 9 de marzo    | Cali        | Deportivo Cali     | 3 - 1     | Unión Magdalena    |
| 13 de marzo   | Cali        | Deportivo Cali     | 3 - 0     | Deportivo Italia   |
| 16 de marzo   | Cali        | Deportivo Cali     | 2 - 0     | Deportivo Canarias |

| Equipo             | Pts | PJ | PG | PE | PP | GF | GC | DG |
| ------------------ | --- | -- | -- | -- | -- | -- | -- | -- |
| Deportivo Cali     | 8   | 6  | 3  | 2  | 1  | 12 | 6  | +6 |
| Deportivo Italia   | 7   | 6  | 3  | 1  | 2  | 7  | 8  | -1 |
| Unión Magdalena    | 5   | 6  | 2  | 1  | 3  | 7  | 8  | -1 |
| Deportivo Canarias | 4   | 6  | 1  | 2  | 3  | 3  | 7  | -4 |

##### Cuartos de final
| Fecha       | Lugar      | Local              | Resultado | Visitante          |
| ----------- | ---------- | ------------------ | --------- | ------------------ |
| 2 de abril  | Cali       | Deportivo Cali     | 1 - 5     | Nacional           |
| 6 de abril  | Cali       | Deportivo Cali     | 5 - 1     | Santiago Wanderers |
| 13 de abril | Montevideo | Nacional           | 2 - 0     | Deportivo Cali     |
| 16 de abril | Valparaíso | Santiago Wanderers | 3 - 3     | Deportivo Cali     |

| Equipo             | Pts | PJ | PG | PE | PP | GF | GC | DG |
| ------------------ | --- | -- | -- | -- | -- | -- | -- | -- |
| Nacional           | 7   | 4  | 3  | 1  | 0  | 10 | 2  | +8 |
| Deportivo Cali     | 3   | 4  | 1  | 1  | 2  | 9  | 11 | -2 |
| Santiago Wanderers | 2   | 4  | 0  | 2  | 2  | 5  | 11 | -6 |

## La gran campaña de 1970
Para el Campeonato colombiano 1970 el Cali sufrió la baja de su técnico Francisco Villegas, el técnico que más ha ganado con los verdes de Cali, quien paso a comandar a Millonarios. En su reemplazo llegaría Óscar Roberto Resquín en función de director técnico y Hugo Ángel Gullo como preparador físico. Amén de 18 meses de competición de alto nivel, la fatiga que ello conlleva, y el cambio completo del cuerpo técnico, para el Apertura el Cali se posicionaría séptimo con 26 puntos, a pesar de haber logrado la hazaña de 11 fechas sin conocer la derrota.
Para el Finalización se le daría la titularidad en el pórtico a Pedro Zape, quien hasta entonces alternaba la posición con Edilberto Righi. Esa temporada el Cali lograría alcanzar la fecha 19 del Finalización sin derrota alguna, tomando en cuenta la victoria 2-4 en Ibagué el 12 de julio, última fecha del Apertura, hasta el empate a una diana ante América el 8 de noviembre, le significaría al equipo una marca de 20 encuentros sin perder, venciendo así la marca impuesta por el Cali mismo de 18 fechas en 1949, además que este último encuentro también significó una paternidad sobre su rival de patio de 3 años, 3 meses y 10 días.
El 11 de noviembre, en condición de local, el Deportivo Cali perdería su racha de invicto al caer 0-1 frente al Atlético Bucaramanga, no obstante la escuadra azucarera lograría ubicarse en el primer lugar al final del torneo, escoltado por el Cúcuta Deportivo a 4 puntos de distancia. Con Zape al arco en el Finalización, el Cali pasaría 12 fechas sin recibir ni un gol y 13 con solo una vulneración en su arco, únicamente el Unión Magdalena lograría anotar 2 tantos el 2 de diciembre en un partido aplazado que terminaría en empate; en total 15 goles en 26 juegos, 0,57 goles por encuentro.
Desde el 28 de mayo hasta el 13 de diciembre, además de los encuentros por el rentado local, los verdiblancos se enfrentaron al Barcelona de Ecuador en un encuentro con empate a un tanto el 9 de agosto, el 18 de octubre obtendría el mismo resultado ante Nacional de Uruguay; ante Universitario de Lima el Cali se alzaría con un triunfo 2-0 el 28 de octubre. El 8 de octubre victoria 1-0 en amistoso ante el América, con gol de Orlando Mesa Celis. En 199 días el Deportivo Cali se enfrentó en 44 partidos, ganando 40, cayendo ante Bucaramanga, Independiente de Avellaneda (campeón metropolitano en juego internacional amistoso), Millonarios y Santa Fe.

### El Bicampeonato
El cuadrangular final que decidiría al campeón de 1970 lo formarían Santa Fe, Junior, 1.º y 2.º del Apertura, Deportivo Cali y Cúcuta, los mejores del Finalización. Los caleños iniciarían el cuadrangular con una derrota frente a Junior 2-0 el 16 de diciembre, pero dos días después, como locales, golearían 5-0 al Cúcuta. El 20 de diciembre lograría arrancarle un valioso empate en condición de visitante a Santa Fe a cero goles, y tres días después en Cúcuta el marcador se repetiría. El 27 de diciembre en el sanfernandino Pascual Guerrero, Cali y Santa Fe igualarían a un tanto.
El jueves 30 de diciembre, en la sexta y última fecha del cuadrangular final tres equipos llegaban con posibilidades de alzar el trofeo. Atĺético Junior lideraba la tabla con 7 unidades, seguido por Santa Fe y Cali con 5. El Cali se enfrentaba al líder Junior que dependía de sí mismo para coronarse campeón. A un minuto de finalizar la primera parte Miguel Loayza centraría un pase que Enrique Santiago Fernández impactaría de cabeza, venciendo al portero Heriberto Solís. Junior, Cali y Santa Fe quedarían igualados a 7 puntos luego de la victoria cardenal en Bogotá ante Cúcuta 2-0; sin embargo la estrella se pintaría de verde debido a la diferencia de goles que favoreció a los verdiblancos, coronándose así campeones en un gran año para el Cali.

### Copa Libertadores de América 1970
Para la Copa Libertadores 1970 el Deportivo Cali hizo parte del grupo 3 que reunía a los equipos de Chile, Colombia y Paraguay junto a su rival de patio, Guaraní, Olimpia, Rangers y Universidad de Chile.
El 15 de febrero empezaría la Copa Libertadores para el Cali con un triunfo 2-0 ante Universidad de Chile, el Cali lograría acumular tres victorias al vencer a los también chilenos de Rangers 3-2 y al América en el clásico vallecaucano 4-2. La primera derrota la viviría el Cali frente a Olimpia 0-1 el 5 de marzo, para luego empatar sin goles contra Guaraní en el último encuentro como local. El 11 de marzo el Cali volvió a alzarse en el clásico vallecaucano, esta vez como visitante, 4-2. La primera salida internacional del conjunto azucarero fue contra Universidad de Chile, encuentro que finalizó con el resultado adverso de 3-1 en el Estadio Nacional de Chile, tres días luego en Talca se enfrentó a Rangers logrando vercerle 0-2 en el Estadio Fiscal de Talca. El 21 de marzo el Deportivo Cali caería en el Estadio Manuel Ferreira por la diferencia de 5 tantos a 1 ante Olimpia. El 24 de marzo lograría empatar a un gol con Guaraní en el Estadio Rogelio Livieres, finalizando así su participación en la Copa, ocupando el 4.º puesto con 12 puntos, los mismos que Olimpia, a un punto de Universidad de Chile y 3 de Guaraní.

#### Resultados
| Fecha         | Lugar    | Local                | Resultado | Visitante            |
| ------------- | -------- | -------------------- | --------- | -------------------- |
| 15 de febrero | Cali     | Deportivo Cali       | 2 - 0     | Universidad de Chile |
| 25 de febrero | Cali     | Deportivo Cali       | 3 - 2     | Rangers              |
| 1 de marzo    | Cali     | Deportivo Cali       | 4 - 2     | América              |
| 5 de marzo    | Cali     | Deportivo Cali       | 0 - 1     | Olimpia              |
| 8 de marzo    | Cali     | Deportivo Cali       | 0 - 0     | Guaraní              |
| 12 de marzo   | Cali     | América              | 2 - 4     | Deportivo Cali       |
| 15 de marzo   | Santiago | Universidad de Chile | 3 - 1     | Deportivo Cali       |
| 18 de marzo   | Talca    | Rangers              | 0 - 2     | Deportivo Cali       |
| 5 de marzo    | Asunción | Olimpia              | 5 - 1     | Deportivo Cali       |
| 24 de marzo   | Asunción | Guaraní              | 1 - 1     | Deportivo Cali       |

| Equipo               | Pts | PJ | PG | PE | PP | GF | GC | DG  |
| -------------------- | --- | -- | -- | -- | -- | -- | -- | --- |
| Guaraní              | 15  | 10 | 5  | 5  | 0  | 12 | 4  | +8  |
| Universidad de Chile | 13  | 10 | 5  | 3  | 2  | 19 | 11 | +8  |
| Olimpia              | 12  | 10 | 4  | 4  | 2  | 18 | 11 | +6  |
| Deportivo Cali       | 12  | 10 | 5  | 2  | 3  | 18 | 16 | +2  |
| América              | 5   | 10 | 1  | 3  | 6  | 9  | 22 | -13 |
| Rangers              | 3   | 10 | 1  | 1  | 8  | 11 | 27 | -16 |

## 1971: Un año para no olvidar

### Encuentros contra el Bayern Múnich y Santos de Brasil
La escuadra azucarera comenzó actividades comandado por el estratega Roberto Resquín el 10 de enero de 1971 frente al Bayern Múnich, los teutones venían de ganar por cuarta vez la Copa de Alemania y en sus huestes se encontraban los mundialistas Franz Anton Beckenbauer, Paul Breitner y Gerhard «Torpedo» Müller, quien un año después impondría la marca de 85 goles marcados en un año natural, marca que no sería superada sino hasta 30 años después por Lionel Messi.
Los bávaros abrirían el marcador en el minuto 23 por medio de Breitner a pase de Franz Roth. Para la parte final, que no contaría con la participación de Beckenbauer por un distensión muscular, el Cali empataría con gol de Víctor Solarte, saldando el empate definitivo. El árbitro del encuentro fue Guillermo Velásquez. Un mes después los verdes de Cali medirían fuerzas ante el Santos de Brasil que contaba en el ataque con el artillero Edson Arantes do Nascimento más conocido como Pelé. Los azucareros vencerían a los brasileños con goles de Orlando Mesa Celis y Jorge Olmedo Méndez, por Santos anotaría O Rei Pelé.

### La marca de 14 victorias seguidas
Para el rentado nacional de ese año el Cali se hizo con los servicios de Abel Da Graca Costa y Raúl Emilio Bernao Gonzáles, quien en su momento fue la contratación de más alto valor realizada por el entonces presidentes de la Asociación, Alex Gorayeb, para subsanar las sentidas bajas que dejó la salida de Óscar Mario Desiderio y Miguel Loayza.
La gesta deportiva de 21 fechas sin conocer la derrota, de las cuales 14 fueron victorias en línea, inició el 2 de mayo, cuando superó 2-1 al Quindío ante 5.765 espectadores, que dejaron en las toldas del equipo 87.830 COP$ de la época. Pero sería el 30 de mayo ante Millonarios en el Clásico Añejo que el Deportivo Cali emprendería la hazaña de 14 victorias seguidas al vencer a los azules 1-0 con gol de Fabio Mosquera, faltando 60 segundos para terminarse el encuentro. No sería sino hasta el 29 de agosto cuando el equipo verdiblanco caería por la mínima diferencia en el Estadio Fernando Londoño Londoño (Hoy Estadio Palogrande) ante Once Caldas. Terminando un ciclo de 21 fechas sin perder y 14 victorias consecutivas, récord que aún no ha sido superado.
El desquite por la caída del invicto ante Once Caldas sucedería el 21 de noviembre, durante la novena fecha de la segunda ronda del Finalización, el Cali apabullaría a los manizalitas 8-0, de los cuales 4 goles fueron del lusitano Abe.l Da Graca, 2 de Jorge Olmedo, uno de Jorge Ramírez Gallego y un autogol del jugador albo Fernando «Pecoso» Castro. Deportivo Cali clasificaría al cuadrangular final como el segundo mejor del Apertura con 39 puntos, uno menos que Atlético Nacional, en el Finalización ocupó el 4.º escalafón con 30 puntos, no obstante ocuparía el último lugar del cuadrangular final.

#### Resultados[5]
| Fecha              | Lugar           | Local            | Resultado | Visitante         |
| ------------------ | --------------- | ---------------- | --------- | ----------------- |
| 30 de mayo         | Cali            | Deportivo Cali   | 1 - 0     | Millonarios       |
| 6 de junio         | Ibagué          | Deportes Tolima  | 1 - 2     | Deportivo Cali    |
| 10 de junio        | Cali            | Deportivo Cali   | 3 - 1     | Atlético Junior   |
| 13 de junio        | Barrancabermeja | Oro Negro        | 0 - 1     | Deportivo Cali    |
| 18 de junio        | Cali            | Deportivo Cali   | 3 - 1     | Once Caldas       |
| 20 de junio        | Cúcuta          | Cúcuta Deportivo | 0 - 1     | Deportivo Cali    |
| 27 de junio        | Cali            | Deportivo Cali   | 2 - 1     | Santa Fe          |
| 29 de junio (*)    | Barranquilla    | Atlético Junior  | 0 - 1     | Deportivo Cali    |
| 4 de julio         | Cali            | Deportivo Cali   | 4 - 2     | América           |
| 8 de julio (**)    | Cali            | Deportivo Cali   | 2 - 0     | Real Cartagena    |
| 11 de julio        | Armenia         | Atlético Quindío | 0 - 1     | Deportivo Cali    |
| 18 de julio        | Cali            | Deportivo Cali   | 1 - 0     | Deportivo Pereira |
| 10 de julio        | Cali            | América          | 1 - 2     | Deportivo Cali    |
| 19 de agosto (***) | Cali            | Deportivo Cali   | 1 - 0     | Oro Negro         |

(*) = Aplazado, se jugó el 21 de marzo

(**) = Aplazado, se jugó el 28 de febrero

(***) = Aplazado, se jugó el 8 de agosto

### Copa Libertadores de América 1971
El Deportivo Cali participaría en la Copa Libertadores 1971 en el grupo 5 como campeón del torneo pasado. Junto a él participarían el Barcelona de Ecuador, el Emelec y el Junior de Barranquilla. El Cali empezaría con perdiendo todos sus partidos de visitante, la primera victoria la obtendría en su primer encuentro de local frente a Emelec por la mínima diferencia. Luego, vencería al Barcelona, 3-1, y al Junior, 2-0, logrando vencer en todos sus encuentros como local, obteniendo 6 puntos, 1 menos que los equipos ecuatorianos que tuvieron que jugar otro encuentro entre ellos para decidir quien avanzaba a la siguiente fase.

#### Resultados
| Fecha                 | Lugar        | Local          | Resultado | Visitante      |
| --------------------- | ------------ | -------------- | --------- | -------------- |
| 28 de febrero de 1971 | Barranquilla | Junior         | 2:1       | Deportivo Cali |
| 3 de marzo de 1971    | Guayaquil    | Barcelona      | 1:0       | Deportivo Cali |
| 7 de marzo de 1971    | Guayaquil    | Emelec         | 3:1       | Deportivo Cali |
| 18 de marzo de 1971   | Cali         | Deportivo Cali | 1:0       | Emelec         |
| 21 de marzo de 1971   | Cali         | Deportivo Cali | 3:1       | Barcelona      |
| 21 de marzo de 1971   | Cali         | Deportivo Cali | 2:0       | Junior         |

| Equipo         | Pts | PJ | PG | PE | PP | GF | GC | Dif |
| -------------- | --- | -- | -- | -- | -- | -- | -- | --- |
| Barcelona      | 7   | 6  | 3  | 1  | 2  | 8  | 6  | 2   |
| Emelec         | 7   | 6  | 2  | 3  | 1  | 6  | 4  | 2   |
| Deportivo Cali | 6   | 6  | 3  | 0  | 3  | 5  | 5  | 0   |
| Junior         | 4   | 6  | 1  | 2  | 3  | 4  | 9  | -5  |

## 1972-73
En el torneo Apertura del Campeonato 1972 el Deportivo Cali ocupó la 4.º casilla con 30 puntos, a 8 de Millonarios y 6 de Junior. Para el finalización el Cali, Millonarios y Nacional quedarían ubicados en la primera posición con 36 puntos, lo que los obligó a jugar un triangular de desempate. Los verdes de Cali saldrían airosos de este triangular con 6 puntos, 1 más que Millonarios y a 5 de Nacional, por lo que clasificaría para el triangular final que disputaría junto a Junior y Millonarios, quien finalmente se llevaría el trofeo al lograr 5 puntos, uno más que el Cali que se coronó subcampeón. Los verdiblancos serían el equipo más anotador del torneo con 99 dianas marcadas.
Las escuadra azucarera participó en la Copa Libertadores 1973 junto a Millonarios y los venezolanos Deportivo Italia y Deportivo Galicia, quienes por problemas dentro de la Federación Venezolana de Fútbol finalmente no pudieron participar. Debido a esto, los dos equipos colombianos debieron competir entre sí para avanzar a la siguiente fase. El 15 de marzo en Bogotá, los caleños caerían 6-2, luego en Cali resignarían sus posibilidades de avanzar a la siguiente fase al empatar sin goles en el Pascual Guerrero.
En el campeonato local, el Cali lograría hacerse en el Apertura con la 2.ª posición con 36 puntos, 3 menos que Millonarios, lo que lo clasificaba a la ronda final. En el Finalización, que no contó con la participación del Cúcuta Deportivo, ocupó la cuarta posición. Los vallecaucanos solo lograrían vencer a Millonarios en Cali y empatar contra los mismos en Bogotá, obteniendo 3 puntos, los mismos que los capitalinos y a 3 del campeón Nacional. Para el desempate y el boleto a la Copa Libertadores 1974 se jugaron dos encuentros extras. el 26 de diciembre en Bogotá el Cali caería 2-1, y luego en Cali, los verdes empatarían a un tanto, otorgandósele así el sucampeonato y el tiquete a la Libertadores a Millonarios.

## 1974: Cinco veces campeón
Para el torneo de 1974 el Deportivo Cali prescindió de los servicios del técnico Wladislao Cap y Vladimir Popović entró a sustituirlo. Además de la escuadra de fútbol el yugoslavo se encargaba de las disciplinas de natación, baloncesto, voleibol y softbol en el cargo de director de deportes de la institución. La tarea de dirigir al primer equipo recayó sobre Alejandro Mur, con la asistencia de Óscar López Vásquez.
Ese año el Cali empezó actividades con un cuadrangular disputado en las ciudades de Cali y Medellín en el que participaron además del conjunto azucarero, Medellín, Nacional y el campeón checo Spartak Trnava. Los azucareros ganarían el cuadrangular.
En el Apertura, el Deportivo Cali consiguió 37 puntos después de empatar en el Atanasio con el Medellín, igualando así con Nacional quien había empatado con América. Por ello los dos conjuntos verdes tuvieron que jugar una serie extra de dos juegos, en caso de empate el equipo con más victorias sería proclamado campeón del Apertura, lo que beneficiaba al equipo verde de Antioquia. Sin tener conocimiento que en caso de empate Nacional sería campeón, los verdes de Cali viajaron a Medellín, donde cayeron 3-2, luego de empezar ganando. Este resultado ya hacía a Nacional campeón, aun así, se disputó el otro encuentro en Cali, con victoria de los locales 2-1.
Para el Finalización los equipos fueron separados en dos grupos. Los primeros 7 del Apertura conformaron el Grupo A, y los 7 últimos el Grupo B. En su grupo el Cali lograría hacerse con el primero puesto tras conseguir 30 puntos, 2 derrotas, 11 victorias y 8 empates. Al Hexagonal final entraron Nacional y Cali como primeros del Apertura, América como segundo del Grupo A, ya que el Cali ya había clasificado y Pereira como primero del Grupo B. Millonarios y Junior entraron como los mejores en la reclasificación.
El 24 de noviembre el Cali empató a dos dianas frente a Pereira en condición de visitante, luego vencería a Junior (2-1) y a Millonarios (0-1), en este último encuentro Pedro Zape atajó un penal ejecutado por Willington Ortiz a los 10 minutos de juego. Le seguirían dos empates frente a América (0-0) y Nacional (2-2). Finalizando la primera parte del hexagonal invicto. La escuadra caleña vencería por un tanto al Pereira, esta vez como local, alargando la buena racha que finalmente finalizaría el 11 de diciembre al caer 2-1 frente a Junior. Luego en Cali la escuadra azucarera vencería a Millonarios 2-1 en otro encuentro del clásico añejo, alejándose así de los azules que entonces estaban a 1 punto.
En condición de local y frente a su rival de patio, América, el Deportivo Cali se consagraría campeón en el clásico #83, que duraría tan solo 55 minutos. Aristides del Puerto abriría el marcador para el Cali a 5 minutos del pitazo inicial. El árbitro daría por terminado el encuentro luego de las expusiones de Pedrag Bubunja, William Ospina, Fernando Romero y Gilberto Cuero, además de la lesión fingida de Norberto Claudio Bautista. Los escarlatas contaban con solo 6 jugadores, por lo que el partido finalizó 1-0 a favor del Cali. Este resultado dejaba al Cali con 13 puntos, a 4 de Millonarios y Nacional, una ventaja inalcanzable que le permitió al equipo bordar su quinta estrella, faltando una fecha todavía.
La campaña de 1974 le significó al Deportivo Cali 30 victorias, 20 empates y solo 7 derrotas, un rendimiento del 70% para el técnico Popović

## 1975-76
En el Apertura del Torneo 1975 el Cali ocuparía la segunda posición con 38 puntos, debajo de Millonarios. Con esto el Cali conformaría nuevamente el Grupo A en el Finalización, además de obtener su pase al hexagonal final. Ya en el Finalización el Cali ocuparía el puesto 4.º con 21 puntos, a 5 de Santa Fe. En el hexagonal el Cali obtendría el 3.º puesto con 13 puntos, los mismos que Millonarios y a 3 del campeón Santa Fe, quienes clasificaron a la Copa Libertadores del año siguiente, Santa Fe como campeón y Millonarios como subcampeón ya que a pesar de tener los mismos puntos que el Cali, se le concedió el puesto por haber ganado el Torneo Apertura y terminar de segundo en el Grupo A del finalización.
El Deportivo Cali haría parte del Grupo 3 de la Copa Libertadores 1975 junto a Nacional, y a los brasileños Cruzeiro y Vasco da Gama. El 23 de febrero empezaría la gesta continental para los equipos colombianos, enfrentándose entre ambos en la ciudad de Cali, con paridad sin goles. El 9 de marzo Cruzeiro visitaría el feudo del Cali, donde caería por la mínima anotación, 4 días después compartiría el mismo destinos Vasco da Gama, pero esta vez por 2-1. 10 días después sería la primera derrota del Cali, frente a Nacional 2-1. El 6 de abril el Cali visitaría a Vasco da Gama en el Estadio São Januário, donde empatarían sin dianas. 4 días después, en un encuentro en el Estádio Governador Magalhães Pinto, Cruzeiro vencería a los azucareros 2-1. Así el Cali terminaría con 6 puntos, 1 menos que Cruzeiro que clasificaría a la siguiente fase.

### Resultados
| 23 de febrero de 1975 |     |                   |  |                |
| Deportivo Cali        | 0–0 | Atlético Nacional |  | Cali           |
| 9 de marzo de 1975    |     |                   |  |                |
| Deportivo Cali        | 1–0 | Cruzeiro          |  | Cali           |
| 13 de marzo de 1975   |     |                   |  |                |
| Deportivo Cali        | 2–1 | Vasco da Gama     |  | Cali           |
| 23 de marzo de 1975   |     |                   |  |                |
| Atlético Nacional     | 2–1 | Deportivo Cali    |  | Medellín       |
| 6 de abril de 1975    |     |                   |  |                |
| Vasco da Gama         | 0–0 | Deportivo Cali    |  | Río de Janeiro |
| 10 de abril de 1975   |     |                   |  |                |
| Cruzeiro              | 2–1 | Deportivo Cali    |  | Belo Horizonte |

| Equipo            | Pts | J | V | E | D | GP | GC | SG |
| ----------------- | --- | - | - | - | - | -- | -- | -- |
| Cruzeiro          | 7   | 6 | 3 | 1 | 2 | 10 | 9  | 1  |
| Deportivo Cali    | 6   | 6 | 2 | 2 | 2 | 5  | 5  | 0  |
| Atlético Nacional | 6   | 6 | 2 | 2 | 2 | 7  | 8  | -1 |
| Vasco da Gama     | 5   | 6 | 1 | 3 | 2 | 7  | 7  | 0  |

### Subcampeón 1976
En el Campeonato colombiano 1976 el Cali se posicionaría de tercero en el Apertura con 29 puntos, debajo de Millonarios y Junior. Para el Finalización y nuevamente en el Grupo A, el Cali lograría ocupar el primer puesto con 26 puntos, clasificando al hexagonal. En el hexagonal el Cali lograría 12 puntos, 2 menos que Nacional, clasificando a la Copa Libertadores del siguiente año como subcampeones. Sin embargo la cuota goleadora del Cali se logró ver en la fecha 7, 8 y 10 del hexagonal cuando goleó al Quindío, Caldas y Junior, 6-1, 5-3 y 5-1 respectivamente.

#### Fallecimiento de «el Pulpa» Etchamendi

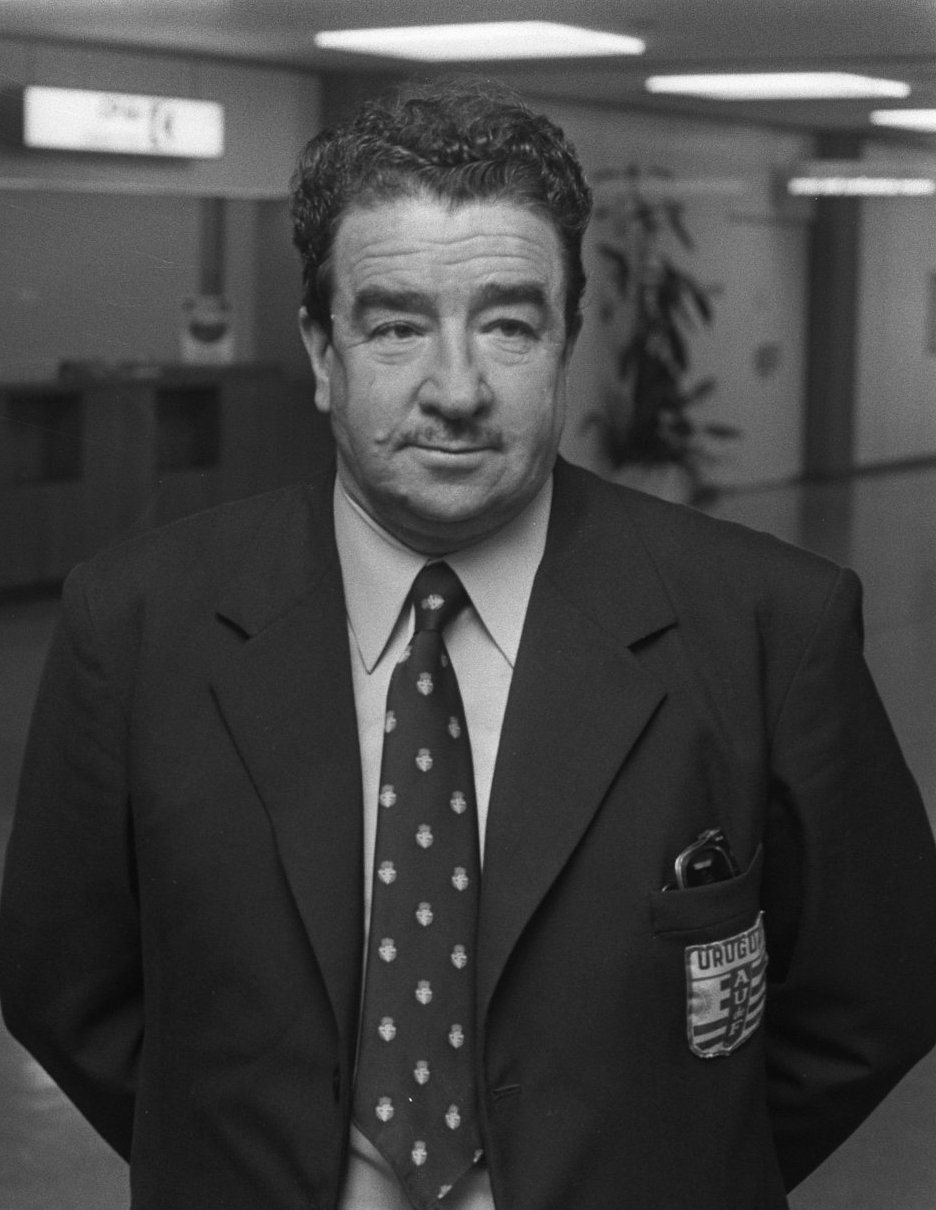
Washington Etchamendi cuatro años antes de su deceso en el Pascual Guerrero.

Washington «el Pulpa» Etchamendi había arrimado al Deportivo Cali en reemplazo de Raúl Rodríguez Seaone como director técnico del equipo. Los dirigidos por el uruguayo eran segundos en la tabla de posiciones del Apertura, junto a Millonarios, y se enfrentaban aquel domingo 30 de mayo a Santa Fe, que era tercero, en el Pascual Guerrero. El argentino Ricardo César Ruiz Moreno sería el encargado de abrir el marcador, pero luego José Antonio Tébez igualaría el marcador.
Luego de la expulsión de Oswaldo Calero, «el Pulpa» pasó unos minutos fuera del banco en los camerinos, para luego volver a dirigir. Alrededor de las 6 de tarde, Washington «el Pulpa» Etchamendi sufrió un ataque cardíaco que lo arrojó al suelo. Fue auxiliado por el gerente de la entidad, Walter Collazos y otras personas que estaban junto a él en el momento de la calamidad. Se intentó trasladarlo al Hospital Universitario Evaristo García, pero no le fue permitido a la ambulancia pisar la pista de tartán. La ayuda de los doctores Luis Carlos González, Óscar Bolaños y Camilo Rengifo no dio frutos y se dictaminó que el técnico verdiblanco había muerto de manera fulminante mientras dirigía. Su cuerpo fue repatriado al día siguiente.

## Subcampeón 1977
En 1977 los azucareros, nuevamente en la punta de la tabla, ocuparían el segundo puesto con 33 puntos, dos menos que Junior, lo que los clasificaba al hexagonal final y los ubicaba nuevamente en el Grupo A en el Finalización, de donde lograrían alcanzar el primer puesto con 29 puntos, a 3 de Millonarios. En la penúltima fecha del hexagonal el Deportivo Cali golearía 4-0 a Millonarios, pero al vencer Junior 1-3 a Santa Fe, se coronó campeón, dejando la disputa del subcampeonato el boleto a la Libertadores entre Nacional Millonarios y Cali. Finalmente al vencer 1-3 al Bucaramanga el onceno verdiblanco se quedaría con la presea de plata al acumular 12 puntos, los mismos que Millonarios, pero al haber quedado 2.º en el Apertura y ganado el primer puesto del Grupo A, el Cali se llevó el subcampeonato, el segundo en línea.
Para el torneo continental de 1977 los equipos colombianos Atlético Nacional (Campeón de 1976) y el Deportivo Cali, se emparejaron en el Grupo 2 con los equipos bolivianos Bolívar y Oriente Petrolero. El Cali empezaría el torneo internacional con pie derecho al vencer a Nacional en Medellín 0-3. El 4 de mayo el onceno caleño visitó a Bolívar en el Estadio Hernando Siles, donde caería 3-0. 4 días luego, esta vez en el Estadio Ramón Tahuichi Aguilera, caería frente a Oriente Petrolero por la mínima diferencia. 7 días más tarde, el 15 de mayo el Cali vencería en su patio a Nacional 3-1 para luego sumar, también en casa, frente a los equipos bolivianos venciéndolos por idéntico resultado de 3-0. En esta primera fase el Cali logró 8 puntos, 1 más que Bolívar de La Paz que ocupó el segundo puesto.
En la semifinal del Grupo A se medirían el Boca Juniors de Argentina, el Libertad de Paraguay y el Deportivo Cali, representante de Colombia. El 27 de julio en condición de local el Cali empataría con los paraguayos sin hacerse daño. 6 días después nuevamente empataría, esta vez a un tanto, contra el equipo boquense. El 10 de agosto el Cali perdería el encuentro frente a Libertad en el Estadio Doctor Nicolás Leoz de la ciudad de Asunción. 6 días luego, en su primera visita en la Bombonera el Cali finalizaría la gesta continental al empatar 1-1 con los xeneizes.

### Resultados

#### Primera ronda
| 27 de abril de 1977 |     |                   |  |            |
| Atlético Nacional   | 0–3 | Deportivo Cali    |  | Medellín   |
| 4 de mayo de 1977   |     |                   |  |            |
| Bolívar             | 3–0 | Deportivo Cali    |  | La Paz     |
| 8 de mayo de 1977   |     |                   |  |            |
| Oriente Petrolero   | 1–0 | Deportivo Cali    |  | Santa Cruz |
| 15 de mayo de 1977  |     |                   |  |            |
| Deportivo Cali      | 3–1 | Atlético Nacional |  | Cali       |
| 19 de mayo de 1977  |     |                   |  |            |
| Deportivo Cali      | 3–0 | Bolívar           |  | Cali       |
| 22 de mayo de 1977  |     |                   |  |            |
| Deportivo Cali      | 3–0 | Oriente Petrolero |  | Cali       |

| Equipo            | Pts | PJ | PG | PE | PP | GF | GC | DG |
| ----------------- | --- | -- | -- | -- | -- | -- | -- | -- |
| Deportivo Cali    | 8   | 6  | 4  | 0  | 2  | 12 | 5  | 7  |
| Bolívar           | 7   | 6  | 3  | 1  | 2  | 7  | 4  | 3  |
| Oriente Petrolero | 5   | 6  | 2  | 1  | 3  | 6  | 7  | -1 |
| Atlético Nacional | 4   | 6  | 2  | 0  | 4  | 5  | 14 | -9 |

#### Semifinal
| 27 de julio de 1977  |     |                |  |              |
| Deportivo Cali       | 0–0 | Libertad       |  | Cali         |
| 3 de agosto de 1977  |     |                |  |              |
| Deportivo Cali       | 1–1 | Boca Juniors   |  | Cali         |
| 10 de agosto de 1977 |     |                |  |              |
| Libertad             | 2–1 | Deportivo Cali |  | Asunción     |
| 16 de agosto de 1977 |     |                |  |              |
| Boca Juniors         | 1–1 | Deportivo Cali |  | Buenos Aires |

| Equipo         | Pts | PJ | PG | PE | PP | GF | GC | DG |
| -------------- | --- | -- | -- | -- | -- | -- | -- | -- |
| Boca Juniors   | 6   | 4  | 2  | 2  | 0  | 4  | 2  | 2  |
| Deportivo Cali | 3   | 4  | 0  | 3  | 1  | 3  | 4  | -1 |
| Libertad       | 3   | 4  | 1  | 1  | 2  | 2  | 3  | -1 |

## Subcampeón 1978
El rentado nacional de 1978 le significaría un nuevo subcampeonato para la escuadra de la capital vallecaucana. En el apertura los azucareros se ubicarían segundos con 34 puntos, 3 menos que Nacional, clasificando así al cuadrangular semifinal. En el Finalización el Cali sería parte del Grupo A, donde terminaría sexto con 16 puntos. Junto a Nacional, Once Caldas y Junior; Deportivo Cali conformó el Grupo A del cuadrangular semifinal, donde se ubicaría segundo con 7 puntos, los mismos que Nacional pero con una diferencia de gol más baja.
Como segundo del Grupo A de los cuadrangulares semifinales, el Cali clasificaría al cuadrangular final junto a Nacional, Millonarios y Santa Fe. La escuadra caleña vencería primero a los cardenales en Bogotá 1-2, para luego caer frente a Nacional en Cali 1-3. De regreso a Bogotá empataría en el clásico añejo con Millonarios sin goles, para luego recibir al rival de patio del conjunto azul en Cali, donde lograría vencer a los cardenales por la mínima. En el otro clásico añejo disputado en ese cuadrangular, los verdes y azules nuevamente igualaron fuerzas, esta vez por un tanto. El último encuentro lo disputaría el Cali con Nacional en el Pascual Guerrero, donde un nuevo empate a dos tantos le daría el subcampeonato al equipo de la capital vallecaucana, el gol de los caleños fue obra de Ángel María Torres de gol olímpico.

### Primer equipo colombiano en la final de la Copa Libertadores
Con Carlos Salvador Bilardo, quien había llegado el año pasado, dirigiendo al equipo, el Deportivo Cali se preparó para afrontar la máxima competición suramericana de 1978 en la cual junto a Peñarol, Danubio y Junior de Barranquilla formaría parte del Grupo 4.
Las escuadras colombianas abrirían el grupo con un empate a 0 el 12 de abril en Barranquilla. El 14 de mayo los azucareros recibirían a Peñarol, quien ya en tres oportunidades había alzado el trofeo continental. En el minuto 34 de la etapa inicial, Néstor Leonel Scotta anotaría el único gol del encuentro para la victoria local. Tres días después sería el turno de Danubio de visitar el fortín caleño, donde cayó 2-0 con anotaciones de Scotta a los 24 minutos del primer tiempo y Alberto de Jesús «El Tigre» Benítez en el minuto 35 de la parte final. El 9 de julio nuevamente medirían fuerzas los equipos colombianos, esta vez en Cali y con idéntico resultado. Cali visitaría a Peñarol en el Estadio Centenario el 19 de julio. El encuentro, arbitrado por el peruano César Pagano, finalizaría a favor del onceno verdiblanco, que vencería a los locales con goles de Benítez y Ángle María Torres, a pesar de las expulsiones de «El Pecoso» Castro y Néstor Scotta. 5 días luego, y en el mismo estadio, un invicto Deportivo Cali se enfrentó a Danubio, quien venció a los visitantes 3-0. No obstante la derrota, Deportivo Cali clasificó con 8 puntos a la siguiente ronda, que se efectuaría luego de la Copa Mundial de Fútbol de 1978.
El 17 de septiembre de ese año, un domingo, el Pascual Guerrero de Cali fue testigo por tercera vez de un encuentro semifinal de copa. Cerro Porteño, que había caído frente a Alianza Lima por 0-3, en visita al feudo caleño se fue arriba primero en el marcador con anotación de Juan Manuel Bataglia. Sin embargo, 7 minutos antes del pitazo final, los locales igualarían el encuentro con anotación del «Tigre» Benítez. 4 días más tarde Alianza visitaría al Deportivo Cali con la intención de asegurar su clasificación, dirigidos por el uruguayo Juan Eduardo Hohberg, quien había dirigido en Colombia durante la época de Eldorado. Muy temprano se fue el Cali arriba con gol de Scotta, pero los peruanos empatarían en el minuto 13 con gol de Guillermo La Rosa. En el minuto 36 nuevamente los locales tomarían ventaja con anotación de Ángel María Torres, pero antes del medio tiempo los peruanos empataría a pase de Hugo Sotil que anotaría José Velásquez. Para la segunda parte el conjunto de Lima apostó por un planteo defensivo, pero el Cali salió por el partido y a los 13 minutos de la segunda parte el «Tigre» Benítez advirtió al portero visitante con un disparo que se estrelló en el larguero, para sorpresa de los 45.075 espectadores. A 11 minutos del fin del tiempo reglamentario, Diego Edison Umaña armó una jugada con destino a Néstor Scotta, que el defensor de Alianza Jaime Duarte, interceptó con la mano provocando una pena máxima decretada por el juez Andrés Iturralde. Benítez sería el encargado de darle la victoria al Cali, con la ejecución del penal.
El 14 de octubre el Cali viajó a la capital peruana para enfrentar a Alianza Lima en su estadio. Alianza había caído frente a Cerro en Asunción, cerrando aún más el grupo. En un gran encuentro los verdiblancos superaron con soltura al onceno local 1-4. Al final del encuentro aficionados, tanto residentes en Lima como visitantes, saltaron sobre los jugadores verdes a su paso a los vestuarios, que eran todo un carnaval. La victoria azucarera cobraba una gran dimensión al estar en el grupo alianzista jugadores de talla mundial como César Cueto, Teófilo Cubillas, Hugo Sotil, Guillermo La Rosa, José Velásquez, Jorge Olaechea, entre otros.

Era un triunfo que esperábamos. A Dios gracias las cosas salieron tal como lo habíamos planeado desde nuestra llegada a Lima.
Carlos Salvador Bilardo, entrenador del Deportivo Cali.

Solo restaba la visita a Cerro en Asunción. El 18 de octubre en el Estadio Defensores del Chaco, el Deportivo Cali realizaría la gesta histórica de acceder a la final de la Copa Libertadores, luego de vencer en su propio feudo a Cerro con duplas de Scotta y Benítez, en el encuentro Pedro Zape atajó el penal ejecutado por Bataglia. Del hito se hicieron eco los principales periódicos de Colombia como el El País, El Tiempo, El Espectador, El Colombiano, Diario de Occidente o El Pueblo; a su vez hizo lo mismo el ABC Color paraguayo, entre otros. La campaña histórica del Cali consistía en 15 puntos de 20 posibles, con 6 victorias, 3 empates y una sola derrota (a manos de Danubio) en 10 encuentros. 17 goles anotados y solo 7 recibidos. Convirtiéndose así en el primer equipo de Colombia en acceder a una final de la Copa Libertadores de América

#### La final contra Boca Juniors de Argentina
El 20 de octubre el Deportivo Cali pisó nuevamente territorio nacional en el Aeropuerto Eldorado de Bogotá, donde fue recibido entre clamores y vítores. Todos los movimientos del conjunto caleño fueron transmitidos por televisión, la hazaña del onceno verdiblanco había despertado un patriotismo puro.
En la fecha del 66.º aniversario del equipo caleño, el 23 de noviembre el conjunto boquense (campeón regente de la Copa) se hizo presente en los prados del Sanfernandino Pascual Guerrero, para hacer frente al Deportivo Cali en la primera final de Copa Libertadores disputada en suelo colombiano. A pesar del esfuerzo ofensivo de los locales, los argentinos supieron neutralizar al conjunto local y sacar de las comarcas vallecaucanas un empate sin goles. 5 días más tarde el sueño de todo un país acabaría en «La Bombonera» al caer el Deportivo Cali 4-0 frente a los xeneizes.
Al finalizar el torneo local el entrenador verdiblanco, Carlos Salvador Bilardo, renunciaría al mando técnico del equipo al que logró posicionar como subcampeón colombiano y de América.

##### Resultados

###### Primera ronda
| 12 de abril de 1978 |     |                |  |              |
| Junior              | 0–0 | Deportivo Cali |  | Barranquilla |
| 19 de abril de 1978 |     |                |  |              |
| Deportivo Cali      | 1–0 | Peñarol        |  | Cali         |
| 17 de mayo de 1978  |     |                |  |              |
| Deportivo Cali      | 2–0 | Danubio        |  | Cali         |
| 9 de julio de 1978  |     |                |  |              |
| Deportivo Cali      | 0–0 | Junior         |  | Cali         |
| 18 de julio de 1978 |     |                |  |              |
| Peñarol             | 0–2 | Deportivo Cali |  | Montevideo   |
| 23 de julio de 1978 |     |                |  |              |
| Danubio             | 3–0 | Deportivo Cali |  | Montevideo   |

| Equipo         | Pts | PJ | PG | PE | PP | GF | GC | DG |
| -------------- | --- | -- | -- | -- | -- | -- | -- | -- |
| Deportivo Cali | 8   | 6  | 3  | 2  | 1  | 5  | 3  | 2  |
| Peñarol        | 6   | 6  | 3  | 0  | 3  | 7  | 7  | 0  |
| Junior         | 6   | 6  | 1  | 4  | 1  | 1  | 1  | 0  |
| Danubio        | 4   | 6  | 1  | 2  | 3  | 6  | 8  | -2 |

###### Semifinal
| 17 de septiembre de 1978 |     |                |  |          |
| Deportivo Cali           | 1–1 | Cerro Porteño  |  | Cali     |
| 21 de septiembre de 1978 |     |                |  |          |
| Deportivo Cali           | 3–2 | Alianza Lima   |  | Cali     |
| 14 de octubre de 1978    |     |                |  |          |
| Alianza Lima             | 1–4 | Deportivo Cali |  | Lima     |
| 18 de octubre de 1978    |     |                |  |          |
| Cerro Porteño            | 0–4 | Deportivo Cali |  | Asunción |

| Equipo         | Pts | PJ | PG | PE | PP | GF | GC | DG |
| -------------- | --- | -- | -- | -- | -- | -- | -- | -- |
| Deportivo Cali | 7   | 4  | 3  | 1  | 0  | 12 | 4  | 8  |
| Cerro Porteño  | 3   | 4  | 1  | 1  | 2  | 4  | 9  | -5 |
| Alianza Lima   | 2   | 4  | 1  | 0  | 3  | 7  | 10 | -3 |

###### Final
| 23 de noviembre de 1978 | Deportivo Cali | 0:0 | Boca Juniors | Olímpico Pascual Guerrero, Cali                              |  |
|                         |                |     |              | Asistencia: 50.000 espectadores Árbitro(s): Ortiz (Paraguay) |  |

| 28 de noviembre de 1978 | Boca Juniors                                      | 4:0 (1:0) | Deportivo Cali | La Bombonera, Buenos Aires                               |                                                          |
|                         | Perrotti 15', 85' · Mastrángelo 60' · Salinas 71' |           |                | Asistencia: 80.000 espectadores Árbitro(s): Pérez (Perú) | Asistencia: 80.000 espectadores Árbitro(s): Pérez (Perú) |

| Colombia                                 |
| Subcampeón Deportivo Cali 1.er subtítulo |

## Subcampeón 1980
El Deportivo Cali sería nuevamente protagonista en el campeonato del 80. Junior y Cali quedarían empatados co 35 puntos en el primer lugar, los verdes de Cali aventajaban al conjunto barranquillero en diferencia de goles, pero para determinar el campeón del Apertura se disputó un encuentro entre las dos escuadras. Los dos encuentros se celebraron el 16 y 20 de julio de ese año, quedando ambos 2-1 a favor de la escuadra de la costa. A pesar de ellos, y como segundo del Apertura, los Azucareros ya tenían garantizada su presencia en el cuadrangular semifinal. Para el Finalización el Cali hizo parte del Grupo A, del cual lograría hacerse con el primer puesto, empatando con 26 puntos con Millonarios, pero por su mejor posición en el Apertura le dio al Cali el primer puesto, sin embargo al ya estar clasificado el Cali, Millonarios accedería a la siguiente fase.
El Cali haría parte del Grupo A de los cuadrangulares semifinales junto a Millonarios, Cúcuta y América, logrando ubicarse al final en el segundo puesto a 1 punto del primero, América, clasificando ambos al cuadrangular final donde las escuadras caleñas disputarían el título junto a Junior y Nacional. El primer torneo de la década le significaría a los verdes de Cali un nuevo subcampeonato y un nuevo boleto a la Libertadores del siguiente año al haber quedado de segundos nuevamente con 8 puntos, a 1 de Junior. El goleador del Cali, y el cuarto máximo artillero del torneo, sería Willington Ortiz, quien había llegado al equipo a finales del año pasado, con 18 tantos

## Copa Libertadores de América 1981
El Cali volvería nuevamente a la competición continental en 1981, luego de haberse ausentado durante dos años del torneo. En su última actuación en la Libertadores de 1979 el Cali quedó segundo de su grupo en el que participó junto a Independiente, Millonarios y Quilmes. Fue justamente frente a este último, en el encuentro del 20 de marzo disputado en Cali, que el Cali logró la hazaña de marcar dos goles olímpicos obras de Miguel Ángel Basílico, por medios de los cuales los Azucareros iniciaron la remontada que finalmente quedaría 3-2 a su favor. Este hecho aún no ha sido igualado en el torneo continental.
River Plate y Rosario Central formarían el Grupo 1 del certamen junto a Junior y Cali. El primer encuentro de los azucareros sería una derrota en Barranquilla el 25 de marzo por la mínima diferencia. Después del mal inicio y ya en condición de local el Cali se repondría al vencer a Rosario, que contaba como figura en sus huestes al cuidapalos Daniel Carnevalli, quien solo pudo ser vulnerado hasta después del minuto 43 de la segunda mitad. Luego, el 3 de abril, el Deportivo Cali recibía al equipo con más pergaminos del grupo. River se presentó en el Pascual Guerrero con una nómina lujosa dirigida por Ángel Labruna. «El Tigre» Benítez abriría el marcador para los locales a los 15 minutos de juego, en la segunda mitad Willington Ortiz aumentaría la ventaja a los 20 minutos. Sin embargo dos minutos más tarde River descontaría para el definitivo 2-1.

### Gloria Azucarera en el Monumental de River
Luego de vencer a los equipos gauchos en condición de local, el Cali recibió el 9 de abril al Junior en el Pascual, donde el Cali daría cátedra de fútbol al golear al onceno visitante 4-1. 13 días más tarde se firmaría una de las más grandes hazañas de un equipo Colombiano en suelo argentino. En un encuentro que, fuera de lo normal, llamó la atención en Argentina, River Plate se lanzó sobre la portería de Pedro Zape desde el comienzo del partido, logrando a los 6 minutos abrir el marcador por medio de Mario Alberto Kempes. Los vallecaucanos, ya abajo del marcador, únicamente se aproximaron con efímeros contragolpes. A 10 minutos de terminarse el tiempo reglamentario de la primera mitad, Willington Ortiz ejecutó un pase con dirección al «Tigre» Benítez, que antes de rematar fue derribado dentro del área. El disparo del gaucho Raúl Horacio Capiello empataba a los 38 minutos el encuentro en el Monumental de River.
El Deportivo Cali silenciaría el Monumental a los 18 minutos de la segunda parte. El tumaqueño Willington Ortiz recibió el esférico dejando atrás a Daniel Passarella y Oswaldo Tarantini, lo que le permitió enfrentarse solo al arquero mundialista Ubaldo Fillol, al que también dejaría atrás luego de amagar salir por derecha para luego ir a la izquierda.

Yo lo considero el gol de mi vida[...] Del gol contra River no me acuerdo en qué minuto fue, pues uno como protagonista no se percata del tiempo transcurrido. Es el gran gol de mi vida y cualquier otro futbolista así lo catalogaría, pues se trataba del famoso River Plate y del prestigioso arquero Fillol
Willington Ortiz.

El Cali tendría la oportunidad de aumentar en dos ocasiones más el tanteador con un remate de Willington y otro de Moisés Pachón, que no llegarían a tener buen fin. Al final el Cali vencería y eliminaría al ostentoso River Plate de Argentina en su propio estadio 1-2. La caída ante los azucareros repercutió en una crisis para la escuadra argentina, mientras el Cali cosechaba halagos que llegaban de lugares tan lejanos como Europa, además de medios argentinos y colombianos.

Willington Ortiz, un jugador notable. A fuerza de pique, freno, enganche y serenidad, fue elaborando la histórica victoria de su equipo en cada contragolpe. Él mismo resolvió, como los grandes gambeteadores, frente al arquero Fillol, después de que Pavoni lo siguiera más de 40 metros, sin hacerle perder la línea,ni siquiera con un empujón. Ortiz convirtió un golazo
Diario Clarín de Argentina.

El astro colombiano Willington Ortiz arranca hacia el gol... hacia la apoteosis. Pasarella quedaría atrás, Tarantini también, Fillol después... todos los mundialistas tuvieron que resignarse ante la magia del tumaqueño despreciado como sus compañeros antes del partido. Cali ganó 2 goles a 1 a River y se clasificó virtualmente a la semifinal de la Copa
Diario Occidente de Cali.

El subcampeón colombiano Deportivo Cali en una brillante actuación anoche en le (sic) monumental estadio de River Plate, consiguió eliminar al onceno de Angel Amadeo Labruna, por la cuenta de dos goles por uno. Willington Ortiz, fue el autor del gol que sacó de la Copa al tan nombrado equipo millonario de la Argentina con todos sus titulares. El Deportivo Cali, envió al campo de juego a figuras de la talla de Benítez, Valverde, Romero, Ruíz Moreno, Cococho y Pedro Antonio Zape. Con su extraordinaria victoria sobre River Plate, el Cali se mantiene invicto en su grupo y espera tranquilo al Rosario Central, para ratificar sus dotes de grandeza dentro del fútbol suramericano.
Diario El País de Cali.

Después de la histórica victoria, Rosario Central y Deportivo Cali midieron fuerzas en el Estadio Dr. Lisandro de la Torre en Rosario el 24 de abril, en el último encuentro del conjunto verdiblanco, que terminaría a favor de los locales. Sin embargo el Cali lograría clasificar a la segunda fase de la Copa con 8 puntos.
En las semifinales junto al Flamengo de Brasil y Wilstermann de Bolivia el Cali conformaría el Grupo A. El 2 de octubre el Cali cayó en propia casa ante los cariocas por la mínima diferencia para luego, el 16 de octubre, en la misma cancha vencer al conjunto boliviano por la misma cantidad. El 23 de ese mismo mes en el histórica Estadio Maracaná, los azucareros caerían 3-0 ante el poderío brasileño. 4 días más tarde, en el Estadio Félix Capriles de Cochabamba el Cali se despediría del torneo continental con un empate a una diana ante Wilstermann, culminando así segundo del Grupo A con 4 puntos.

### Resultados

#### Primera ronda
| 25 de marzo     |     |                 |  |              |
| Junior          | 1–0 | Deportivo Cali  |  | Barranquilla |
| 31 de marzo     |     |                 |  |              |
| Deportivo Cali  | 1–0 | Rosario Central |  | Cali         |
| 3 de abril      |     |                 |  |              |
| Deportivo Cali  | 2–1 | River Plate     |  | Cali         |
| 9 de abril      |     |                 |  |              |
| Deportivo Cali  | 4–1 | Junior          |  | Cali         |
| 22 de abril     |     |                 |  |              |
| River Plate     | 1–2 | Deportivo Cali  |  | Buenos Aires |
| 24 de abril     |     |                 |  |              |
| Rosario Central | 2–1 | Deportivo Cali  |  | Rosario      |

| Equipo          | Pts | PJ | PG | PE | PP | GF | GC | DG  |
| --------------- | --- | -- | -- | -- | -- | -- | -- | --- |
| Deportivo Cali  | 8   | 6  | 4  | 0  | 2  | 10 | 6  | 4   |
| River Plate     | 7   | 6  | 3  | 1  | 2  | 9  | 6  | 3   |
| Rosario Central | 6   | 6  | 3  | 0  | 3  | 11 | 7  | 4   |
| Junior          | 3   | 6  | 1  | 1  | 4  | 3  | 14 | -11 |

#### Semifinales
| 2 de octubre      |     |                   |  |                |
| Deportivo Cali    | 0–1 | Flamengo          |  | Cali           |
| 16 de octubre     |     |                   |  |                |
| Deportivo Cali    | 1–0 | Jorge Wilstermann |  | Cali           |
| 23 de octubre     |     |                   |  |                |
| Flamengo          | 3–0 | Deportivo Cali    |  | Río de Janeiro |
| 27 de octubre     |     |                   |  |                |
| Jorge Wilstermann | 1–1 | Deportivo Cali    |  | Cochabamba     |

| Equipo            | Pts | PJ | PG | PE | PP | GF | GC | DG |
| ----------------- | --- | -- | -- | -- | -- | -- | -- | -- |
| Flamengo          | 8   | 4  | 4  | 0  | 0  | 10 | 2  | 8  |
| Deportivo Cali    | 3   | 4  | 1  | 1  | 2  | 2  | 5  | -3 |
| Jorge Wilstermann | 1   | 4  | 0  | 1  | 3  | 3  | 8  | -5 |

## Subcampeón Copa Colombia 1981
En el Campeonato colombiano 1981 el Deportivo Cali tuvo una actuación regular, ubicándose en el cuarto lugar en el Torneo Apertura de ese año con 29 puntos. Para el Finalización el Cali ocuparía el segundo lugar en el Grupo A con 23 puntos, 2 menos que el Quindío, lo que le permitiría acceder al cuadrangular semifinal, donde sería ubicado en el Grupo A. En este grupo el Cali quedaría de tercero con 6 puntos, uno menos que Nacional y a dos del Tolima, quedando así sin posibilidad de disputar el cuadrangular final.

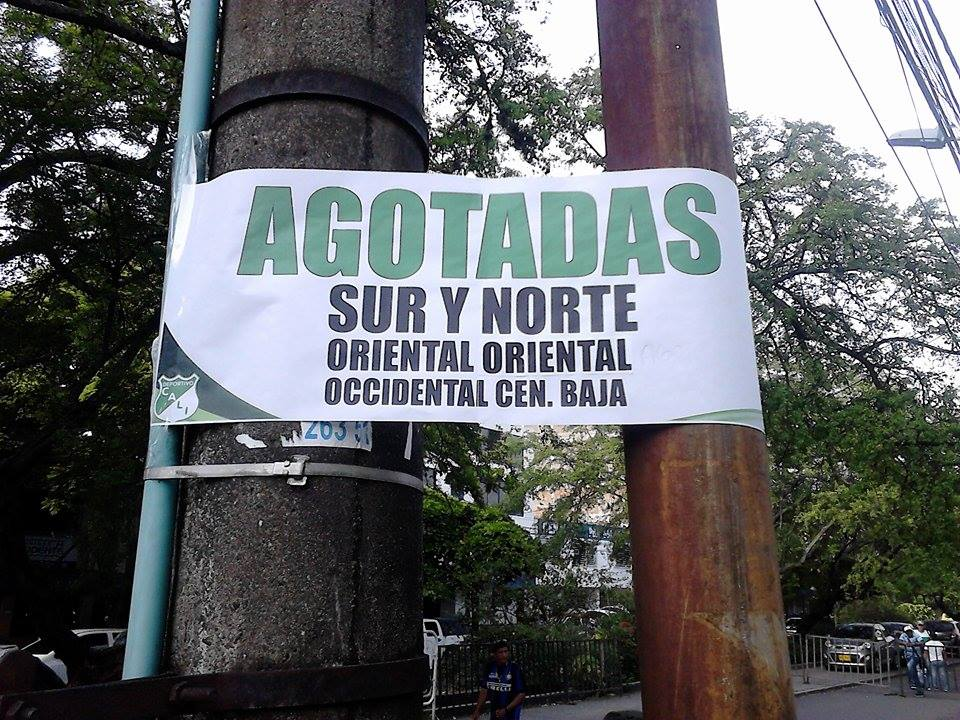
La boletería para el partido final se agotó rápidamente.

Al quedar eliminado del campeonato local, el Deportivo Cali, junto a Unión Magdalena, Millonarios y Quindío disputaron el cuadrangular de la segunda fase de la Copa Colombia de ese año, para ganar un lugar en la final contra el ganador de la primera fase. El Deportivo Cali lograría ganar el cuadrangular, logrando así competir por el título y un puesto en los cuadrangulares de 1982. El rival del Deportivo Cali fue Independiente Medellín. El primer partido de la final se jugó en Medellín el 16 de diciembre, con victoria para los locales 3-1. El segundo encuentro que debía disputarse en Cali, se jugó también en Medellín, debido la indisponibilidad de un estadio en la capital vallecaucana, el 19 de diciembre, que terminó en empate a 1 gol. Los azucareros conseguirían así su segundo subtítulo de Copa Colombia.

## 1985-86: Dos nuevos subcampeonatos
El 3 de febrero de 1985, se estrenaría con el equipo Carlos «El Pibe» Valderrama en un encuentro amistoso en Tuluá frente al equipo Independiente, de segunda categoría. Encuentro que los verdiblancos ganarían 3-0. Valderrama formaría una efectiva dupla junto a Bernardo Redín, quien ya había debutado con el Deportivo Cali el 19 de julio de 1981. En el Torneo Apertura de ese año, que fue denominado Copa de la Paz, el Deportivo Cali participó en el Grupo A, del cual lograría ocupar la segunda posición con 16 puntos, uno menos que Medellín. Para definir el reparto de la bonificación se realizó una serie extra entre los primeros de cada grupo, Medellín y Junior, por el punto completo y entre los segundos de cada grupo, Cali y América, por el medio punto, que finalmente se quedaría en las toldas de los rojos.
Para el Torneo Nacional, como se denominó al Clausura de entonces, el Deportivo Cali ocupó el segundo puesto con 36 puntos, a 2 del América y 6 puntos encima del tercero, Atlético Nacional. Obteniendo así un total de bonificación de 1.00 para el octogonal final. La Amenaza Verde consiguió ser líder del octogonal hasta la 12.ª fecha cuando venció a Nacional 0-2 en Medellín; sin embargo perdió el liderato la siguiente fecha frente a América, con lo que el equipo verde de la ciudad quedó medio punto por debajo de los Diablos Rojos. En la jornada final que definiría el campeonato, el Cali superaría al Unión Magdalena en condición de visitante 0-2, mientras que su rival de patio vencería al Junior por la mínima diferencia después de aguantar más de 60 minutos los embates por la búsqueda del gol del equipo Tiburón, gol que le habría dado el título a los azucareros. Así el Deportivo Cali conseguiría su noveno subcampeonato, finalizando el octogonal final con 20 puntos, medio puntos menos que el campeón.
El rentado nacional de 1986 se jugó nuevamente bajo el mismo formato. Al Torneo Apertura se le denominó Torneo José Eduardo Gnecco, en honor al magistrado de la Corte Suprema de Justicia que murió en el Holocausto de la Toma del Palacio de Justicia. El Deportivo Cali jugaría nuevamente en el Grupo A, en el cual se ubicaría al final de cuarto con 13 puntos, a 5 del primero, Independiente Medellín, lo que le impediría jugar la serie extra por la bonificación del Apertura. El Finazicación se llamaría Torneo Edmer Tamayo Marín, en referencia al alguna vez accionario del conjunto Millonarios. El Cali se ubicaría cuarto con 31 puntos, a 3 del primero, Millonarios, lo que le permitiría acceder al octogonal final con una bonificación de tan solo 0.25.
En el octogonal el Cali tendría nuevamente un gran rendimiento siendo el equipo con más triunfos, 10, y la delantera más efectiva con 25 dianas, consiguiendo finalmente 20.25 puntos, a 1.75 puntos del campeón, lo que le permitió conseguir un nuevo subcampeonato de seguido y un nuevo tiquete a la Copa Libertadores del año siguiente.

### Copa Libertadores de América 1986
Luego de cuatro años de ausencia de la máxima copa suramericana, el Deportivo Cali volvería a jugar en la Copa Libertadores 1986, conformando el grupo 2 junto a América y los chilenos Cobresal y Universidad Católica. La gesta continental comenzaría para los Azucareros el 12 de marzo con un empate a ceros en Cali ante América como visitantes. el 21 del mismo mes recibirían a Cobresal en el Pascual, obteniendo un nuevo empate, esta vez a un tanto. El 4 de abril lograría el primer triunfo 3-1 ante Universidad de Chile en condición de local. 6 días más tarde el Cali caería en el otro clásico vallecaucano de la Copa por la mínima diferencia. En suelo austral los verdiblancos recogerían buenos frutos al vencer a Universidad Católica 1-3 y luego empatar con Cobresal en el Estadio El Cobre 1-1. Así el Cali quedaría en el segundo puesto, a 2 del clasificado América.

#### Resultados
| Fecha               | Lugar       | Local                | Resultado | Visitante            |
| ------------------- | ----------- | -------------------- | --------- | -------------------- |
| 12 de marzo de 1986 | Cali        | América              | 0–0       | Deportivo Cali       |
| 21 de marzo de 1986 | Cali        | Deportivo Cali       | 1–1       | Cobresal             |
| 4 de abril de 1986  | Cali        | Deportivo Cali       | 3–1       | Universidad Católica |
| 10 de abril de 1986 | Cali        | Deportivo Cali       | 0–1       | América              |
| 15 de abril de 1986 | Santiago    | Universidad Católica | 1–3       | Deportivo Cali       |
| 22 de abril de 1986 | El Salvador | Cobresal             | 1–1       | Deportivo Cali       |

| Equipo               | Pts | PJ | PG | PE | PP | GF | GC | DG |
| -------------------- | --- | -- | -- | -- | -- | -- | -- | -- |
| América de Cali      | 9   | 6  | 3  | 3  | 0  | 8  | 4  | +4 |
| Deportivo Cali       | 7   | 6  | 2  | 3  | 1  | 8  | 5  | +3 |
| Cobresal             | 7   | 6  | 1  | 5  | 0  | 5  | 4  | +1 |
| Universidad Católica | 1   | 6  | 0  | 1  | 5  | 5  | 13 | -8 |

### Subcampeón Copa Miami
En 1886 el Deportivo Cali fue el único club en participar en la Copa Miami, torneo amistoso que se disputó en la ciudad homónima, los otros 5 equipos que disputaron el torneo eran seleccionados nacionales. Junto al Deportivo Cali participaron los seleccionados de Jamaica, Uruguay, Paraguay, Estados Unidos y Canadá. El Cali formaría junto a Jamaica y Paraguay el Grupo A denominado Citrus Division.
El 2 de febrero el Deportivo Cali tuvo su primer encuentro frente a la selección de Jamaica en el Orange Bowl, donde se disputaron todos los encuentros. Los jamaiquinos comenzarían adelantándose rápidamente en el marcador al minuto 2 de juego por medio de David Burgess. La escuadra caleña empataría con anotación de Sergio Angulo en el minuto 19, pero un minuto más tarde nuevamente el combinado jamaicano se iría arriba en el marcador gracias al gol de Paul Davis. El Cali emprendería la remontada y dos minutos después nuevamente el encuentro estaba empatado con un gol de Armando Osma, con lo que el primer tiempo terminaría 2-2. Carlos Estrada adelantaría a los de Cali por primera vez en el marcador al minuto 52 y luego Armando Osma completaría la tripleta al anotar sendos goles al minuto 60 y 65. Finalmente Henry Otero anotaría el definitivo 6-2 faltando un minuto para el cierre del tiempo reglamentario.
5 días más tarde el Deportivo Cali se enfrentaba esta vez ante el conjunto guaraní, que venía de golear a Jamaica 4-1. En el encuentro más cerrado del Grupo A, el Deportivo Cali logró vencer al equipo nacional paraguayo 2-0 con anotaciones de Carlos Estrada y Carlos Mario Hoyos, logrando así un cupo a la final del torneo. La disputa por el título se daría entre el Deportivo Cali y la selección charrúa, primera del grupo Sunshine Division, el 9 de febrero. Mauricio Silvera abriría el marcador para los uruguayos al minuto 39 y Enrique Báez, a 4 minutos de empezado el segundo tiempo, anotaría el definitivo 0-2 con el cual el seleccionado uruguayo se coronó campeón de la primera Copa Miami.

#### Resultados

##### Fase de grupos
| Copa Miami de 1986 - Fase de grupos; 2 de febrero de 1986 | Asociación Deportivo Cali                                                        | 6 - 2 | Selección de fútbol de Jamaica   | Orange Bowl, Miami |  |
|                                                           | Sergio Angulo 19', Armando Osma 22' 60' 65', Carlos Estrada 52', Henry Otero 89' |       | David Burgess 2', Paul Davis 20' |                    |  |

| Copa Miami de 1986 - Fase de grupos; 7 de febrero de 1986 | Asociación Deportivo Cali          | 2 - 0 | Selección de fútbol de Paraguay | Orange Bowl, Miami |  |
|                                                           | Carlos Estrada, Carlos Mario Hoyos |       |                                 |                    |  |

| Equipo                    | Pts | PJ | PG | PE | PP | GF | GC | DG |
| ------------------------- | --- | -- | -- | -- | -- | -- | -- | -- |
| Asociación Deportivo Cali | 4   | 2  | 2  | 0  | 0  | 8  | 2  | +6 |
| Paraguay                  | 2   | 2  | 1  | 0  | 1  | 4  | 3  | +1 |
| Jamaica                   | 0   | 2  | 0  | 0  | 2  | 3  | 10 | -7 |

##### Final
| Copa Miami de 1986 - Final; 9 de febrero de 1986 | Asociación Deportivo Cali | 0 - 2 | Selección de fútbol de Uruguay         | Orange Bowl, Miami |  |
|                                                  |                           |       | Mauricio Silvera 39', Enrique Báez 49' |                    |  |

| Colombia                                 |
| Subcampeón Deportivo Cali 1.er subtítulo |

## Copa Libertadores de América 1987
Para la Copa Libertadores 1987 el Deportivo Cali integraría junto a América y los bolivianos The Strongest y Oriente Petrolero el Grupo 2. El 7 de mayo iniciaría el Deportivo Cali la lucha continental jugando un nuevo clásico vallecaucano frente a América. Los escarlatas hicieron valer su localía por la mínima diferencia. 5 días más tarde el Deportivo Cali caería frente a The Strongest en el Estadio Rafael Mendoza Castellón por marcador de 2-1. La primera victoria de los azucareros sucedió frente a Oriente etrolero en el Estadio El Tahuichi el 15 de mayo con único gol de Serrano para los visitantes. El 26 de mayo en Cali se encontrarían nuevamente los tradicionales rivales en otro clásico, esta vez sería para los verdes que vencieron a los Diablos Rojos 2-1, con goles de Redín y Aravena.
El 2 de junio los verdiblancos obtendrían una gran victoria al derrotar a Oriente Petrolero 5-1 en Cali con 2 anotaciones de Aravena, 1 de Redín, Osma y Rodriguéz; por los bolivianos descontaría Alvez. 7 días más tarde el Cali demostraría nuevamente superioridad ante el otro onceno boliviano, The Strongest, venciéndolo 4-0 en el Pascual Guerrero. Aravena anotaría nuevamente dos goles; Valderrama y Rodríguez aportarían cada uno un tanto. De esta manera ambos equipos de la Sultana del Valle empataban en el primer puesto con 8 puntos lo que exigió un partido extra de desempate, que se jugó el 8 de julio en Cali. La serie extra quedó en tablas a 0 goles, por lo que fue necesario decidir la clasificación desde el punto penal. América se quedaría con la clasificación luego que Osma y Mendoza erraran sus ejecuciones.

### Resultados
| Fecha      | Ciudad     | Local             | Resultado | Visitante         |
| ---------- | ---------- | ----------------- | --------- | ----------------- |
| 7 de mayo  | Cali       | América de Cali   | 1:0       | Deportivo Cali    |
| 12 de mayo | La Paz     | The Strongest     | 2:1       | Deportivo Cali    |
| 15 de mayo | Santa Cruz | Oriente Petrolero | 0:1       | Deportivo Cali    |
| 26 de mayo | Cali       | Deportivo Cali    | 2:1       | América de Cali   |
| 2 de junio | Cali       | Deportivo Cali    | 5:1       | Oriente Petrolero |
| 9 de junio | Cali       | Deportivo Cali    | 4:0       | The Strongest     |

- Partido extra.

| 8 de julio de 1987 | América de Cali                      | 0:0 (4:2 p.)               | Deportivo Cali                    | Estadio Pascual Guerrero, Cali       |  |
|                    |                                      |                            |                                   | Árbitro(s): Armando Pérez (Colombia) |  |
|                    |                                      | Tiros desde el punto penal |                                   |                                      |  |
|                    | Espinosa · Órtiz · Battaglia · Uribe |                            | Olaechea · Redín · Osma · Mendoza |                                      |  |

| Equipo            | Pts | PJ | PG | PE | PP | GF | GC | Dif |
| ----------------- | --- | -- | -- | -- | -- | -- | -- | --- |
| América de Cali   | 8   | 6  | 3  | 2  | 1  | 13 | 5  | 8   |
| Deportivo Cali    | 8   | 6  | 4  | 0  | 2  | 13 | 5  | 8   |
| The Strongest     | 5   | 6  | 2  | 1  | 3  | 7  | 16 | -9  |
| Oriente Petrolero | 3   | 6  | 1  | 1  | 4  | 7  | 14 | -7  |

## 1996: La evasiva sexta estrella
En 1995 por primera vez en 47 años de competición la Dimayor organizó un campeonato en dos años, entre el segundo semestre de 1995 y el primero de 1996, constituyendo el Campeonato colombiano 1995/96 a la usanza europea. El Deportivo Cali lideró el Grupo A del Apertura luego de 16 fechas, que incluían el clásico vallecaucano, logrando así 33 puntos, dos más que Nacional que lideraba el Grupo B. Para definir la bonificación el Cali se enfrentó a Nacional. En el primer juego de la serie el Deportivo Cali estuvo cerca de obtener la victoria con dos anotaciones de Edison «Guigo» Mafla, pero a falta de dos minutos para que finalizará el encuentro, Mauricio «El Chicho» Serna empataría para los locales desde el punto de penalti. En La Capital vallecaucana con anotaciones de Andrés Estrada y Oscar Quagliata vencería a Nacional, que descontaría por medio de Juan Pablo Ángel. De esta manera el Deportivo Cali logró obtener la bonificación de 1.50, además de mantener un invicto de nueve fechas en su reducto, donde consiguió 27 de los 37 puntos obtenidos y marcó 24 goles.
El 14 de enero de 1996 comenzaría el Finalización para el Deportivo Cali con una goleada 5-1 ante Atlético Bucaramanga; 4 goles marcados por «Guigo» Mafla. Los azucareros lograrían ubicarse nuevamente de primeros con 63 puntos, 8 puntos por encima del segundo, América, otorgándosele nuevamente la máxima bonificación. Los dirigidos por «Pecoso» Castro lograron, sumando Apertura y Finalización, 29 victorias, 13 empates y tan solo 6 derrotas con 104 goles anotados lo que significó para el equipo un total de 100 puntos.
Con base en la reclasificación se armaron dos grupos para los cuadrangulares. El Deportivo Cali, junto a América, Once Caldas y Unión Magdalena, constituiría el Grupo A. 5 días luego de iniciar el cuadrangular los azucareros recibirían la terrible noticia del fallecimiento del exdirigente de la institución Alex Gorayeb, quien murió durante un vuelo Cali-Miami de un infarto. El Cali clasificaría al cuadrangular final como segundo de su grupo luego de ganar 2 encuentros, empatar 1 y perder 3.

### 21 años, 6 meses y 26 días después
Los azucareros llegaban al último encuentro ante América con la clara posibilidad de bordar una nueva estrella en el escudo luego de empatar con Nacional en Medellín 1-1, vencer en Cali a América (2-1), Millonarios (4-1) y Nacional (3-1). Los verdiblancos únicamente habían perdido su encuentro ante Millonarios en Bogotá por 3-1, lo que mantenía vivas las esperanzas del cuadro capitalino de coronarse campeón luego de 8 años sin lograrlo. Al clásico entre caleños 201 asistieron 45.199 almas, en su mayoría seguidores del Deportivo Cali, que dejaron una recaudación de 319'728.750 COP$ para los escarlatas, que oficiaban de locales.
El encuentro comenzó a las 11 de la mañana. América dirigido por el exjugador verdiblanco Edison Umaña, amenazó varias veces con anotar, pero el portero caleño, Miguel Calero, evitó la caída de su pórtico. La situación se hizo más tensa luego que Millonarios ganara en Medellín, lo que significaba que de perder el Cali, el campeonato era para los albiazules. Cuando finalmente el árbitro Julián Idárraga dictaminó el fin del encuentro con empate 0-0, el público invadió el terreno de juego en vítores. El Cali era nuevamente campeón de la mano de Fernando Castro y su equipo que en 60 partidos oficiales obtuvo 118 puntos y anotó 121 dianas, algo si precedentes en el fútbol local. Además, Edison Mafla con 33 anotaciones, inscribió una cifra inédita para un volante en el fútbol colombiano.

## Copa Libertadores 1997
El Deportivo Cali como campeón de 1996 clasificó a la Copa Libertadores 1997 en la que conformó el Grupo 5 junto a Millonarios, Nacional de Montevideo y Peñarol. La pálida participación del Cali en la competición sudamericana de ese año empezó el 26 de febrero con una caída ante Millonarios en el Pascual Guerrero 2 a 1. El 11 de marzo los azucareros vencerían en Cali a Peñarol con goles de Escobar y Valderrama, que había regresado al equipo luego de jugar en el Tampa Bay Mutiny de los Estados Unidos. 12 días después en Bogotá empatarían ante la escuadra embajadora a dos dianas. El 8 de abril el conjunto vallecaucano nuevamente caería en su propio feudo ante Nacional de Uruguay por la mínima diferencia, para luego empatar ante este equipo en Montevideo 1 a 1 una semana después. La escuadra azucarera finalizaría de último en el grupo tras caer con Peñarol 4-3.

### Resultados
| Fecha         | Lugar      | Local          | Resultado | Visitante      |
| ------------- | ---------- | -------------- | --------- | -------------- |
| 26 de febrero | Cali       | Deportivo Cali | 1 - 2     | Millonarios    |
| 11 de marzo   | Cali       | Deportivo Cali | 2 - 0     | Peñarol        |
| 19 de marzo   | Bogotá     | Millonarios    | 2 - 2     | Deportivo Cali |
| 8 de abril    | Cali       | Deportivo Cali | 0 - 1     | Nacional       |
| 15 de abril   | Montevideo | Nacional       | 1 - 1     | Deportivo Cali |
| 18 de abril   | Montevideo | Peñarol        | 4 - 3     | Deportivo Cali |

| Equipo         | Pts | PJ | PG | PE | PP | GF | GC | DG |
| -------------- | --- | -- | -- | -- | -- | -- | -- | -- |
| Peñarol        | 12  | 6  | 4  | 0  | 2  | 12 | 10 | +2 |
| Millonarios    | 10  | 6  | 3  | 1  | 2  | 10 | 8  | +2 |
| Nacional       | 7   | 6  | 2  | 1  | 3  | 6  | 9  | -3 |
| Deportivo Cali | 5   | 6  | 1  | 2  | 3  | 9  | 10 | -1 |

### Copa Mustang 1996/97
El Deportivo Cali se ubicó tercero en el Apertura de la Copa Mustang 1996/97 con un total de 57 puntos, obteniendo una bonificación de 0.50 puntos. En la Copa Mustang II el Deportivo Cali compitió en el Grupo A. Finalmente el Cali ocuparía el tercer puesto en la Reclasificación con 82,5 puntos, lo que lo clasificaría al cuadrangular final, en el que ocuparía el último lugar con 5 puntos y -5 de gol diferencia. Para el Torneo Adecuación que se realizó en 1997 el Cali conformó el Grupo B, del que ocuparía el primer lugar con 33 puntos y asignándosele el punto completo de bonificación.
El Cali competiría luego con Santa Fe, Bucaramanga y Medellín en el Grupo A del primer cuadrangular semifinal, donde nuevamente se ubicaría en la primera posición con 47 puntos, clasificando al segundo cuadrangular semifinal, jugando en el Grupo A junto Quindío, Once Caldas y Nacional. En este cuadrangular el Deportivo Cali quedaría relegado al último lugar, imposibilitado de jugar la final del Adecuación y por ende la final del campeonato.

## 1998: La séptima estrella
Luego de no clasificar a la final de la Copa Mustang 1996/97 a pesar de terminar tercero en el Apertura y la reclasificación, para el Campeonato colombiano 1998 el equipo transferiría al portero Miguel Calero al Atlético Nacional por la histórica cifra de 950.000 USD$. Calero entraría a reemplazar a René Higuita. Luego del receso por el Mundial de Francia 98 el equipo se reforzaría con la llegada de Rafael Dudamel y Hermán «Carepa» Gaviria, con los que se buscaría afrontar la segunda mitad del Apertura, sin embargo faltando tres jornadas para finalizara esta etapa del torneo, y tras dos derrotas consecutivas ante Unión Magdalena, el técnico Reinaldo Rueda dejó las huestes verdiblancas. En su reemplazo llegaría José Eugenio Hernández más conocido como «El Cheche» Hernández. El Cali terminaría 5.º en el Apertura con 61 puntos.
Para el Clausura el Cali formó en el Grupo A. Finalmente los azucareros lograrían ubicarse segundos, por debajo de Once Caldas, clasificando a los cuadrangulares semifinales como cuarto en la reclasificación. Los azucareros harían parte del Grupo B de los cuadrangulares semifinales. En este grupo el Cali quedó invicto y primero de su grupo lo que le permitió acceder a la final.
33.283 personas acudieron al Pascual Guerrero a presenciar el primer encuentro de la finalísima del fútbol colombiano, que tenía en aliciente de contar con los dos máximos artilleros del torneo: Sergio Galván Rey y Víctor Bonilla. Poco más de dos minutos de juego y el Deportivo Cali ya se adelantaba en el marcador con anotación de Bonilla, después de un cobro de tiro de esquina que bajó el jugador Martín Zapata. La gran arremetida del conjunto caleño aumentaría nuevamente el marcador a los 11 minutos, nuevamente por medio de Víctor Bonilla. Nuevamente desde un cobro de tiro de esquina y aproximándose el final del primer tiempo. Víctor Bonilla anotaría la tripleta perfecta al asestar un cabezazo que se coló en la red de Juan Carlos Henao. Para la parte complementaría saldría Arley Betancourth y entraría Carlos «Telembí» Castillo, quien después de recorrer más de 35 metros disparó fuertemente al arco, venciendo por cuarta vez al portero caldense.
Pese al gran resultado, por razones de organización del torneo, Once Caldas venciendo en su feudo así fuera tan solo por 1-0 obligaría a un tercer partido de desempate. El 20 de diciembre de aquel año, el Deportivo Cali propuso un encuentro defensivo, en donde la figura fue el cancerbero Dudamel. Luego de 90 minutos de igualdad a cero, el juez Óscar Julián Ruiz determinó el fin del encuentro, con lo que los verdes de Cali conseguían su séptima estrella, además de ser el segundo equipo en coronarse campeón en el Estadio Palogrande.
Ese mismo año Cali participó en la primera versión de la Copa Merconorte conformando el Grupo C junto a Nacional de Ecuador, Caracas F.C. y el Universitario de Lima. El 17 de septiembre en territorio inca, el Deportivo Cali obtendría un buen resultado al empatar 0-0 ante Universitario. 7 días más tarde empataría una vez más, esta vez ante Caracas en Cali 1-1; por los locales anotaría Mayer Candelo. El 29 de septiembre llegaría la primera victoria para el Cali, sería de local y ante El Nacional, al que logró vencer 2-0 con goles de Mario Alberto Yépes y Arley Betancourth. El 6 de octubre, frente a Universitario, el Cali doblegaría al cuadro peruano 2-1 con goles de Víctor Bonilla al minuto 45 y 46. En territorio «patriota» los verdiblancos vencerían al Caracas 0-2 en el Estadio Olímpico de la Universidad Central de Venezuela con anotaciones de Walter Escobar. La única derrota de la escuadra azucarera ocurriría el 11 de noviembre en el partido que cerraba la participación del Grupo C. Los verdiblancos caerían por la mínima diferencia en el Estadio Olímpico Atahualpa de Quito. El Deportivo Cali terminaría primero en su grupo con 11 puntos.
En la serie semifinal el oponente del Deportivo Cali fue el equipo que logró clasificar como mejor segundo, en este caso fue El Nacional de Ecuador, único equipo que había logrado vencer al onceno vallecaucano en la fase de grupos. El 19 de noviembre los caleños lograron vencer a El Nacional en territorio ecuatoriano 1-2 con goles de «Carepa» Gaviria y Víctor Bonilla. Ya en Cali los azucareros no podrían mantener su ventaja y caería por vez primera en su feudo 1-2, lo que exigiría definir la serie desde los doce pasos. El Cali se clasificaría a la final luego que José Carcelén, del equipo visitante, desperdiciara el último disparo de la tanda de penales.
La final de la primera edición de la Copa Merconorte sería una nueva edición del clásico de verdes colombianos entre Deportivo Cali y Atlético Nacional, que venía de vencer a Millonarios 3:2 en su serie semifinal. El primer encuentro fue en el Atanasio Girardot de la ciudad de Medellín, en donde el Cali cayó 3-1 en condición de visitante. El segundo encuentro se disputaría el 9 de diciembre, a escasos días de la final del fútbol colombiano. Los locales caerían por la mínima diferencia, logrando así el subcampeonato de la Copa Merconorte, torneo que afrontó con una nómina compuesta en su mayoría por suplentes.

### Resultados

#### Fase de grupos
| Fecha            | Sede     | Equipo local   | Resultado | Equipo visitante |
| ---------------- | -------- | -------------- | --------- | ---------------- |
| 17 de septiembre | Lima     | Universitario  | 0 - 0     | Deportivo Cali   |
| 24 de septiembre | Cali     | Deportivo Cali | 1 - 1     | Caracas          |
| 29 de septiembre | Cali     | Deportivo Cali | 2 - 0     | El Nacional      |
| 6 de octubre     | Cali     | Deportivo Cali | 2 - 1     | Universitario    |
| 28 de octubre    | Valencia | Caracas        | 0 - 2     | Deportivo Cali   |
| 11 de noviembre  | Quito    | El Nacional    | 1 - 0     | Deportivo Cali   |

| Equipo         | Pts | PJ | PG | PE | PP | GF | GC | DG |
| -------------- | --- | -- | -- | -- | -- | -- | -- | -- |
| Deportivo Cali | 11  | 6  | 3  | 2  | 1  | 7  | 3  | 4  |
| El Nacional    | 10  | 6  | 3  | 1  | 2  | 6  | 6  | 0  |
| Caracas        | 7   | 6  | 2  | 1  | 3  | 6  | 8  | -2 |
| Universitario  | 5   | 6  | 1  | 2  | 3  | 6  | 8  | -2 |

#### Semifinal
| 19 de noviembre de 1998 | El Nacional | 1:2 (0:1) | Deportivo Cali          | Estadio Olímpico Atahualpa, Quito |                               |
|                         | Chalá '61   |           | Gaviria '31 Bonilla '47 | Árbitro(s): José Arana (Perú)     | Árbitro(s): José Arana (Perú) |

| 26 de noviembre de 1998 | Deportivo Cali                                          | 1:2 (0:0) (5:4 p.)         | El Nacional                                              | Estadio Olímpico Pascual Guerrero, Cali |                                         |
|                         | Escobar '69                                             |                            | Valencia '59 Ferri '83                                   | Árbitro(s): Paolo Borgosano (Venezuela) | Árbitro(s): Paolo Borgosano (Venezuela) |
|                         |                                                         | Tiros desde el punto penal |                                                          |                                         |                                         |
|                         | Zapata · Bedoya · Córdoba · Dudamel · Patiño · Mosquera |                            | Alvarado · Ordóñez · Ferri · Burbano · Arroyo · Carcelén |                                         |                                         |

#### Final
| 3 de diciembre de 1998 | Atlético Nacional          | 3:1 (1:0) | Deportivo Cali | Estadio Atanasio Girardot, Medellín |                                     |
|                        | Vásquez '29, '73 Perea '61 |           | Zapata '49     | Árbitro(s): Felipe Russi (Colombia) | Árbitro(s): Felipe Russi (Colombia) |

| 9 de diciembre de 1998 | Deportivo Cali | 0:1 (0:0) | Atlético Nacional | Estadio Olímpico Pascual Guerrero, Cali |                                   |
|                        |                |           | Morantes '90      | Árbitro(s): Óscar Ruiz (Colombia)       | Árbitro(s): Óscar Ruiz (Colombia) |

| Colombia                                 |
| Subcampeón Deportivo Cali 1.er subtítulo |

## Copa Libertadores de América 1999
Junto a Once Caldas, River Plate y Vélez Sarsfield integró el Grupo 2 de la Copa Libertadores 1999. El primer encuentro para los caleños sucedió el 24 de febrero ante Once Caldas en el Pascual Guerrero. Los vallecaucanos lograrían imponerse 1-0 con gol de Martín Zapata. Idéntico resultado, y bajo el mismo ejecutante, ocurriría en los encuentros del Cali contra las escuadras gauchas el 4 de marzo ante River, y 11 ante Vélez, con anotación de pena máxima que venció al arquero José Luis Chilavert. La primera caída la sufriría el Cali en el Palogrande de Manizales, 3-0 con goles de Galván Rey y Arnulfo Valentierra. En tierras argentinas el Deportivo Cali no pudo sumar puntos al caer 2-1 en el Monumental y 3-0 en eĺ Estadio José Amalfitani. Deportivo Cali clasificaría a la siguiente ronda como segundo con 9 puntos, los mismos que el primer clasificado, Vélez Sarsfield.
En la serie de octavos de final, los azucareros se enfrentarían a Colo-Colo el 14 de abril. 15.261 personas asistieron al 23.º encuentro en Copa Libertadores entre escuadras colombianas y chilenas. A tres minutos de iniciado el encuentro Víctor Bonilla abriría el marcador para los locales. Martín Zapata a los 14 minutos sentenciaría el definitivo 2-0, que además sería el gol número 150 del Deportivo Cali en la Copa. Ya en territorio austral, en el Estadio Monumental de Chile, los azucareros caerían 1-0, anotación de Cristian Montecinos. A pesar de la derrota el Deportivo Cali conseguiría a cuartos de final como vencedor global de la serie. El 5 de mayo los caleños recibirían al Club Atlético Bella Vista de Uruguay, a los que vencería con anotaciones de la dupla Zapata-Bonilla 2-1. En territorio charrúa, el 12 de mayo, la escuadra vallecaucana lograría clasificarse a semifinales luego de empatar a una diana, gol de Víctor Bonilla, en el Estadio Parque José Nasazzi.
Luego de 21 años, Deportivo Cali y Cerro Porteño volvían a medirse en una semifinal de Copa Libertadores. Los dirigidos por «Cheche» Hernández vencerían a los comandados por Carlos Báez por la cifra de 4-0, que pudo haber sido mayor de no haber Víctor Bonilla desperdiciado un penalti. La primera anotación llegaría por medio de «Telembí» Castillo al minuto 35. Al minuto de comenzar la segunda etapa, el volante Mayer Candelo aumentaría la ventaja. A los 37 minutos del complementario Giovanni Córdoba anotó el 3-0. Finalmente John Wilmar «La Pelusa» Pérez anotaría el definitivo 4-0 a dos minutos de finalizar el encuentro de tiro libre. 31.988 asistentes presenciaron la victoria del equipo caleño, dejando a recaudo 257'689.000 COP$. 19.320 espectadores asistieron al estadio La Olla esperando remontar el adverso marcador. Sin embargo sería el Deportivo Cali el primero en abrir el marcador por meido de Mayer Candelo al minuto 26 dee la primera parte. Darío Caballero igualaría el comrpomiso nueve minutos después. Los guaraníes se adelantarían en el marcador durante la segunda parte por medio de Gauchincho y aumentaría el resultado por medio de Guido Alvarenga. Un esperanzador 5-3 en el marcador global provocó euforía entre los seguidores locales, sin embargo «La Pelusa» al minuto 44 del segundo tiempo mandaría un pelotazo para que Víctor Bonilla asestara el definitivo 3-2, 6-3 en el global. El Deportivo Cali nuevamente clasificado a la final de Copa Libertadores, tras vencer nuevamente a Cerro en semifinales, después de 21 años, 7 meses y 9 días.

### La final ante Palmeiras
Un duelo de verdes fue la final entre Deportivo Cali y Palmeiras de Brasil. En Cali los locales lograría vencer a los paulistas 1-0, con gol de Víctor Bonillas a tres minutos de acabarse la primera parte, después de un gran pase de Mayer Candelo. Terminado el primer encuentro de la final el Cali era campeón de América. Ya en sueño brasilero, en el Estadio Parque Antártida, la primera parte quedaría iguala a cero goles. Los locales abrirían el marcador de penal, luego de una mano en el área de Mario Alberto Yépes. El Cali empataría por el mismo medio con Martín Zapata luego de una falta de Junior Baiano sobre Bedoya. A falta de 15 minutos para finalizar el encuentro, el jugador Oséas Reis dos Santos adelantaría nuevamente a los locales. Finalizado el encuentro, y al no existir la regla del gol de visitante los dirigidos por «Cheche» y Felipão definirían la serie por ejecuciones desde el punto de penal. Empezaría cobrando Palmeiras con Zinho, quien estrellaría su tiro en el travesaño. Dudamel anotaría su cobro aventajando a los azucareros. Los demás cobros fueron ejecutados a cabalidad, hasta el cuarto cobro de los azucareros que fue desperdiciado por Bedoya. El jugador de Palmeiras Euller anotaría su disparo, adelantando a los locales. La tarea de igualar la serie de penales recaería sobre Martín Zapata, que a lo largo del campeonato había anotado buena cantidad de goles por este medio, sin embargo, su disparo salió afuera, perdiendo así los azucareros la final de Copa. Víctor Bonilla y Martín Zapata, junto a Fernando Baiano, Gauchinho, Ruberth Morán y Rubén Sosa, fueron los máximos anotadores del torneo continental.

#### Resultados

##### Fase de grupos
| Fecha         | Lugar        | Local           | Resultado | Visitante       |
| ------------- | ------------ | --------------- | --------- | --------------- |
| 24 de febrero | Cali         | Deportivo Cali  | 1 - 0     | Once Caldas     |
| 4 de marzo    | Cali         | Deportivo Cali  | 1 - 0     | River Plate     |
| 11 de marzo   | Cali         | Deportivo Cali  | 1 - 0     | Vélez Sarsfield |
| 17 de marzo   | Manizales    | Once Caldas     | 3 - 0     | Deportivo Cali  |
| 6 de abril    | Buenos Aires | River Plate     | 2 - 1     | Deportivo Cali  |
| 8 de abril    | Buenos Aires | Vélez Sarsfield | 3 - 0     | Deportivo Cali  |

| Equipo          | Pts | PJ | PG | PE | PP | GF | GC | DG |
| --------------- | --- | -- | -- | -- | -- | -- | -- | -- |
| Vélez Sársfield | 9   | 6  | 2  | 3  | 1  | 6  | 3  | +3 |
| Deportivo Cali  | 9   | 6  | 3  | 0  | 3  | 4  | 8  | -4 |
| River Plate     | 8   | 6  | 2  | 2  | 2  | 8  | 8  | 0  |
| Once Caldas     | 7   | 6  | 2  | 1  | 3  | 7  | 6  | +1 |

##### Octavos de final
| 14 de abril | Deportivo Cali | 2:0 (2:0) | Colo-Colo | Estadio Olímpico Pascual Guerrero, Cali |  |
|             | Bonilla Zapata |           |           |                                         |  |

| 21 de abril | Colo-Colo  | 1:0 (1:2) | Deportivo Cali | Monumental de Chile, Santiago de Chile |  |
|             | Montecinos |           |                |                                        |  |

##### Cuartos de final
| 5 de mayo | Deportivo Cali | 2:1 (2:1) | Bella Vista | Estadio Olímpico Pascual Guerrero, Cali |  |
|           | Zapata Bonilla |           | Pumar       |                                         |  |

| 12 de mayo | Bella Vista | 1:1 (2:3) | Deportivo Cali | Estadio Parque José Nasazzi, Montevideo |  |
|            | García      |           | Bonilla        |                                         |  |

##### Semifinal
| 19 de mayo | Deportivo Cali                                                                         | 4:0 (4:0) | Club Cerro Porteño | Estadio Olímpico Pascual Guerrero, Cali |                                 |
|            | Carlos Castillo 35' · Mayer Candelo 46' · Giovanny Córdoba 82' · John Wilmar Pérez 87' |           |                    | Asistencia: 31.988 espectadores         | Asistencia: 31.988 espectadores |

| 26 de mayo | Cerro Porteño                          | 3:2 (3:6) | Deportivo Cali                                             | Estadio General Pablo Rojas, Asunción |                                 |
|            | Mayer Candelo 26' · Víctor Bonilla 89' |           | Darío Caballero 35' · Gauchincho 60' · Guido Alvarenga 80' | Asistencia: 19.320 espectadores       | Asistencia: 19.320 espectadores |

##### Final
| 2 de junio | Deportivo Cali     | 1:0 (1:0) | Sociedade Esportiva Palmeiras | Estadio Olímpico Pascual Guerrero, Cali |                                 |
|            | Víctor Bonilla 42' |           |                               | Árbitro(s): Mario Sánchez Chile         | Árbitro(s): Mario Sánchez Chile |

| 16 de junio | Sociedade Esportiva Palmeiras                                        | 2:1 (2:2) (4:3 p.)         | Deportivo Cali                                                                 | Estadio Palestra Itália, São Paulo                          |                                                             |
|             | Evaír 64' · Oseas 75'                                                |                            | Martín Zapata 69'                                                              | Asistencia: 32,000 espectadores Árbitro(s): Aquino Paraguay | Asistencia: 32,000 espectadores Árbitro(s): Aquino Paraguay |
|             |                                                                      | Tiros desde el punto penal |                                                                                |                                                             |                                                             |
|             | Zinho · Júnior Baiano · Roque Júnior · Rogério Fidélis Régi · Euller |                            | Rafael Dudamel · Hernán Gaviria · Mario Yepes · Gerardo Bedoya · Martín Zapata |                                                             |                                                             |

| Colombia                                |
| Subcampeón Deportivo Cali 2.º subtítulo |

## 2002: Caída del rayo en la sede campestre
El jueves 24 de octubre de 2002, los jugadores del Deportivo Cali, comandados por Óscar Héctor Quintabani, se disponían a realizar las prácticas de entrenamiento en un día nublado pero en el que aún no empezaba a llover sobre la sede campestre del Deportivo Cali en Pance. La tormenta llegó junto a la caída de un rayo que obligó a todos a tumbarse al suelo. Jugadores y cuerpo técnico empezaron a levantarse, sin embargo había dos jugadores que no lo hicieron: Carlos «Chumí» Álvarez y Hermán «Carepa» Gaviria. El jugador Giovanny Córdoba, una joven promesa, advirtió a su compañero Elkin Murillo que de la cabeza de «Carepa» salía humo antes de tocarse el pecho y sucumbir.

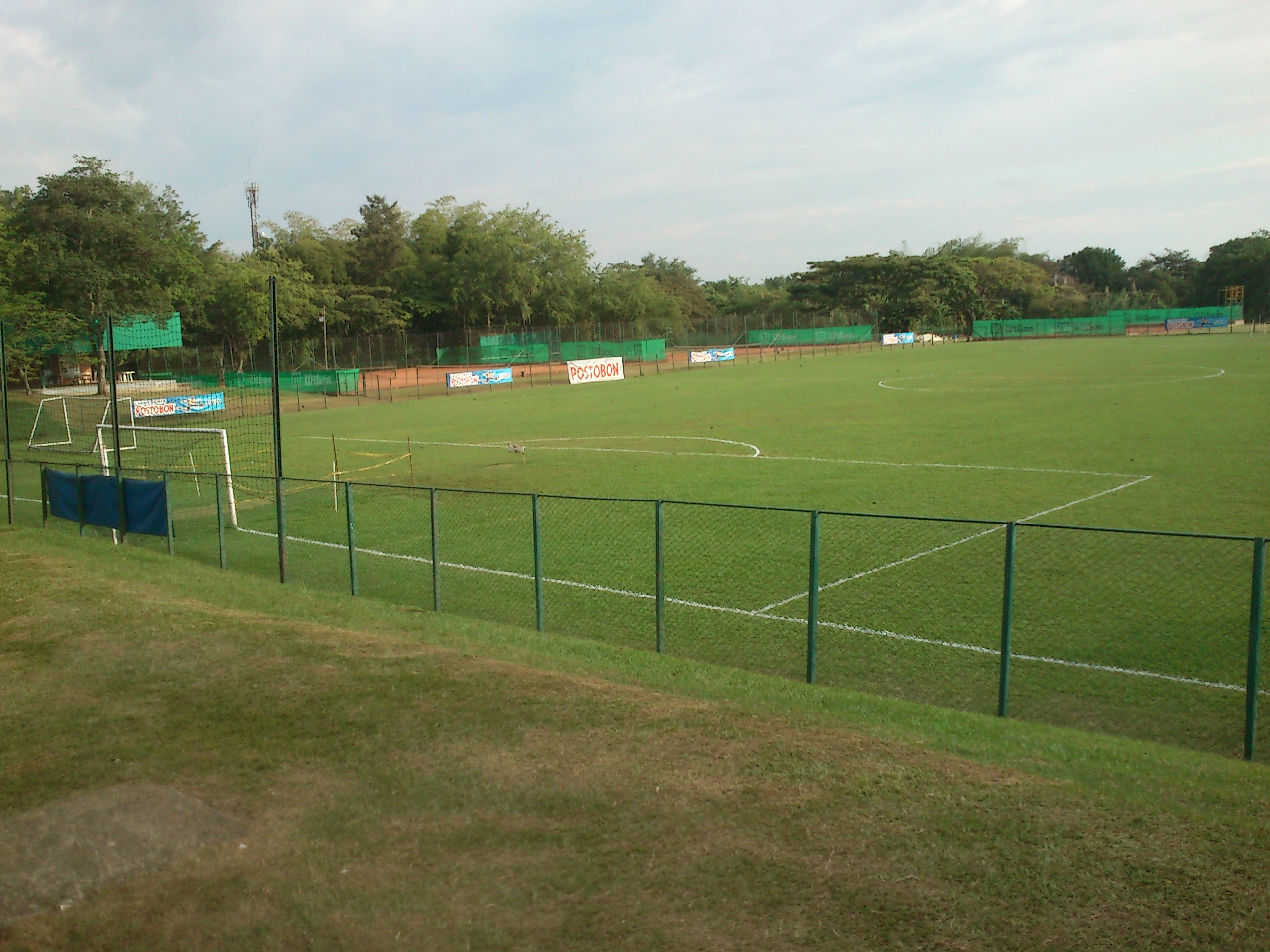
Canchas de la sede campestre donde ocurrió la tragedia.

«Carepa» Gaviria murió en el lugar inmediatamente, fusilado por el rayo que lo alcanzó a levantar del suelo, recibiendo la peor parte de la descarga eléctrica.

Sus botines se quemaron. Sangró por la nariz, y por la espalda salía humo. El rayo lo elevó y luego cayó al piso, lo alcanzó una descarga impresionante.
Hernando Arias, entonces preparador físico del Deportivo Cali. 

Se vino el aguacero fuerte y no nos dio tiempo. Hubo desmayos. A otros los levantó el rayo. Fue muy duro ver a un compañero echando humo y al otro sangrando [...] Eso no se lo deseo a nadie. Ver los guayos cómo quedaron, las camisetas rasgadas. Difícil cuando tienes un compañero con el que bromeabas y de repente se va.
Giovanni Hernández.

Los jugadores fueron auxiliados en el lugar y llevados rápidamente a la clínica Valle del Lili, ubicada al sur de la capital vallecaucana, donde dos horas después se comunicó el deceso del jugador antioqueño y del estado crítico de Giovanny Córdoba. Giovanni Hernández fue internado por sufrir un schock nervioso, por su parte «Chumí» Álvarez se recuperaba satisfactoriamente. Durante las exequias de «Carepa» estuvieron presentes los jugadores del tradicional rival de los azucareros, el América de Cali, acompañando al Deportivo Cali y dando sus condolencias.
Cuatro días más tarde, durante el desarrollo de la 18.ª jornada del fútbol local, se dio la noticia por los altavoces de los estadios sobre la muerte de Giovanny Córdoba. El palmireño vio afectados sus riñones, pulmones, su sistema cardiovascular y su cerebro luego del golpe del rayo.

La Fundación Clínica Valle de Lili lamenta informar que a pesar de todos los esfuerzos realizados, Giovanny Córdoba falleció producto de una descarga eléctrica (rayo) que le produjo lesiones irreversibles en múltiples órganos.

Se vivió un minuto de silencio al comienzo de la segunda etapa de los encuentros, que se sumó al minuto de silencio por «Carepa» al inicio de los mismos. Los goles marcados durante esa jornada no fueron celebrados. Córdoba, de 24 años, había recibido el llamado de Reinaldo Rueda para conformar la Selección Colombia que enfrentaría a su par de Honduras en partido amistoso.
El Deportivo Cali comandaba la punta del torneo y era fuerte candidato al título, sin embargo luego de lo ocurrido el nivel del equipo cayó y no pudo hacerse con el campeonato. A partir de entonces está prohibido entrenar en días con tormenta, ante el indicio de cualquier trueno, suena una alarma en la sede.

## Subcampeonato 2003-II
Durante el Apertura de 2003, el Deportivo Cali logró ubicarse en el quinto lugar con 29 puntos por debajo del recién ascendido Centauros, y a 7 puntos del puntero Once Caldas, clasificando así a los cuadrangulares, en donde compartió grupo junto a Unión Magdalena, América y Once Caldas, este último a la postre campeón del torneo del primer semestre, En este cuadrangular los verdiblancos ocuparían la segunda posición con 11 puntos.
Para el Finalización los azucareros comandaron la tabla de posiciones y durante el Todos contra Todos lograron hacerse con la primera posición, acumulando un total de 34 puntos, dos más que su escolta Atlético Nacional, clasificando nuevamente a los cuadrangulares. Los vallecaucanos formarían parte del Grupo A de los cuadrangulares junto a Millonarios, Unión Magdalena y Deportivo Pasto. El Cali obtendría un lugar en la final tras quedar de primero en su grupo con 12 puntos, 2 más que Millonarios.
El rival del onceno azucarero sería el Deportes Tolima. El primer encuentro se disputó el 17 de diciembre en el Estadio Manuel Murillo Toro de la ciudad musical de Colombia. Los pijaos golpearían primero ganando en su feudo con dos goles de Rogeiro Pereira al minuto 51' y 83', adelantándose así en la llave final. De regreso en Cali, los locales abrirían el marcador al minuto 15 por medio de Jorge Díaz Moreno, cinco minutos después Léider «Calimeño» Preciado anotaría el segundo de los locales, igualando la llave final. Gerardo Bedoya anotaría en propia puerta para colocar el 2-1 al minuto 34, con lo cual los visitantes se adelantaban en el marcador absoluto 3-2. Sin embargo, Elkin Murillo, anotaría para los verdes el 3-1 al minuto 39 igualando nuevamente todo. El encuentro finalizaría así, por lo que se jugaron dos tiempos extra en los que no se marcaron goles, por lo cual el título de campeón se disputaría desde el punto de penal. El conjunto vinotinto y oro vencería a los verdiblancos desde los doce paso 4-2, obteniendo así su primera y única estrella hasta ahora. Por su parte este sería el 11.º subcampeonato de los azucareros. Leíder Preciado obtendría el título de máximo goleador con 17 tantos. El Deportivo Cali clasificaría a la Copa Libertadores del año siguiente como mejor en la reclasificación.

### Copa Libertadores 2003
Tras su última participación en 2001, donde el equipo clasificó como ganador del Apertura del torneo del 2000, y en la que los azucareros no lograron superar la fase de grupos, el Deportivo Cali participaría de la Copa Libertadores 2003 por haber obtenido el mejor puntaje de la reclasificación en el 2002. Los azucareros formarían parte del Grupo 1 junto a River Plate, Libertad y Emelec. El primer encuentro de los verdiblancos ocurriría el 18 de febrero en condición de local frente a River Plate, conjunto al que vencería con anotaciones de Elkin Murillo y Carlos Castillo. 6 días más tarde en territorio ecuatoriano, los azucareros vencería 0-4 a Emelec en el Estadio George Capwell con un doblete de Carlos Castillo y anotaciones de Giovanny Hernández y Jairo Patiño. El 11 de marzo el Deportivo Cali lograría su tercera victoria en línea, esta vez por la mínima diferencia frente a Libertad en Cali.
La primera derrota de la escuadra vallecaucana sería en territorio gaucho frente a River Plate 2-1. El Cali se adelantaría al minuto 27 con anotación de Carlos Castillo, pero el conjunto argentino lograría la victoria con anotaciones de Fernando Ezequiel Cavenaghi (36') y Eduardo Coudet (70'). El primero de abril el Deportivo Cali se repondría venciendo en el Pascual Guerrero a Emelec 1-0 por la anotación en propia puerta del jugador venezolano a servicio del conjunto andino, Jorge Alberto Rojas. El último encuentro por la fase de grupos lo disputaría el Deportivo Cali en territorio paraguayo, donde caería por mínima diferencia por la anotación de Sergio Fernández. Así los verdes de Cali clasificarían a la siguiente ronda como primeros de su grupo con 12 puntos, los mismos que River Plate, peor con una diferencia de gol más favorable de +6.
En los octavos de final el Deportivo Cali se enfrentaría al onceno Cruz Azul de México. Ambos encuentros disputados en el Estadio Azul y en el Pascual Guerrero, terminaron igualados sin dianas, por lo que fue necesario un desempate desde el punto de penal. Cruz Azul se impondría 3-2 y conseguiría su paso a cuartos de final, donde luego sería eliminado por Santos de Brasil.

#### Resultados

##### Fase de grupos
| Fecha         | Lugar        | Local          | Resultado | Visitante      |
| ------------- | ------------ | -------------- | --------- | -------------- |
| 19 de febrero | Cali         | Deportivo Cali | 2 - 0     | River Plate    |
| 25 de febrero | Guayaquil    | Emelec         | 0 - 4     | Deportivo Cali |
| 11 de marzo   | Cali         | Deportivo Cali | 1 - 0     | Libertad       |
| 20 de marzo   | Buenos Aires | River Plate    | 2 - 1     | Deportivo Cali |
| 1 de abril    | Cali         | Deportivo Cali | 1 - 0     | Emelec         |
| 17 de abril   | Asunción     | Libertad       | 1 - 0     | Deportivo Cali |

| Equipo         | Pts | PJ | PG | PE | PP | GF | GC | DG |
| -------------- | --- | -- | -- | -- | -- | -- | -- | -- |
| Deportivo Cali | 12  | 6  | 4  | 0  | 2  | 9  | 3  | +6 |
| River Plate    | 12  | 6  | 4  | 0  | 2  | 10 | 7  | +3 |
| Libertad       | 7   | 6  | 2  | 1  | 3  | 9  | 9  | 0  |
| Emelec         | 4   | 6  | 1  | 1  | 4  | 6  | 15 | -9 |

##### Octavos de final
| 6 de mayo | Cruz Azul | 0:0 (0:0) | Deportivo Cali | Estadio Azul, Ciudad de México  |  |
|           |           |           |                | Asistencia: 32,000 espectadores |  |

| 13 de mayo | Deportivo Cali | 0:0 (0:0) (2:3 p.) | Cruz Azul | Estadio Pascual Guerrero, Santiago de Cali |  |

## Copa Libertadores 2004
El Deportivo Cali haría parte del Grupo 8 de la Copa Libertadores 2004 junto a Boca Juniors, Bolívar y Colo-Colo. El primer encuentro se disputó en territorio austral frente a Colo-Colo con resultado favorable al conjunto verdiblanco 2-3. Anotaciones de Mayer Candelo (23'), Álvaro «El Caracho» Domínguez (41') y Carlos Castillo (55'); por los locales descontaría Manuel Neira (43', 87'). El 2 de marzo los azucareros vencerían como locales a Bolívar de Bolivia 3-1, anotaciones de Mayer Candelo (27'), Geovanni García (85') y Tressor Moreno (88') para el conjunto local, por los bolivianos anotaría Limberg Gutiérrez. 8 días después el conjunto caleño caería ante Boca Juniors en el Pascual por un único gol anotado por el colombiano Fabián Vargas, luego el 24 de marzo en La Bombonera el onceno vallecaucano caería nuevamente, esta vez 3-0, anotaciones de Nicolás Burdisso (57'), Clemente Rodríguez (86') y Franco Cángele (86').
La visita a Bolívar en La Paz le significó al equipo una nueva derrota, la tercera consecutiva, por una sola diana obra de José Alfredo Castillo. Los de la capital vallecaucana cerraría enfrentando a Colo-Colo en Cali, donde lograría superar nuevamente a los chilenos, esta vez 3-1 con anotaciones de Carlos Castillo (45'), Tressor Moreno (70') y Óscar Díaz Asprilla. Con este resultado y gracias a la caída de Bolívar en Buenos Aires, el Deportivo Cali logró clasificar como segundo de su grupo con 9 puntos, los mismos que el equipo boliviano, pero con una mejor diferencia de gol.
En octavos los vallecaucanos se enfrentarían a Cruzeiro, campeón regente por entonces en Brasil. El primer encuentro se disputaría en suelo colombiano, donde los locales lograrían ganar con gol de Julián Téllez (37'). El 13 de mayo en Belo Horizonte el conjunto visitante se hiría arriba en el marcador gracias a Tressor Moreno, pero Alex igualaría el marcador desde tiro penal al minuto 47. Sin embargo los cariocas lograrían adelantarse en el marcador al minuto 87, por lo que la clasificación a la siguiente fase se definió desde el punto de penalti. El guardameta Bréiner Castillo, en brillante actuación, atajó los cobros de Alex y Edu Dracena, por su parte Dudú erró su tiro. Por los azucareros lanzaron Freddy Hurtado, Hernando Patiño y Andrés Mosquera, anotando y logrando así la clasificación.
En cuartos de final Deportivo Cali se enfrentaría una vez más a River Plate. El Cali caería 1-0 en el Monumental, gol de Rubens Sambueza al minuto 19. Ya en el Pascual Guerrero los azucareros sufrirían un revés y caerían 1-3. Por los locales anotaría Freddy Hurtado (14'), por los visitantes Marcelo Gallardo (22') y Fernando Cavenaghi (31', 64').

### Resultados

#### Fase de grupos
| Fecha       | Lugar        | Local          | Resultado | Visitante \|-  | 3 de febrero | Santiago | Colo-Colo | 2 - 3 | Deportivo Cali |
| 2 de marzo  | Cali         | Deportivo Cali | 3 - 1     | Bolívar        |              |          |           |       |                |
| 10 de marzo | Cali         | Deportivo Cali | 0 - 1     | Boca Juniors   |              |          |           |       |                |
| 24 de marzo | Buenos Aires | Boca Juniors   | 3 - 0     | Deportivo Cali |              |          |           |       |                |
| 7 de abril  | La Paz       | Bolívar        | 1 - 0     | Deportivo Cali |              |          |           |       |                |
| 21 de abril | Cali         | Deportivo Cali | 3 - 1     | Colo-Colo      |              |          |           |       |                |

| Equipo         | Pts | PJ | PG | PE | PP | GF | GC | DG |
| -------------- | --- | -- | -- | -- | -- | -- | -- | -- |
| Boca Juniors   | 12  | 6  | 4  | 0  | 2  | 10 | 4  | 6  |
| Deportivo Cali | 9   | 6  | 3  | 0  | 3  | 9  | 9  | 0  |
| Bolívar        | 9   | 6  | 3  | 0  | 3  | 7  | 9  | -2 |
| Colo-Colo      | 6   | 6  | 2  | 0  | 4  | 6  | 10 | -4 |

#### Octavos de final
| 5 de mayo de 2004 | Deportivo Cali | 1:0 (1:0) | Cruzeiro | Estadio Olímpico Pascual Guerrero, Cali                            |                                                                    |
|                   | Téllez 37'     |           |          | Asistencia: 35.000 espectadores Árbitro(s): Carlos Chandía (Chile) | Asistencia: 35.000 espectadores Árbitro(s): Carlos Chandía (Chile) |

| 13 de mayo de 2004 | Cruzeiro                   | 2:1 (0:1) (3:2 p.)         | Deportivo Cali                          | Estadio Mineirão, Belo Horizonte                                        |                                                                         |
|                    | Alex 47' (p) Guilherme 87' |                            | Moreno 41'                              | Asistencia: 50.000 espectadores Árbitro(s): Héctor Baldassi (Argentina) | Asistencia: 50.000 espectadores Árbitro(s): Héctor Baldassi (Argentina) |
|                    |                            | Tiros desde el punto penal |                                         |                                                                         |                                                                         |
|                    | Alex · Edu Dracena · Dudú  |                            | Hurtado · Patiño · Domínguez · Mosquera |                                                                         |                                                                         |

#### Cuartos de final
| 20 de mayo de 2004 | River Plate  | 1:0 (1:0) | Deportivo Cali | Estadio Monumental, Buenos Aires                                  |                                                                   |
|                    | Sambueza 19' |           |                | Asistencia: 38.000 espectadores Árbitro(s): Carlos Simon (Brasil) | Asistencia: 38.000 espectadores Árbitro(s): Carlos Simon (Brasil) |

| 26 de mayo de 2004 | Deportivo Cali | 1:3 (1:2) | River Plate                     | Estadio Olímpico Pascual Guerrero, Cali                            |                                                                    |
|                    | Hurtado 14'    |           | Gallardo 22' Cavenaghi 31', 64' | Asistencia: 34.000 espectadores Árbitro(s): Carlos Chandía (Chile) | Asistencia: 34.000 espectadores Árbitro(s): Carlos Chandía (Chile) |

## 2005: La octava estrella
El Deportivo Cali lograría clasificar a cuadrangulares del Apertura de la mano del nuevo entrenador del equipo, Jaime de la Pava, en la quinta posición con 27 puntos. Los azucareros formarían en el cuadrangular junto a Atlético Nacional, Independiente Medellín y Deportes Tolima, desempeñando una pobre actuación obteniendo solo 1 punto. Para el Finalización, el Cali contrataría a la joven promesa Hugo Rodallega, quien había sido el máximo anotador del Campeonato Suramericano de ese año, a este se sumaron Habynson Escobar y Armando Carrillo.
Luego de la eliminación de la Copa Sudamericana, y de perder el clásico regional, Jaime de la Pava dejó de ser el técnico del conjunto azucarero. En su lugar llegó Pedro Sarmiento. Luego de una mala racha que ubicó al equipo en el décimo lugar, los verdiblancos lograron sumar gracias a los goles de Rodallega y Blas Pérez y ubicarse en la primera posición con 30 puntos. Junto a Junior, Once Caldas y América, conformaría el Grupo 1 de los cuadrangulares. El Deportivo Cali lograría clasificar a la gran final luego de ganar tres encuentros, empatar dos (ambos frente a América) y perder tan solo uno, lo que le significó al equipo 11 puntos, uno más que Junior.
Deportivo Cali y Real Cartagena se enfrentaban en una final inédita para el balompié colombiano. En la Ciudad Heroica, en el Estadio Olímpico Jaime Morón León, el Deportivo Cali pegó primero con dos anotaciones de Hugo Rodallega, quien con esos tantos igualaba a Jámerson Rentería, precisamente del Real Cartagena, como máximo anotador del torneo. Luego en la capital del Valle del Cauca, el domingo 18 de diciembre, ante 43 648 aficionados, que dejaron una taquilla de 470'877.000 COP$, el onceno caleño lograría alzar por octava vez la copa de campeón al vencer 1-0 en casa, con anotación del chileno Jaime Riveros. El Deportivo Cali tendría la ofensiva más efectiva con un total de 73 goles, y a través de todo el año alcanzaría una eficacia del 50%.

## Subcampeón 2006-I
Siendo el campeón regente, el Cali tuvo un desempeño regular durante el Apertura de 2006 durante la fase de todos contra todos, ganando 8 encuentros, empatando 4 y perdiendo 6, para un total de 28 puntos. Uno más que el último clasificado a cuadrangulares, Deportivo Pasto. Los caleños junto a Deportes Tolima, Once Caldas y Deportivo Pereira harían parte del Grupo A. Durante los cuadrangulares el nivel del equipo subió, lo que les permitió hacerse con el primer lugar del grupo y así soñar con ganar un bicampeonato nuevamente. En total el Deportivo Cali ganó y empató 3 encuentros, lo que le permitió llegar invicto a la final.
Él primer partido de la final se jugó en Cali el 21 de junio frente a Deportivo Pasto. Los volcánicos sorprendieron al conjunto vallecaucano sacando ventaja en el Pascual con un gol a favor. 4 días más tarde en la ciudad de Pasto los esfuerzos del onceno verdiblanco no fueron suficientes y el partido se sanjó con un empate a una diana, con lo que el conjunto de la capital nariñense se consagraba por primera vez campeón en su historia.
Para el Finalización, el Deportivo Cali no lograría clasificar a los cuadrangulares al quedar décimo en la tabla con 25 puntos, dos menos que el último clasificado, Millonarios.

### Copa Libertadores 2006
Los azucareros lograron su tiquete a la Copa Libertadores 2006 como campeones del Finalización 2005 y formaron el Grupo 4 junto a Corinthians, Tigres y Universidad Católica de Chile. El conjunto caleño inició la Copa el 15 de febrero con una derrota en el Pascual frente al Timão, por anotación de Ricardinho al minuto 79. Luego en tierras mexicanas, en un encuentro de 9 goles, los caleños cayeron nuevamente el 21 de febrero en el estadio Estadio Universitario 5-4, anotaciones de Aldo de Nigris (19'), Júlio César (38'), Carlos Morales (49') y Walter Gaitán (57', 77') por los locales, por el Deportivo Cali anotarían Álvaro Domínguez (11', 90+1') y Armando Carrillo (15', 40'). La visita a tierras chilenas conllevaría a la tercera derrota en línea del conjunto verdiblanco, esta vez por 2-1, anotaciones de Adolfo Bautista (39') y Omar Bravo (69') por la Universidad Católica; por los caleños descontaría Danilo (25').
La mala racha continental de los azucareros continuaría otra vez frente a Universidad Católica al caer en casa 2-3 el 30 de marzo, anotaciones de Járol Herrera (14') y Blás Pérez (82'), por el visitante anotarían Jorge Quinteros (31'), Miguel Ponce (51') y Darío Conca (90+2'). El 11 de abril frente a Tigres en el Pascual Guerrero, el Deportivo Cali conseguiría el que sería su único punto en la Copa al empatar a dos tantos gracias a las anotaciones de Gustavo Morínigo (40') y Blás Pérez (52'), los mexicanos empatarían por medio de Sebastián González (16', 48'). La escuadra caleña finalizaría su participación en esta edición de la Copa frente a Corinthians en el estadio Pacaembú 3-0.

#### Resultados
| Fecha         | Lugar     | Local          | Resultado | Visitante      |
| ------------- | --------- | -------------- | --------- | -------------- |
| 15 de febrero | Cali      | Deportivo Cali | 0-1       | Corinthians    |
| 21 de febrero | Monterrey | Tigres         | 5-4       | Deportivo Cali |
| 21 de marzo   | Santiago  | Univ. Católica | 2-1       | Deportivo Cali |
| 30 de marzo   | Cali      | Deportivo Cali | 2-3       | Univ. Católica |
| 11 de abril   | Cali      | Deportivo Cali | 2-2       | Tigres         |
| 19 de abril   | São Paulo | Corinthians    | 3-0       | Deportivo Cali |

| Equipo               | Pts | PJ | PG | PE | PP | GF | GC | DG |
| -------------------- | --- | -- | -- | -- | -- | -- | -- | -- |
| Corinthians          | 13  | 6  | 4  | 1  | 1  | 10 | 6  | 4  |
| Tigres               | 10  | 6  | 3  | 1  | 2  | 12 | 10 | 2  |
| Universidad Católica | 10  | 6  | 3  | 1  | 2  | 12 | 11 | 1  |
| Deportivo Cali       | 1   | 6  | 0  | 1  | 5  | 9  | 16 | -7 |

## Campeón Copa Colombia 2010
En la edición de 2010 de la reinstaurada Copa Colombia, el Deportivo Cali militó en el Grupo E, grupo que agrupaba a los equipos de primera y segunda categoría del Pacífico colombiano.
Los azucareros debutaron el 24 de febrero frente al Deportivo Pasto en el Estadio Libertad de esa ciudad. El encuentro finalizó sin goles. El 10 de marzo el Cali se enfrentaría en el Pascual Guerrero ante Cortuluá. Juan Fernando Caicedo adelantaría a los visitantes, pero Daniel Briceño empataría para el onceno local. Ad portas de finalizar la primera parte, Wilmer Parra anotaría para adelantar al Deportivo Cali en el marcador. El segundo tiempo transcurriría sin novedades, hasta que finalizando Lionard Pajoy anotará un doblete en los minutos 89 y 90+3, para un contundente 4-1 a favor de los verdes de Cali.
Oficiando una vez más de local, la escuadra verdiblanca golearía al Dépor Aguablanca 3-1. Diego Álvarez Sánchez abriría el marcador para los azucareros al minuto 3, Yulián Mejía empataría de pena máxima al minuto 27. En la segunda parte la ofensiva verdiblanca se impondría con goles de Juan Carlos Escobar (59') y el canterano Michael Ortega (67'). En el Polideportivo El Cristal de la ciudad de Buenaventura, el Deportivo Cali lograría su tercera victoria consecutiva por resultado de 0-1 frente al Pacífico Fútbol Club, anotación de Lionard Pajoy. En la quinta fecha de la competición se vivió una nueva edición del clásico vallecaucano, esta vez disputado en el Estadio Doce de Octubre. Tras una primera parte igualada a cero, Jaime Córdoba marcaría el primer gol del encuentro para los visitantes, sin embargo, 7 minutos después (79') Cristian Lasso marcaría para el Deportivo Cali, que oficiaba de local, quedando así el encuentro empatado a una diana.
Los azucareros continuarían con su invicto al empatar nuevamente frente al conjunto de la capital nariñense. El primer tiempo terminaría con los visitantes arriba por un gol a cero por intermedio de Jefrey Díaz. En las postrimerías del encuentro (90'), «Manga» Escobar anotaría la paridad. La primera, y única, derrota de los azucareros en la fase de grupos sería frente al Cortuluá. La Amenaza Verde caería 1-0, con gol de exjugador azucarero, Víctor Bonilla, al minuto 85.
En el Estadio Cacique Jamundí de la ciudad homónima, el Cali vencería al Dépor Aguablanca con gol de Héctor Quiñones en el minuto 72. El onceno verdiblanco asestaría un golpe contundente al golear al Pacífico FC 5-0, goles de Diego Valdés (15', penal), Jonathan Álvarez (33') y tripleta de César Amaya (18', 29', 38'). El Deportivo Cali finalizaría la fase de grupos empatando contra el América 2-2. Los verdiblancos se adelantaron con gol de Váldez al minuto 48, de pena máxima. Al 63 Luis Carabalí empataría, pero «Manga» adelantaría nuevamente a los visitantes un minuto después. Carabalí anotaría el empate definitivo al minuto 78. El Deportivo Cali clasificaría así como primero del grupo E.
El 18 de agosto, el Cali enfrentaría al Junior en Barranquilla, donde caería por la mínima diferencia. Luego, en Cali, la escuadra azucarera superaría al conjunto tiburón 3-2, lo que exigió definir la llave desde el punto de penal. En esa instancia los locales se impondrían 4-2, logrando así acceder a cuartos de final. Santa Fe fue su rival en cuartos. Bogotá sería testigo del triunfo azucarero por un gol a cero, lo que le daba ventaja al conjunto verdiblanco, que derrotó luego como local a Santa Fe con un contundente 3-1. Nuevamente un equipo capitalino sería el rival del Cali, esta vez La Equidad, que cayó 2-0 en Cali el 2 de octubre. En la capital de la república, los azucareros mostrarían buen fútbol al vencer en el Estadio Metropolitano de Techo 3-5 a La Equidad, logrando así clasificar a la final de la Copa Colombia.

### La final frente a Itagüí
El contendor del Cali sería el Itagüí. conjunto de segunda división que había logrado llegar a la gran final luego de vencer a equipos como Millonarios y Nacional.
El primer encuentro se disputó en el Estadio de Ditaires, donde el Cali se impuso con gran gol de «Manga» Escobar, en el minuto 59. En segundo encuentro se disputó en el Estadio Deportivo Cali, donde la afición colmó por entero el escenario futbolístico. El conjunto local salió con fuerza y a los doce minutos de la primera parte César Amaya anotó el 1-0, 2-0 en el global, por medio de un pase de Diego Valdéz que se filtró entre la línea defensiva para que Amaya eludiera al portero Jaime Bran Gómez y anotara. Itagüí controló el balón el resto del encuentro, pero no logró vulnerar el arco verdiblanco. Al finalizar la primera el técnico rival sería expulsado por discutir una jugada al árbitro Albert Duarte, que presuntamente sería penal.
La segunda parte comenzó con juego fuerte, pero el juez pudo apaciguar los ánimos con tarjetas amarillas. Al minuto 55, «Manga» anotaría el 2-0 al lanzar un balón suave que se coló entre las piernas del portero por un error de este. Dos minutos más tarde, el Cali estuvo cerca de aumentar la ventaja cuando César Amaya estrelló el balón en el larguero, el rebote le quedaría a «Manga» Escobar quien remataría, pero su disparo fue desviado en la línea de gol por un defensor. Al minuto 60, Mauricio Restrepo recibiría su segunda amarilla por simular una falta dentro del área, quedando así el equipo visitante con un hombre menos y sin su técnico. Veinte minutos más tarde, Diego Váldez recibiría también su segunda amonestación, quedando nuevamente ambos equipos con 10 jugadores. El resto del encuentro fue lento, con los locales en posesión del esférico hasta el pitazo final. El Deportivo Cali se coronaría campeón por primera vez en su historia al vencer al Itagüí con un marcador global de 3-0 y clasificando a la Copa Suramericana del siguiente año.

### Resultados

#### Fase de grupos
| Fecha                 | Lugar        | Local            | Resultado | Visitante        |
| --------------------- | ------------ | ---------------- | --------- | ---------------- |
| 24 de febrero de 2010 | Pasto        | Pasto            | 0:0       | Deportivo Cali   |
| 10 de marzo de 2010   | Cali         | Deportivo Cali   | 4:1       | Cortuluá         |
| 17 de marzo de 2010   | Cali         | Deportivo Cali   | 3:1       | Depor Aguablanca |
| 14 de abril de 2010   | Buenaventura | Pacífico FC      | 0:1       | Deportivo Cali   |
| 28 de abril de 2010   | Tuluá        | Deportivo Cali   | 1:1       | América          |
| 5 de mayo de 2010     | Palmira      | Deportivo Cali   | 1:1       | Pasto            |
| 12 de mayo de 2010    | Tuluá        | Cortuluá         | 1:0       | Deportivo Cali   |
| 14 de julio de 2010   | Jamundí      | Depor Aguablanca | 0:1       | Deportivo Cali   |
| 28 de julio de 2010   | Palmira      | Deportivo Cali   | 5:0       | Pacífico FC      |
| 4 de agosto de 2010   | Jamundí      | América          | 2:2       | Deportivo Cali   |

| Pos | Equipo           | Pts | PJ | PG | PE | PP | GF | GC | Dif |
| --- | ---------------- | --- | -- | -- | -- | -- | -- | -- | --- |
| 1.  | Deportivo Cali   | 19  | 10 | 5  | 4  | 1  | 18 | 7  | 11  |
| 2.  | Deportivo Pasto  | 15  | 10 | 3  | 6  | 1  | 12 | 8  | 4   |
| 3.  | Cortuluá         | 14  | 10 | 4  | 2  | 4  | 15 | 18 | -3  |
| 4.  | América de Cali  | 12  | 10 | 2  | 6  | 2  | 17 | 14 | 3   |
| 5.  | Depor Aguablanca | 11  | 10 | 3  | 2  | 5  | 13 | 17 | -4  |
| 6.  | Pacífico F. C.   | 8   | 10 | 2  | 2  | 6  | 12 | 23 | -11 |

 Pts=Puntos; PJ=Partidos jugados; G=Partidos ganados; E=Partidos empatados; P=Partidos perdidos; GF=Goles a favor; GC=Goles en contra; Dif=Diferencia de gol

#### Octavos de final
| 18 de agosto de 2010, 15:30 | Junior     | 1:0     | Deportivo Cali | Estadio Romelio Martínez, Barranquilla |                            |
|                             | Cortés 87' | Reporte |                | Árbitro(s): Farid González             | Árbitro(s): Farid González |

| 25 de agosto de 2010, 15:30 | Deportivo Cali                                 | 3:2 (3:3) (4:2 p.)         | Junior                           | Estadio Deportivo Cali, Palmira |                              |
|                             | Giménez 4' (pen.) · Castillo 36' · Álvarez 44' | Reporte                    | Barahona 26' (pen.) · Orozco 74' | Árbitro(s): Weimar Hernández    | Árbitro(s): Weimar Hernández |
|                             |                                                | Tiros desde el punto penal |                                  |                                 |                              |
|                             | Pérez · Morel · Gómez · Escobar                |                            | Palacio · Ruiz · Torres          |                                 |                              |

#### Cuartos de final
| 8 de septiembre de 2010, 20:10 | Santa Fe | 0:1 | Deportivo Cali | Estadio Metropolitano de Techo, Bogotá |                             |
|                                |          |     | Reina 73'      | Árbitro(s): Brayner Escobar            | Árbitro(s): Brayner Escobar |

| 29 de septiembre de 2010, 20:00 | Deportivo Cali                             | 3:1     | Santa Fe   | Estadio Deportivo Cali, Palmira |                          |
|                                 | Briceño 16' · Amaya 27' · Morel 82' (pen.) | Reporte | Seijas 80' | Árbitro(s): Juan Gamarra        | Árbitro(s): Juan Gamarra |

#### Semifinal
| 6 de octubre de 2010, 20:00 | Deportivo Cali        | 2:0     | La Equidad | Estadio Deportivo Cali, Palmira |                           |
|                             | Reina 65' · Morel 68' | Reporte |            | Árbitro(s): Wilmar Roldán       | Árbitro(s): Wilmar Roldán |

| 13 de octubre de 2010, 20:00 | La Equidad                              | 3:5     | Deportivo Cali                                                  | Estadio Metropolitano de Techo, Bogotá |                        |
|                              | Rentería 13' · Leudo 76' · Corredor 85' | Reporte | Escobar 1' · J. Álvarez 25' · Reina 74', 89' · Morel 79' (pen.) | Árbitro(s): Óscar Ruiz                 | Árbitro(s): Óscar Ruiz |

#### Final
| 27 de octubre de 2010 | Itagüí | 0:1 | Deportivo Cali | Metropolitano de Ditaires, Itagüí |                          |
|                       |        |     | Escobar 59'    | Árbitro(s): Ímer Machado          | Árbitro(s): Ímer Machado |

| 3 de noviembre de 2010 | Deportivo Cali                | 2:0 | Itagüí | Estadio Deportivo Cali, Palmira |                                 |
|                        | César Amaya 12' · Escobar 55' |     |        | Asistencia: 55.000 espectadores | Asistencia: 55.000 espectadores |

| Campeón Deportivo Cali Primer título |

### Inauguración del Estadio Deportivo Cali

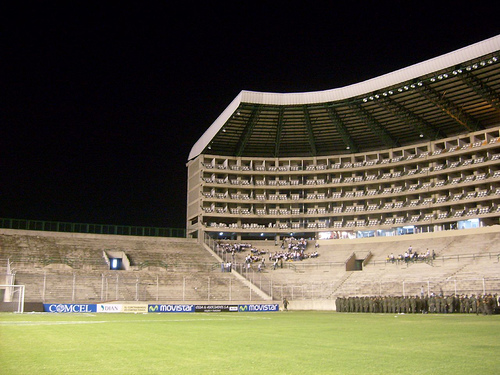
Estadio Deportivo Cali

El Estadio Deportivo Cali fue inaugurado de manera oficial el 21 de febrero de 2010 en partido ante Deportes Quindío, encuentro en el que los locales vencieron 2-0. El primer gol fue anotado por Jhon Charria, convirtiéndose en el primer jugador en anotar un gol en el Estadio Deportivo Cali de manera oficial.
El estadio cuenta con una capacidad para 52.000 espectadores y comenzó a construirse el 24 de agosto de 2001, sufriendo algunos percances. Desde su inauguración el equipo ha alternado su uso en conjunto al tradicional Estadio Pascual Guerrero.

## 2012: Cien Años de Historia
Después de un desempeño muy regular tanto en el Apertura 2011 como en el Finalización, en los cuales ocuparía lugares de media tabla para abajo, clasificando únicamente a los cuartos de final del apertura en el séptimo lugar, para ser eliminado rápidamente y terminar el año en la undécima casilla de la reclasificación, El Deportivo Cali afrontaba el 2012 con miras a celebrar los cien años de su fundación.
En el Apertura, los verdiblancos no mostraron un nivel óptimo, ocupando la mayor parte del tiempo puestos medios en la tabla, logrando, sin embargo, clasificar como octavo a los cuadrangulares. El nivel del equipo mejoraría considerablemente en los cuadrangulares, donde los azucareros formarían el Grupo A junto al Deportivo Pasto, Deportes Tolima y Atlético Huila.

### Cuadrangulares semifinales
El Deportivo Cali iniciaría jugando contra el Deportivo Pasto, equipo contra el cual se enfrentó en la fecha de clásicos debido al descenso del América a Categoría Primera B. En el encuentro disputado en la capital nariñense Andrés Cadavid abriría el marcador a favor del Deportivo Cali. Ya en las postrimerías del partido, «Alcatraz» García marcaría en el arco defendido por Faryd Mondragón, luego de una discutida falta de Álvaro Domínguez sobre Omar Andrés Rodríguez al minuto 90+4. En el segundo encuentro, la escuadra vallecaucana vencería al Atlético Huila en condición de local 2-1, con goles de Cristian Nazarit y Gustavo Biscayzacú.

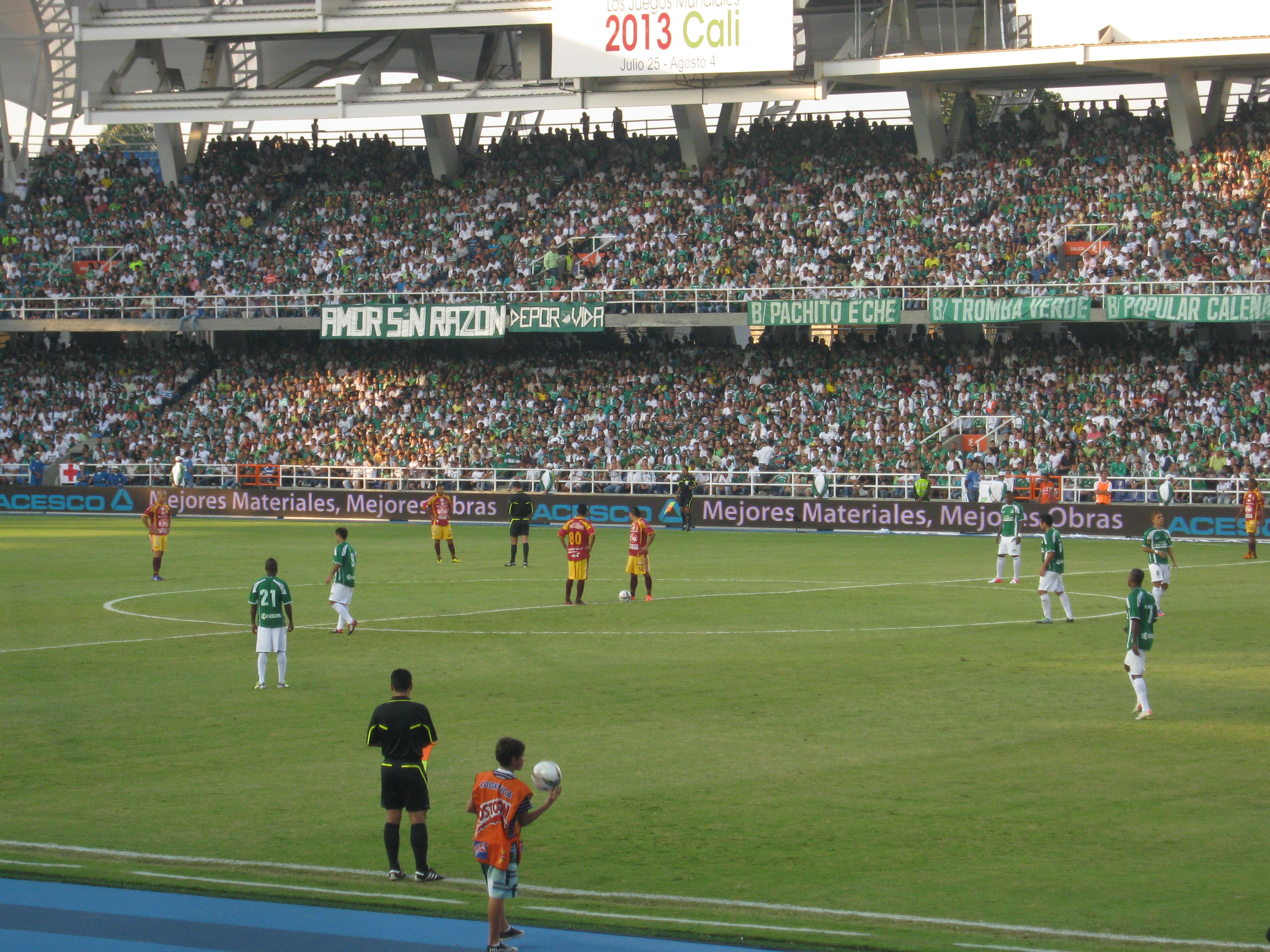
Saque inicial del encuentro entre el Deportivo Cali y Tolima. Tercera fecha de los cuadrangulares.

Nuevamente en el Pascual Guerrero, los azucareros empatarían ante el Deportes Tolima 1-1. Los visitantes se irían arriba al minuto 26 por medio de Breyner Bonilla, los locales empatarían faltando 9 minutos para el final a través del «Caracho» Domínguez. El invicto del equipo en cuadrangulares caería ante el mismo rival en condición de visitante con una única anotación de Robin Ramírez, lo que constituiría la única derrota del equipo en esos cuadrangulares. Luego en el Estadio Guillermo Plazas Alcid de la ciudad de Neiva, el Deportivo Cali vencería al Atlético Huila por la mínima diferencia con anotación de Brayan «El Coco» Perea. En la última fecha, el conjunto verdiblanco oficiando de local, golearía al Deportivo Pasto 3-0, anotaciones de Félix Micolta, Brayan Perea y Diego Peralta.
Los verdiblancos obtendrían 11 puntos luego de 3 victorias, 2 empates y una derrota; una diferencia de gol de +4, luego de anotar en 8 ocasiones y recibir 4 tantos. Los mismos puntos obtendría el Deportivo Pasto, que al haber clasificado sexto a los cuadrangulares obtuvo el paso a la final.
| Pos | Equipo          | Pts | PJ | PG | PE | PP | GF | GC | Dif |
| --- | --------------- | --- | -- | -- | -- | -- | -- | -- | --- |
| 1.  | Deportivo Pasto | 11  | 6  | 3  | 2  | 1  | 7  | 6  | 1   |
| 2.  | Deportivo Cali  | 11  | 6  | 3  | 2  | 1  | 8  | 4  | 4   |
| 3.  | Deportes Tolima | 10  | 6  | 3  | 1  | 2  | 6  | 5  | 1   |
| 4.  | Atlético Huila  | 1   | 6  | 0  | 1  | 5  | 2  | 8  | -6  |

### Copa Colombia 2012
La Amenaza verde formaría el Grupo E de la Copa Colombia 2012 junto al Deportivo Pasto, Cortuluá, Depor Aguablanca, Universitario de Popayán y el descendido América. El primer partido sería en condición de visitante en el Pascual Guerrero frente al Depor Aguablanca, encuentro que quedaría empatado con goles de Juan Carlos Guazá para los locales y Biscayzacú para el conjunto azucarero. El 22 de febrero Deportivo Cali se enfrentaría al Universitario de Popayán como local. Célimo Polo abriría el marcador para los visitantes al minuto 63. El Cali lograría igualar al minuto 90 con gol de Brayan Perea, y dos minutos más tarde se impondría con anotación de Biscayzacú.
En el clásico la escuadra caleña caería por la mínima diferencia en condición de visitante. Retomaría el equipo la victoria al vencer al Cortuluá 2-1 en Cali, anotaciones de César Amaya y Jair Iglesias, por el conjunto del corazón del Valle anotaría Héctor Fabián Ramírez. En Pasto el onceno verdiblanco caería nuevamente por la mínima diferencia. El Depor lograría vencer al Cali como local 1-2 en el Pascual Guerrero, lo que complicaría la clasificación del equipo. Un empate ante el América sin goles faltando dos fechas dejaba al Cali fuera de la siguiente ronda. El 6 de junio en el Estadio Doce de Octubre la escuadra verdiblanca se impondría con un único tanto ante Cortuluá. El equipo finalizaría la fase de grupos ante el Deportivo Pasto. Helibelton Palacios marcaría para el Cali al minuto 82, sin embargo Bryan Aldave empataría para el conjunto visitante.
El Cali terminaría tercero con 15 puntos, clasificando a la siguiente fase como uno de los Mejores terceros. En los octavos de final, el Cali enfrentaría al Boyacá Chicó. Luego de empatar a 1 gol en Cali, los azucareros caerían en el Estadio La Independencia de Tunja 2-0.

### El Centenario
- Artículos en Wikinoticias: El Deportivo Cali celebra sus primeros cien años de vida
- Wikimedia Commons alberga una categoría multimedia sobre Centenario del Deportivo Cali.

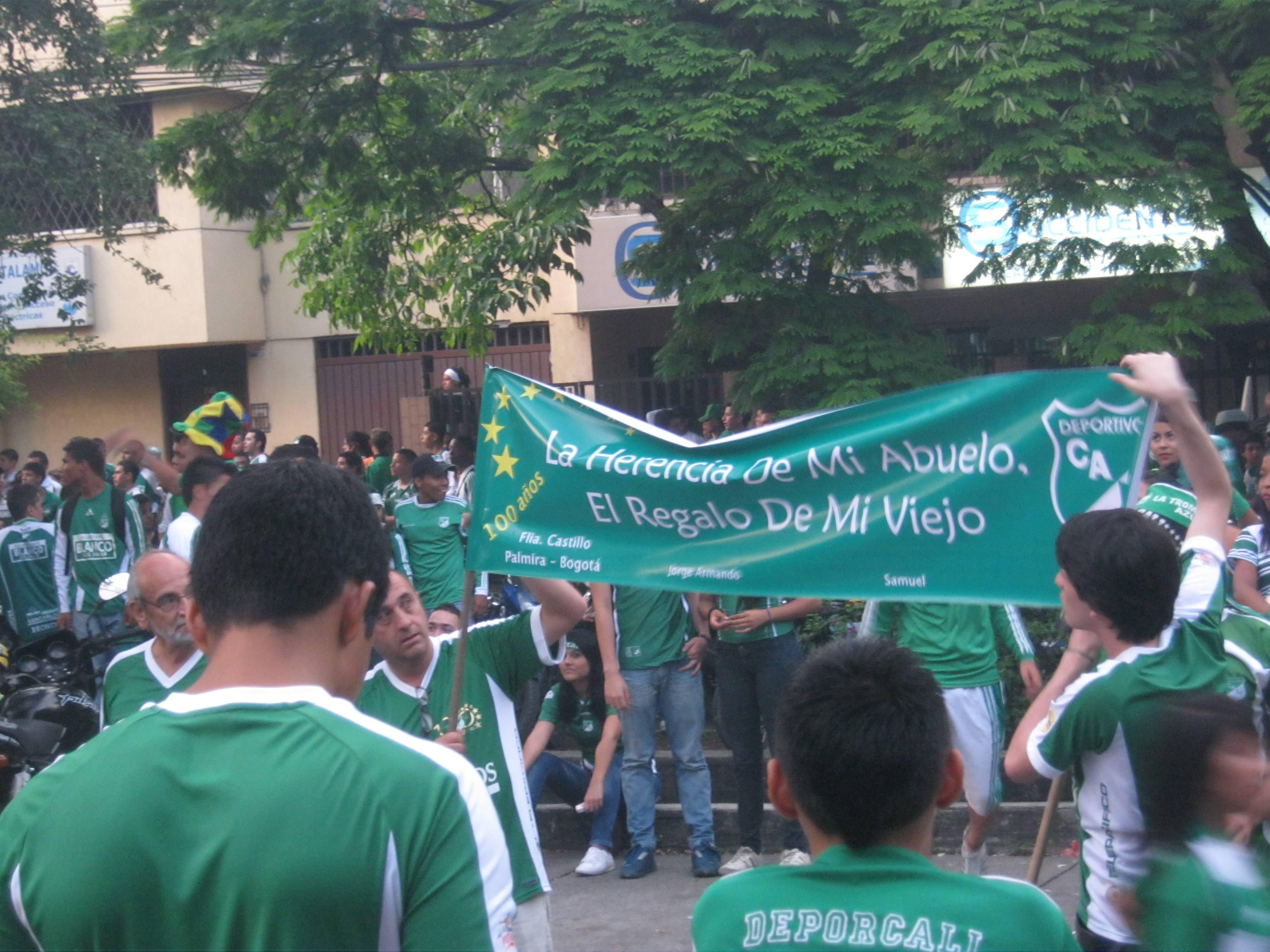
Pancarta alusiva a la tradición familiar.

En conmemoración de los cien años del equipo, la hinchada realizó una marcha frente a la sede Alex Gorayeb de la institución. La marcha incluyó quema de pólvora, cantos y muestras de pancartas alusivas al equipo y la institución. La marcha finalizó en el Orquideorama donde la reducida capacidad de 11.000 asistentes, dejó afuera a una parte considerable del público.

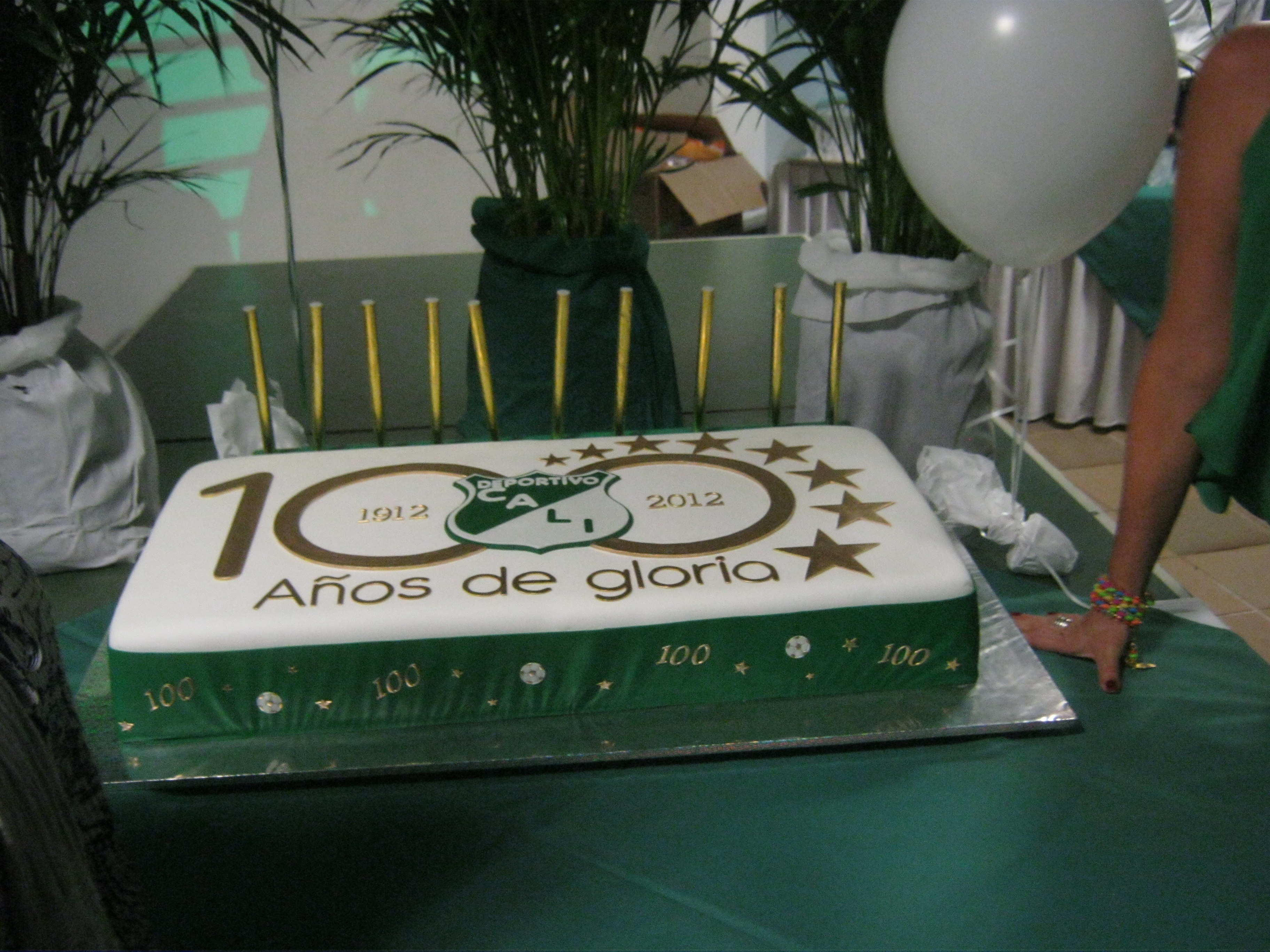
Pastel conmemorativo.

En la sede urbana de la institución se realizó un oficio religioso, junto a directivos, jugares, socios y viejas glorias del equipo, tras lo cual aconteció un brindis y se mostró un vídeo con los principales hechos del equipo en sus 100 años de historia. Posteriormente hubo un espectáculo de fuegos artificiales desde la Colina de San Antonio y Santa Mónica. Por último se cortó la torta conmemorativa de los 100 años del equipo y continuó un espectáculo musical.

## Campeonato local de 2013
El Deportivo Cali se haría en diciembre de 2012 con los servicios del técnico Leonel Álvarez, quien sustituyó al interino Héctos Cárdenas. Como parte de la pretemporada el Deportivo Cali pactó un amistoso internacional con el conjunto Monterrey de México. Equipo que se disponía a prepararse para competir en el Mundial de Clubes de la FIFA de 2013, luego de haber clasificado como campeón de la Concacaf Liga Campeones 2012-13. Diego Peralta abriría el marcador en el Estadio Tecnológico, luego de un pase de Sergio Leal, empezando la segunda mitad. Aldo de Nigris empataría 11 minutos después. Nuevamente el Deportivo Cali se adelantaría en el marcador, luego de un tiro de esquina Víctor Giraldo cabecearía para sentenciar el 2-1 definitivo. El Deportivo Cali mostraría un buen fútbol, logrando que la figura del encuentro fuera el arquero visitante Jonathan Orozco.
Bajo la dirección técnica de Leonel Álvaez el nivel del equipo se mantuvo en niveles óptimos, logrando estar la mayor parte del torneo dentro del grupo de clasificados a los cuadrangulares. Los azucareros solo caerían en dos oportunidades: el 1 de marzo frente al Atlético Huila como visitantes, y el 10 de marzo ante Santa Fe. El equipo se ubicaría cuarto con 30 puntos, fruto de 7 encuentros ganados y 9 empates.

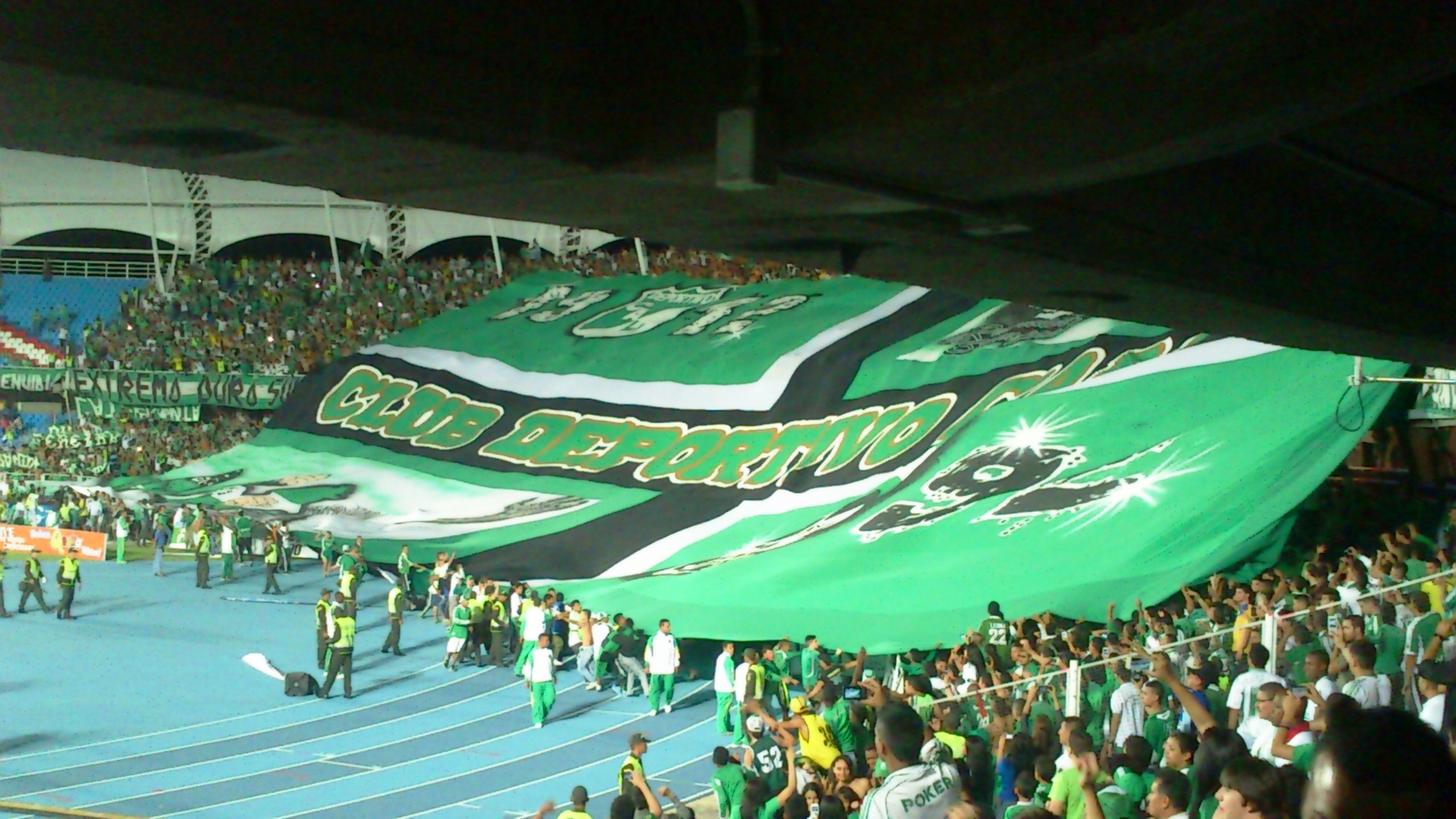
Presentación de la barra Frente Radical durante el encuentro contra Millonarios en los cuadrangulares. Los azucareros se impondrían 1-0.

El 15 de junio los azucareros se medirían ante Santa Fe en el Pascual Guerrero iniciando los cuadrangulares. Jefferson Cuero Adelantaría a los visitantes a los 11 minutos. Los locales empatarían finalizando el encuentro por medio del canterano Miguel Ángel Murillo. En el Palogrande de Manizales, nuevamente el Cali empezaría temprano el encuentro perdiendo, luego de un gol de Edwards Jiménez al minuto 12. Con anotación de Edixon Perea faltando dos minutos para cumplirse el tiempo reglamentario los azucareros empatarían. La única victoria en el cuadrangular se daría en el Clásico Añejo, en donde a los 27 minutos marcaría Andrés Eduardo Pérez, canterano del conjunto embajador. En una nueva edición del Clásico Añejo, esta vez en Bogotá, Wason Rentería adelantaría al onceno blaquiazul al minuto 67 desde el punto penal, pero Miguel Murillo igualaría a 13 minutos del final.
La única derrota en el cuadrangular sería a manos del Once Caldas en el Sanfernandino Pascual Guerrero. Luego de irse arriba en el marcador con gol de Nery Bareiro a los 5 minutos del encuentro, los manizalitas darían vuelta al marcador con anotaciones de César Arias (29') y Sergio Herrera. La escuadra vallecaucana cerraría su participación en el cuadrangular con un empate a una diana ante Santa Fe.
| Pos | Equipo         | Pts | PJ | PG | PE | PP | GF | GC | Dif |
| --- | -------------- | --- | -- | -- | -- | -- | -- | -- | --- |
| 1.  | Santa Fe       | 11  | 6  | 3  | 2  | 1  | 7  | 5  | +2  |
| 2.  | Millonarios    | 10  | 6  | 3  | 1  | 2  | 10 | 8  | +2  |
| 3.  | Deportivo Cali | 7   | 6  | 1  | 4  | 1  | 6  | 6  | 0   |
| 4.  | Once Caldas    | 4   | 6  | 1  | 1  | 4  | 8  | 12 | -4  |

 Pts=Puntos; PJ=Partidos jugados; G=Partidos ganados; E=Partidos empatados; P=Partidos perdidos; GF=Goles a favor; GC=Goles en contra; DIF=Diferencia de gol

### Subcampeón 2013-II
Durante el Torneo Finalización el nivel del equipo se mantuvo, ubicándose durante todas las fechas dentro del grupo de los ocho clasificados, logrando al final nuevamente la cuarta posición con 28 puntos. El Deportivo Cali iniciaría de local ante Deportivo Pasto. El visitante se iría dos veces arriba del marcador con goles de Mauricio Mina (9') y Sebastián Villota (57'), pero los azucareros lograrían igualar con goles de Carlos Lizarazo (20') y Sergio Romero (60'). Finalmente a cuatro minutos del final Harrison Mojica marcaría el definitivo 3-2. En Bogotá ante Millonarios, el conjunto caleño lograría llevarse la victoria luego de un gol de Lizarazo al minuto 27. Nuevamente el Cali daría vuelta a un partido esta vez en condición de visitante ante Once Caldas. Los manizalitas marcarían primero finalizando la primera parte por medio de Edwards Jímenez, pero los dirigidos por Leonel Álvarez darían vuelta en seis minutos con anotaciones de Fainer Torijano (82') y Carlos Rivas (88'). En el partido de vuelta en Cali, la Amenaza Verde se impondría nuevamente al conjunto de Manizales con anotación de Néstor Camacho desde el punto penal finalizando la primera parte, logrando así la clasificación a la final con dos fechas de anticipación.

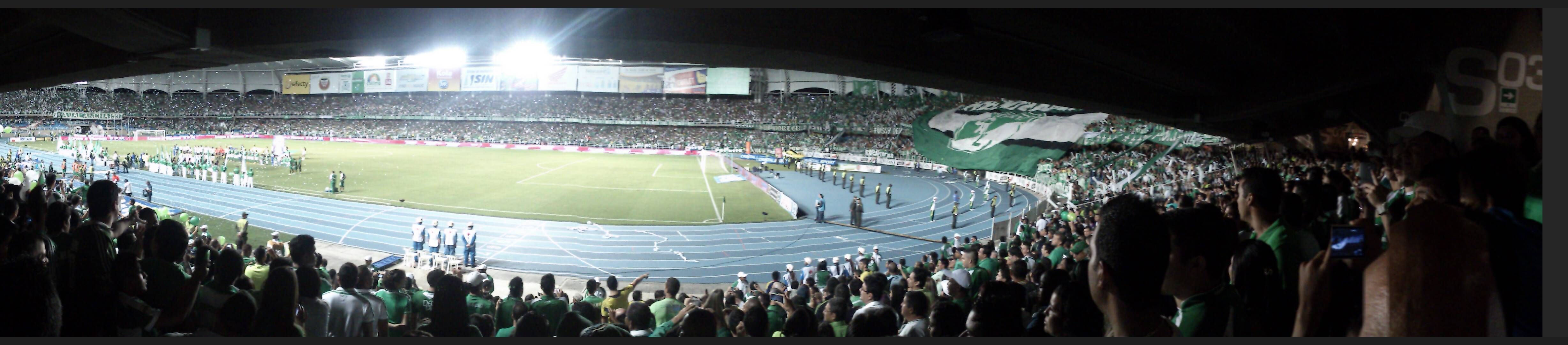
Estadio Pascual Guerrero durante el encuentro contra Once Caldas. El partido terminó a favor de los locales 1-0.

Ante Millonarios en Cali, Vladimir Marín abriría el marcador al minuto 28. Harrison Otálvaro empataría para los capitalinos al minuto 42, pero Carlos Lizarazo adelantaría nuevamente a los vallecaucanos antes de ir al descanso. El Cali saldría decidido y marcaría por medio de Sergio Romero a 3 minutos del inicio de la segunda parte. Erik Moreno descontaría para Millonarios al minuto 57. Finalmente Romero marcaría en el primer minuto de la reposición, logrando así un doblete y el 4-2 definitivo. La única derrota sería frente al Deportivo Pasto en la capital nariñense en un partido de trámite. Víctor Giraldo adelantaría a los caleños con un penalti, pero Jorge Ramírez igualaría un minuto más tarde. Mauricio Mina (17') y John Jairo Montaño (34') adelantarían a la escuadra local. John Stiven Mendoza marcaría para los visitantes el 3-2 final.

#### La final ante Nacional

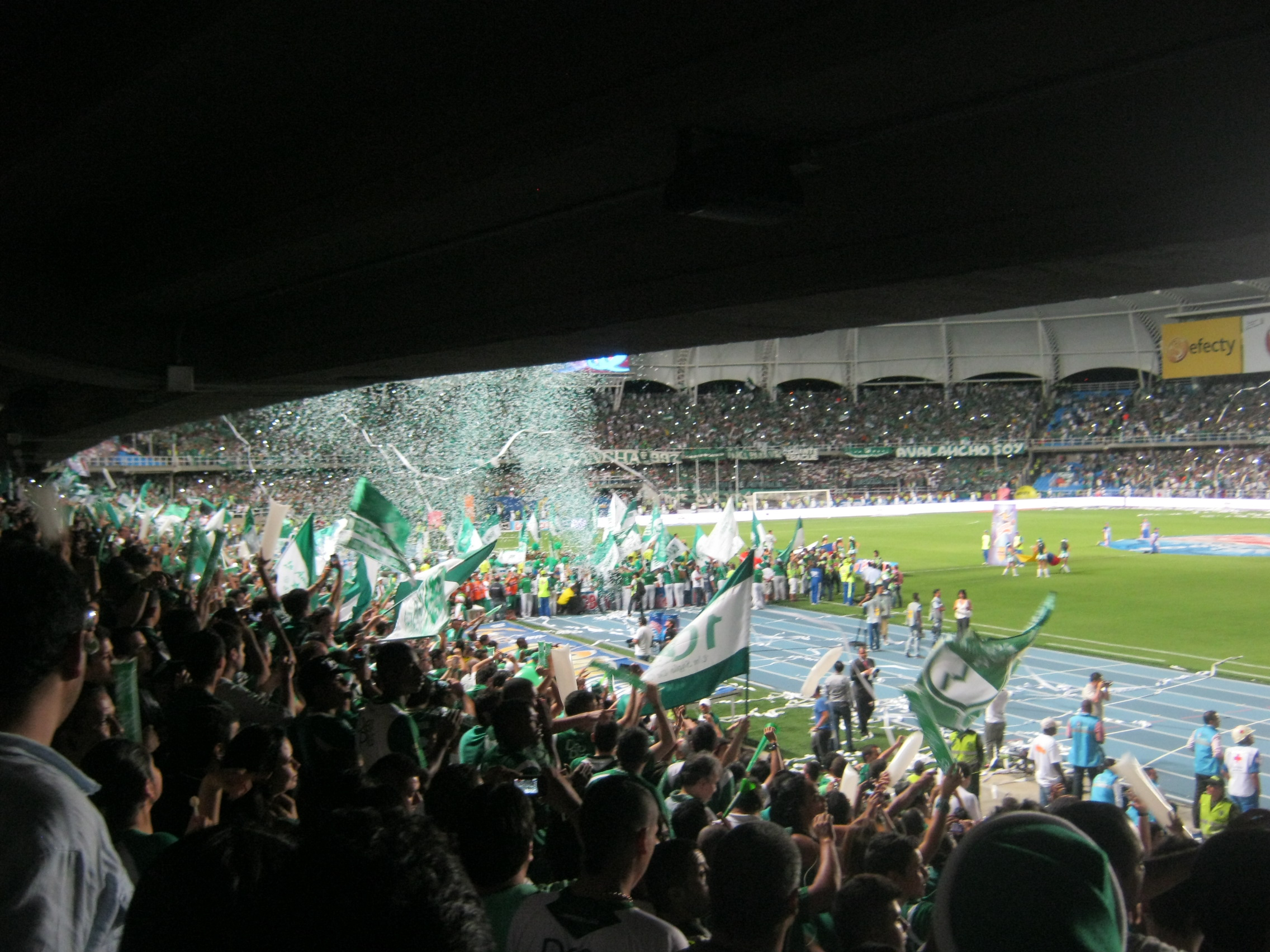
Recibimiento del equipo durante la final.

El primer partido de la final se disputó el 11 de diciembre en el Estadio Olímpico Pascual Guerrero. El árbitro del encuentro fue Wilson Lamouroux. Atlético Nacional mantuvo un plan defensivo que el Deportivo Cali no pudo batir, logrando llevarse un valioso empate de la capital vallecaucana. En el encuentro en Medellín, luego de un tiro de esquina, Néstor Camacho anotaría en propia puerta al minuto 17. Finalmente Jefferson Duque marcaría el 2-0 definitivo, con lo cual el Deportivo Cali obtendría un nuevo subcampeonato.
El conjunto verdiblanco clasificaría a la Copa Libertadores como segundo mejor en la reclasificación, y se enfrentaría a Atlético Nacional en la Superliga para obtener un cupo a la Copa Sudamericana.

## 2014: El Año de la Superliga

### Campeón Superliga 2014
- Artículos en Wikinoticias: Deportivo Cali se corona campeón de la Superliga 2014

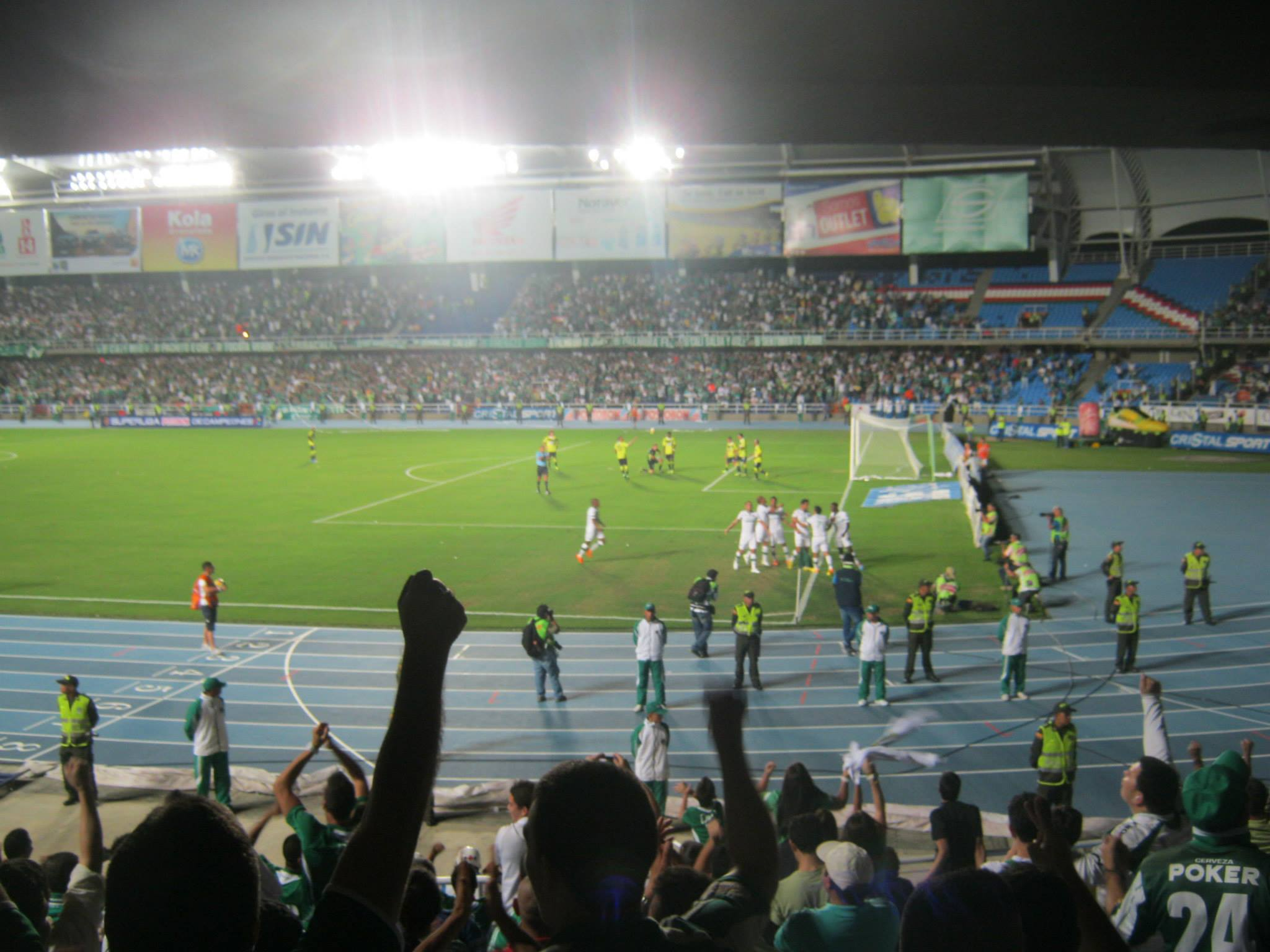
Celebración del segundo gol de Robín Ramírez.

El equipo caleño lograría clasificarse para la Superliga de Colombia 2014 pese a no haber resultado campeón de los torneos Apertura o Finalización de 2013. Atlético Nacional obtuvo ambos títulos, por lo que su rival fue el Deportivo Cali, segundo mejor equipo posicionado en la tabla de reclasificación de 2013. La final se disputó a dos partidos, ida y vuelta, Nacional por ser el mejor posicionado en la tabla de la reclasificación hizo las veces de visitante en el primer partido, el cual se llevó a cabo el 20 de enero en el Pascual Guerrero, el partido de vuelta se jugó el 29 de ese mismo mes en el Atanasio Girardot.
En casa, el onceno azucarero estaba decidido a ganar, pues aún se podía sentir el malestar generado por el empate en casa contra el equipo verdolaga en ese mismo campo en la final pasado, tan solo un mes y medio atrás, y que resultó en parte en la derrota y perdida del título. Para el encuentro, el Deportivo Cali contó con una plantilla distinta a la que se enfrentase contra el Nacional en la pasada ocasión. Entre los cambios más destacados estaban la falta de Carlos Lizarazo por lesión, pero en cambio Gustavo Cuellar se reincorporó a la titular luego de superar un episodio de varicela. El Deportivo Cali se impondría finalmente en un gran partido 2-1 sobre la escuadra paisa, con un doblete del delantero debutante Robin Ramírez.
El 29 de enero en Medellín se disputó el partido de vuelta. El equipo paisa salió desde un comienzo a por la victoria, planteó un partido muy ofensivo que desarmó por completo al equipo caleño. Nacional lograría anotar el único gol del partido gracias a un cabezazo dentro del área que logró conectar Jefferson Duque, pero a pesar de que controló buena parte del partido no logró anotar otro gol, por lo que el marcador global quedó 2-2, obligando a definir el título desde el punto penal.
Deportivo Cali se alzaría con el título luego de vencer en penales 4-3 al equipo verdolaga, donde la gran figura fue el arquero Faryd Mondragón que atajó dos penales. El equipo logró así su primera Superliga de Campeones y obtuvo de paso un cupo a la Copa Sudamericana 2014.

#### Resultados
| 20 de enero | Deportivo Cali         | 2:1 (2:1) | Atlético Nacional         | Estadio Olímpico Pascual Guerrero, Cali |                         |
|             | Robin Ramírez 18', 20' |           | Stefan Medina 40' (penal) | Árbitro(s): Juan Pontón                 | Árbitro(s): Juan Pontón |

| 29 de enero | Atlético Nacional                                                                         | 1:0 (2:2) (3:4 p.)         | Deportivo Cali                                                                 | Estadio Atanasio Girardot, Medellín |                                 |
|             | Jéfferson Duque 27'                                                                       |                            |                                                                                | Árbitro(s): Juan Carlos Gamarra     | Árbitro(s): Juan Carlos Gamarra |
|             |                                                                                           | Tiros desde el punto penal |                                                                                |                                     |                                 |
|             | Stefan Medina · Sherman Cárdenas · Edwin Cardona · Juan David Valencia · Daniel Bocanegra |                            | Andrés Pérez · Robin Ramírez · Vladimir Marín · Fainer Torijano · John Viáfara |                                     |                                 |

| Campeón Deportivo Cali Primer título |

### Copa Libertadores 2014

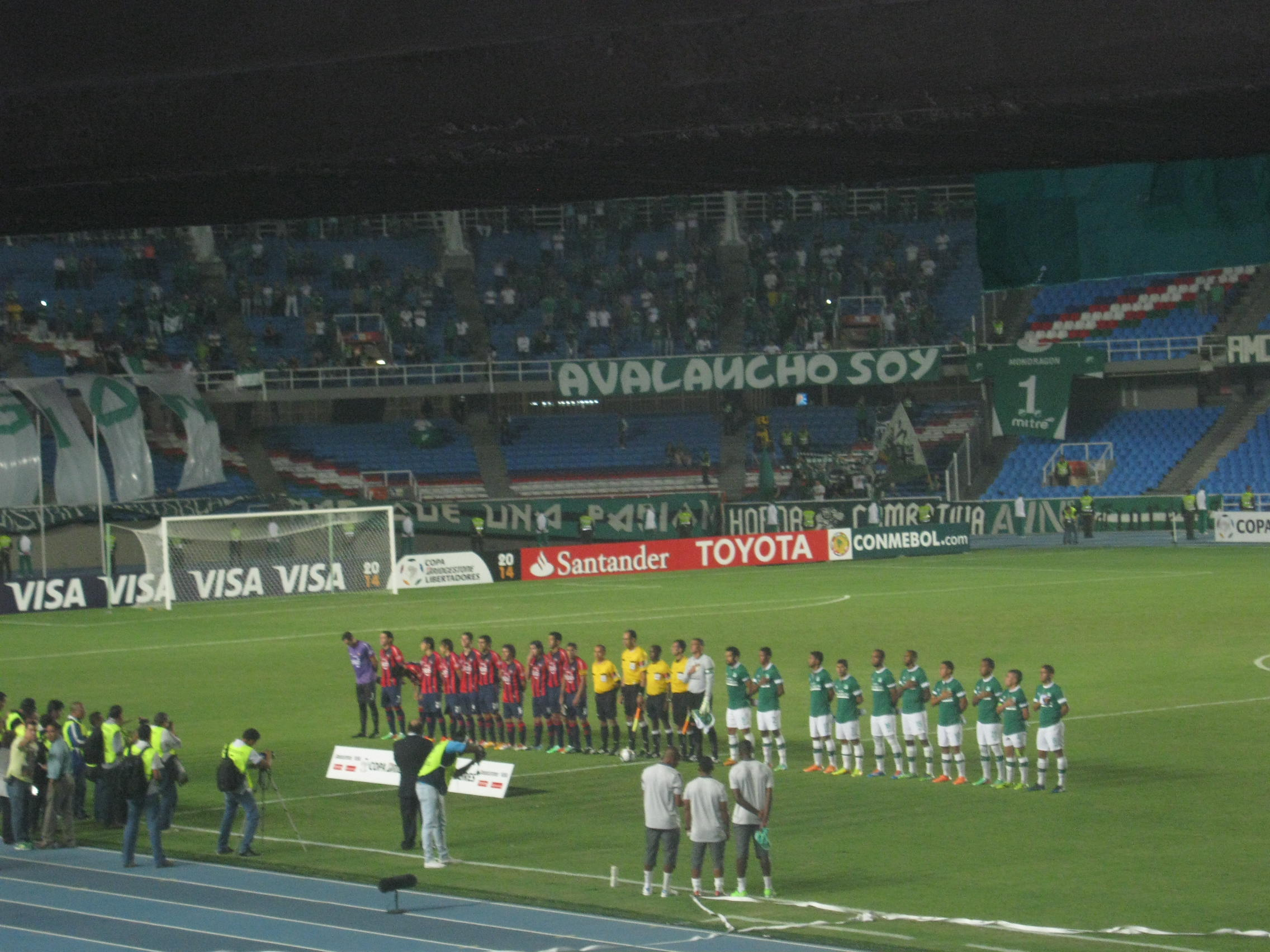
Deportivo Cali vs Cerro Porteño

Por haber obtenido el segundo mejor lugar en la reclasificación, el Deportivo Cali obtuvo un cupo a la edición 2014 de la Copa Libertadores, donde junto a Cerro Porteño, Lanús y O'Higgins conformó el Grupo 3.
El 13 de febrero iniciaría el periplo internacional del equipo, enfrentándose en casa a Cerro. Luego de un primer tiempo igualado a cero, el conjunto azucarero logró marcar luego de un centro que fue mal rechazado por la defensa paraguaya, y que Viáfara logró cabecear para anotar el único gol del encuentro al minuto 72. El 19 del mismo mes la escuadra caleña mediría fuerzas con O'Higgins de Rancagua, quienes oficiaban de locales normalmente en el Estadio El Teniente, pero que para los encuentros continentales hizo uso del Estadio Monumental de Chile en la capital. El único tanto del encuentro derivó de un tiro libre cerca al área, que los jugadores verdiblancos no supieron defender, logrando así los chilenos hacerse con el partido, gracias al gol de Yerson Opazo.
El 13 de marzo en casa, el Deportivo Cali se impondría ante la escuadra argentina en un disputado encuentro. Lautaro Acosta adelantaría al conjunto granate al minuto 20, luego de una buena jugada cruzando el área. En la etapa complementaría los verdiblancos lograrían igualar luego de un remate desde fuera del área de John Viáfara al minuto 63. Luego de una falta sobre el mismo Viáfara, Carlos Lizarazo sería el encargado de adelantar a los locales desde el punto penal. En el Estadio Ciudad de Lanús un mal arranque de partido le costó al Deportivo Cali recibir 2 goles en los primeros cinco minutos de juego. Jorge Pereyra (2') y Maximiliano Velázquez (4') marcarían los únicos tantos luego de sendas desconcentraciones de la escuadra vallecaucana.
O'Higgins anotaría primero en Cali, por medio del que ya fuera verdugo del onceno verdiblanco en Chile, al minuto 56, un resultado para nada favorable. Cumplido el tiempo reglamentario, a los dos minutos de la adición, Camacho anotaría el empate que dejaba vivo a los caleños. En La Olla el Deportivo Cali se jugaba el todo por el todo. Inicia ganando con gol de Christian Marrugo al minuto once, sin embargo un autogol de Luis Payares (37') y la anotación de Dani Güiza (44'), dejaron al Cali abajo en el marcador al finalizar la primera parte. Carlos Rivas empataría el encuentro al minuto 61, lo que le permitía al Deportivo Cali seguir soñando, pero luego de una infracción en el área Julio dos Santos marcaría de pena máxima el 3-2 definitivo faltando 11 minutos.

#### Resultados
| Fecha         | Lugar    | Local          | Resultado | Visitante      |
| ------------- | -------- | -------------- | --------- | -------------- |
| 12 de febrero | Cali     | Deportivo Cali | 1 - 0     | Cerro Porteño  |
| 19 de febrero | Santiago | O'Higgins      | 1 - 0     | Deportivo Cali |
| 13 de marzo   | Cali     | Deportivo Cali | 2 - 1     | Lanús          |
| 20 de marzo   | Lanús    | Lanús          | 2 - 0     | Deportivo Cali |
| 26 de marzo   | Cali     | Deportivo Cali | 1 - 1     | O'Higgins      |
| 8 de abril    | Asunción | Cerro Porteño  | 3 - 2     | Deportivo Cali |

| Equipo         | Pts | PJ | PG | PE | PP | GF | GC | DG |
| -------------- | --- | -- | -- | -- | -- | -- | -- | -- |
| Cerro Porteño  | 10  | 6  | 3  | 1  | 2  | 10 | 9  | 1  |
| Lanús          | 8   | 6  | 2  | 2  | 2  | 6  | 5  | 1  |
| O'Higgins      | 7   | 6  | 1  | 4  | 1  | 5  | 5  | 0  |
| Deportivo Cali | 7   | 6  | 2  | 1  | 3  | 6  | 8  | -2 |

### Copa Sudamericana 2014

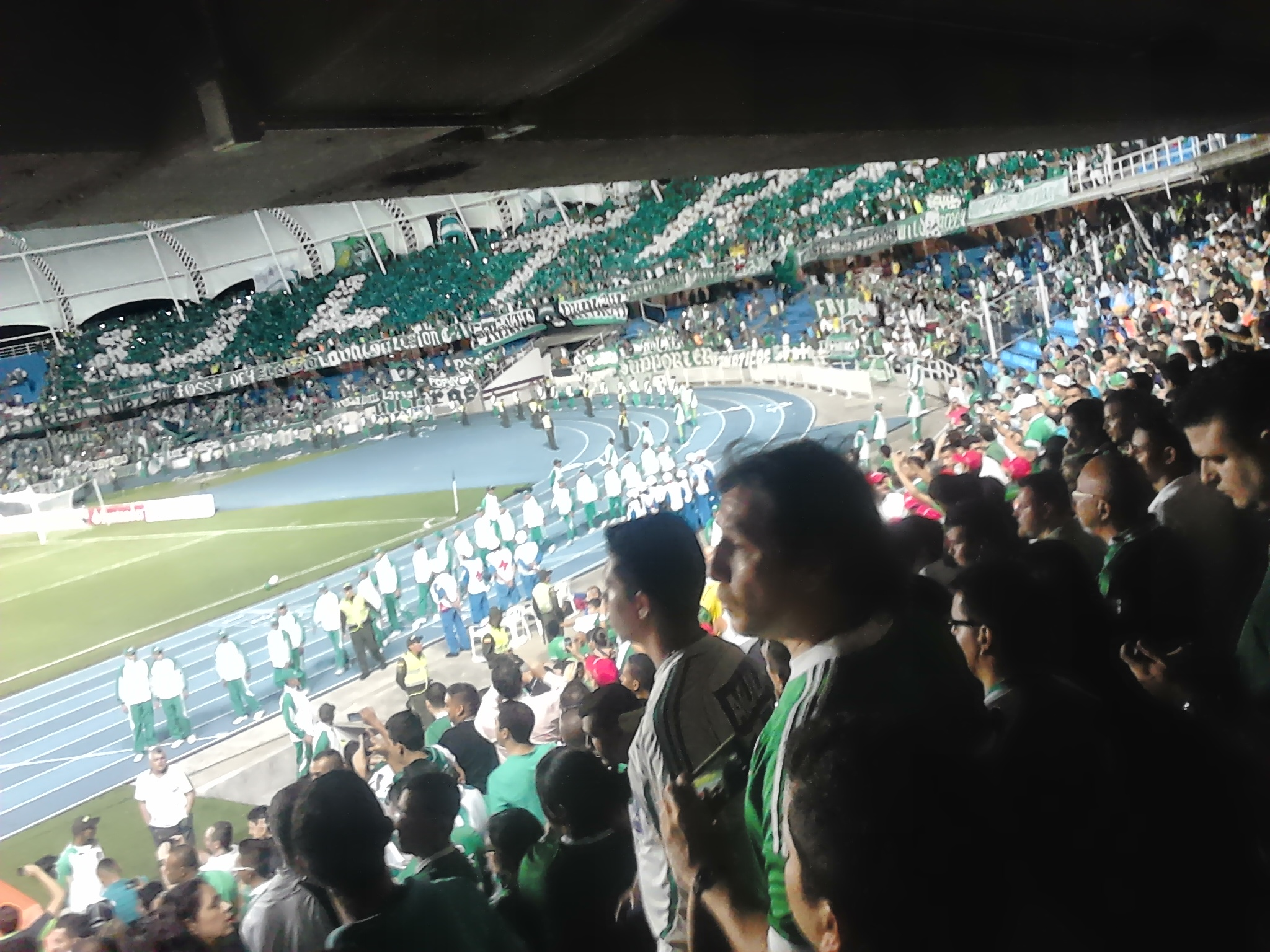
Tifo preparado por el Frente Radical en el encuentro ante Peñarol

Luego de reiteradas participaciones en la Copa Sudamericana en sus ediciones de 2005, 2008, 2009 y 2011 en donde el conjunto verdiblanco no pudo avanzar de la primera fase; el Deportivo Cali obtendría un cupo para la Copa Sudamericana 2014 al coronarse campeón de la Superliga de comienzos de ese año. En primera ronda el Cali hizo llave junto a la Universidad Técnica de Cajamarca. El 20 de agosto se enfrentaron en el Estadio Héroes de San Ramón, donde ninguna escuadra hizo daño, preocupando a los verdes por la regla del gol de visitante. Sin embargo en la capital del Valle del Cauca, el equipo salió a atacar y Cristian Nasuti adelantó a los locales al minuto 4. Carlos Rivas aumentaría la diferencia al minuto 24. El tanto definitivo vendría en la parte complementaria por medio de Nasuti, que volvería a marcar al minuto 68, clasificando así el equipo a segunda ronda.
En segunda fase los verdiblancos se enfrentaría a Peñarol. El 16 de septiembre los azucareros obtendrían un gran resultado en condición de visitante al empatar 2-2 en el Centenario de Montevideo. Carlos Núñez (47') y Marcelo Zalayeta (57') marcaría para los locales, por los visitantes lo harían Sergio Herrera (53') y Carlos Rivas (68'). En Cali, a pesar del buen resultado obtenido, los azucareros caerían por la mínima diferencia, luego de un gol tempranero de Zalayeta, con lo cual el equipo paraguayo cerraría el partido.

#### Resultados

##### Primera fase
| 20 de agosto de 2014, 16:00 (UTC-5) | UTC | 0:0     | Deportivo Cali | Estadio Héroes de San Ramón, Cajamarca |                            |
|                                     |     | Reporte |                | Árbitro(s): Julio Bascuñán             | Árbitro(s): Julio Bascuñán |

| 28 de agosto de 2014, 20:00 (UTC-5) | Deportivo Cali            | 3:0 (2:0) | UTC | Estadio Pascual Guerrero, Cali |                              |
|                                     | Nasuti 4' 68' · Rivas 24' | Reporte   |     | Árbitro(s): Jesús Valenzuela   | Árbitro(s): Jesús Valenzuela |

##### Segunda fase
| 16 de septiembre de 2014, 21:30 (UTC-3) | Peñarol                                 | 2:2 (0:0) | Deportivo Cali                        | Estadio Centenario, Montevideo |                            |
|                                         | Carlos Núñez 47' · Marcelo Zalayeta 57' | Reporte   | Sergio Herrera 53' · Carlos Rivas 68' | Árbitro(s): Roddy Zambrano     | Árbitro(s): Roddy Zambrano |

| 24 de septiembre de 2014, 19:15 (UTC-5) | Deportivo Cali | 0:1 (0:1) | Peñarol              | Estadio Pascual Guerrero, Cali |                           |
|                                         |                | Reporte   | Marcelo Zalayeta 10' | Árbitro(s): Antonio Arias      | Árbitro(s): Antonio Arias |

### Amistoso internacional contra el Real Club Deportivo de La Coruña
- Artículos en Wikinoticias: Deportivo Cali venció al Deportivo de La Coruña en partido amistoso internacional
- Wikimedia Commons alberga una categoría multimedia sobre Deportivo Cali vs. Deportivo de La Coruña.

La Liga nacional de fútbol profesional española organizó el LFP World Challenge que buscaba enfrentar a equipos españoles con grandes de otros continentes para internacionalizar la marca España en el mundo. Durante la segunda edición de este evento el equipo español Real Club Deportivo de La Coruña visitó Colombia para enfrentarse en partidos amistosos internacionales al Independiente Santa Fe y al Deportivo Cali, el 22 y 24 de julio de 2014, respectivamente.
Al partido contra el Deportivo Cali asistieron unas 15 000 personas y se disputó en el Pascual Guerrero. Antes de empezar el partido se dedicó un minuto de silencio en homenaje a las víctimas del Accidente ferroviario de Angrois, ocurrido un año antes en Galicia. El saque de honor fue realizado por Abel Aguilar, un jugador nacido en el equipo caleño y que también jugó en el equipo gallego.
Después de un inicio de liga fatídico, el Cali tenía que mostrarle a su gente mejoría en el juego, por lo que desde el principio se dedicó a atacar, sin embargo al finalizar el primer tiempo ambos equipo se fueron al descanso sin goles. Un Cali más incisivo buscó marcar diferencia en la segunda etapa del partido, logrando abrir el marcador al minuto 12. El Encargado de marcar el gol sería Sergio Herrera, recién traspasado para esa temporada desde el Independiente Santa Fe.
El segundo gol del encuentro también fue para el equipo vallecaucano, luego de una gran habilitación que dejó solo frente al arquero al paraguayo Robin Ramírez, este erraba increíblemente la oportunidad, pero el rebote le quedó a Yerson Candelo, el cual remato a arco antes de que el arquero regresara a su posición.
El equipo gallego consiguió el descuento por medio de un gol de gran factura desde afuera del área caleña, Álex Bergantiños disparó un balón justo en la esquina del arco, inatajable para el arquero verdiblanco. Sin embargo el 4.º gol del encuentro llegaría tres minutos después, y este sería de nuevo para la escuadra local. En una jugada prácticamente calcada a la del segundo gol caleño, Robin Ramírez encaró al guardameta gallego, el cual esta vez no pudo evitar el gol de Ramírez. El partido finalizó 3-1 a favor de los locales.

### Campeonato local
Luego de un sobresaliente 2013 bajo la dirección técnica de Leonel Álvarez, el equipo se preparaba para afrontar cuatro torneos: La Liga, la Copa, la Libertadores y la Sudamericana. Sin embargo el nivel del equipo bajó significativamente durante el Apertura, lo que significó la salida del técnico antioqueño y la llegada del interino Héctor Cárdenas. La mala temporada obligó al conjunto verdiblanco estar fuera del grupo de los ocho durante todo el torneo, ubicándose finalmente en la posición 14.
Para el Finalización el nivel del equipo mejoró, ocupando durante la mayor parte de la temporada los primeros puestos y logrando clasificar a los cuadrangulares al ubicarse en el puesto 6. En el Grupo B los verdes empezarían jugando contra Independiente Medellín, quien se vislumbrada como el equipo a vencer en los cuadrangulares. El 15 de noviembre el onceno azucarero caería en la capital antioqueña 3-2, anotaciones de Germán Cano (2'), Yorley Mena (9') y Daniel Hernández (49'), por la escuadra verdiblanca marcarían Murillo (36') y Rivas (72'). En Cali los azucareros sufrirían otro traspié al empatar como local ante Águilas Pereira 2-2, un rival en el papel sencillo. El Cali se iría arriba en la primera parte con anotación de Juan David Cabezas (27'), los visitantes igualarían con gol de Brayan Angulo empezando la segunda parte. Nuevamente el Cali se adelantaría con anotación de Rivas (61'), pero el empate definitivo llegaría al minuto 75 con anotación de Fabio Rodríguez. Un mal inicio tendrían los azucareros al empezar perdiendo ante Tolima con un gol de Yimmi Chará recién iniciada la parte complementaria. Sin embargo los locales igualarían el marcador con anotación del canterano Rafael Santos Borré al minuto 55, y le daría vuelta al marcador con anotación de Germán Mera a 5 minutos del final.
En el Estadio Manuel Murillo Toro el Cali caería 4-2, con anotaciones de Héctor Acuña (35') y una tripleta de David Macalister Silva (45', 56' y 74'), descontarían Helibelton Palacios (59') y Carlos Rivas (71'). Águilas Pereira nuevamente sacaría un buen resultado ante el Cali con un nuevo empate a dos dianas. Por último, el equipo vencería a una ya clasificado Medellín en Cali 2-1.
| Pos. | Equipos                | PJ | PG | PE | PP | GF | GC | Dif. | Pts. |
| ---- | ---------------------- | -- | -- | -- | -- | -- | -- | ---- | ---- |
| 1.   | Independiente Medellín | 6  | 3  | 2  | 1  | 11 | 9  | 2    | 11   |
| 4.   | Deportivo Cali         | 6  | 2  | 2  | 2  | 12 | 13 | -1   | 8    |
| 2.   | Águilas Pereira        | 6  | 1  | 4  | 1  | 11 | 11 | 0    | 7    |
| 3.   | Deportes Tolima        | 6  | 1  | 2  | 3  | 10 | 11 | -1   | 5    |

| Local                  | Visitante | Visitante | Visitante | Visitante |
| Local                  | DIM       | CAL       | AGP       | TOL       |
| ---------------------- | --------- | --------- | --------- | --------- |
| Independiente Medellín |           | 3:2       | 2:1       | 1:1       |
| Deportivo Cali         | 2:1       |           | 2:2       | 2:1       |
| Águilas Pereira        | 2:2       | 2:2       |           | 2:2       |
| Deportes Tolima        | 1:2       | 4:2       | 1:2       |           |

- Nota: Si hay empate en puntos, se desempata según la posición de los equipos en la fase de todos contra todos.
- Última actualización: 14 de diciembre de 2014.
- Fuente: Web oficial de Dimayor

## 2015: La novena Estrella

### Campeón Torneo Apertura 2015
A finales de diciembre, Fernando Castro Lozada fue presentado como nuevo director técnico del equipo con miras a afrontar el torneo apertura. El «Pecoso» Castro había realizado una excelente campaña con el Atlético Huila durante el Finalización del año pasado, lo que llevó a los dirigentes del Cali a interesarse por el entrenador manizalita. De inmediato se catalogó el regreso del entrenador, campeón con el conjunto caleño en 1996, como «El Regreso del Hincha» y se inició una campaña mediática invitando a los hinchas a abonarse y acompañar al equipo durante sus encuentros como local.
El equipo verde de la capital vallecaucana empezaría jugando en condición de visitante el 1 de febrero ante el recién ascendido Jaguares de Córdoba en el Estadio Municipal de Montería, encuentro que terminaría igualado sin dianas. El entrenador verdiblanco no pudo dirigir el encuentro ya que el Atlético Huila lo inscribió como su técnico, ignorando la renuncia del mismo y alegando que Castro tenía contrato vigente hasta julio de 2015. La primera victoria en condición de local la conseguiría la escuadra azucarera al vencer 2-0 a La Equidad, con goles de Harold Preciado y Miguel Ángel Murillo y con la dirección técnica de Fernando Castro desde el banquillo, ya que fue habilitado para dirigir al equipo.
Luego de vencer a Uniautónoma en Barranquilla, vendría una seguidilla de malos resultados debido a dos derrotas, 4-1 ante Tolima y 2-1 ante Águilas Doradas, como visitante y un empate sin goles ante Alianza Petrolera. El conjunto verdiblanco volvería a la senda del triunfo venciendo en una nueva versión del Clásico Añejo por goleada. Rafael Santos Borré marcaría una tripleta, Germán Mera y Harold Preciado aportarían con una tanto cada uno para remontar un partido que el cuadra embajador comenzó ganando de manera temprana por un autogol de Nasuti a 4 minutos de iniciado el encuentro. La octava fecha traería una nueva goleada para el equipo vallecaucano, esta vez ante Cúcuta y en condición de visitante se impondría 2-4, nuevamente con anotaciones de Preciado (14'), Borré (39', 68') y Murillo (84'). El 12 de marzo la escuadra caleña lograría remontar en tres ocasiones el partido para imponerse 3-2 frente a Atlético Junior en Palmaseca, con doblete de Preciado y un tanto desde el punto de penal de Murillo.
El onceno caleño caería ante Cortuluá, equipo que había logrado ganar el Grupo B de los cuadrangulares especiales de ascenso de 2015. El Cali empezaría ganando el encuentro pero luego sería superado por el local con dos goles de Carlos Ibargüen. En la fecha 11 el Deportivo Cali lograría imponerse frente a Atlético Nacional como local 3-1, gracias a un doblete de Preciado (81', 90+4') y un tanto de Borré (36') y lograría hacer lo mismo como visitante frente a Deportivo Pasto 1-4 con un nuevo doblete de Preciado (20', 67') y anotaciones de Andrés Roa (52') y  David Mendieta (83'). Una nueva escasez de triunfos experimentaría el equipo luego de caer 0-2 y empatar 1-1 en casa contra Envigado y Tolima, respectivamente, y empatar ante Medellín en el Atanasio 2-2. El conjunto verdiblanco obtendría una nueva victoria, esta vez como visitante y ante el entonces campeón regente Santa Fe a través de un único tanto de Rafael Santos Borré. Luego de aplazar su clasificación anticipada a los cuartos de final al empatar 0-0 con Patriotas en Palmaseca, el Deportivo Cali lograría asegurar su cupo en la siguiente fase del torneo al ganar 3-0 contra Boyacá Chicó con goles de Preciado (10'), Roa (80') y Guazá (90+1').
Luego de la partida de Rafael Santos Borré y Juan Sebastián Quintero, dos canteranos que habían sido claves durante la temporada, para disputar con la Selección Sub-20 el Copa Mundial Sub-20 de Nueva Zelanda, la escuadra vallecaucana lograría vencer a Once Caldas en Manizales con doblete del debutante Mateo Casierra (35', 90+1') y una anotación de Andrés Roa. El conjunto caleño caería por segunda, y última vez como local frente al Atlético Huila por la mínima diferencia.
El cuadro azucarero finalizaría en la tercera posición de la fase de Todos contra Todos con 35 puntos, 36 goles anotados y una diferencia de +12. Los verdiblancos fueron protagonistas durante toda la fase inicial, permaneciendo dentro de los ocho clasificados durante la mayor parte del torneo, a excepción de la primera y sexta fecha.

#### Cuartos de final
El 20 de mayo el Deportivo Cali empezaría la llave de cuartos de final como visitante contra Nacional en el Atanasio Girardot. El onceno vallecaucano empezaría ganando el encuentro con anotación de Andrés Roa a los 14 minutos de empezado el encuentro, pero Jonathan Copete igualaría el marcador dos minutos después. Preciado adelantaría nuevamente a los visitantes al minuto 25, pero la escuadra azucarera no lograría mantener el marcador a su favor, en tiempo de reposición Luis Carlos Ruiz nuevamente igualaría para los locales antes de terminar la primera parte. El conjunto del «Pecoso» Castro mostró un fuerte juego ofensivo, que lo caracterizó durante el campeonato, siendo así que logró irse arriba por tercera vez en el marcador a través de Miguel Murillo recién comenzada la etapa complementaria. A pesar del buen juego de los azucareros, Nacional logró el empate definitivo a través de una nueva a notación de Copete, lo que dejaba la llave abierta para ser definida en el estadio del Cali.

El fútbol del Deportivo Cali enriquece el fútbol colombiano.
Juan Carlos Osorio, técnico de Nacional, durante la rueda de prensa en Medellín.

Cuatro días después se jugó el partido de vuelta en Palmaseca. A diferencia del encuentro en la capital antioqueña ambas partes mostraron un juego mucho más defensivo y táctico. El Cali tendría la primera oportunidad de abrir el marcador al decretarse una mano en el área visitante. Harold Preciado sería el encargado de patear la pena máxima, pero su disparo se estrelló en el travesaño. El único tanto del encuentro llegaría en la segunda mitad. Miguel Murillo anotaría desde los once pasos luego de una falta de Camilo Vargas sobre Preciado. Con aquel resultado el Deportivo Cali avanzaba a la semifinal del torneo al vencer en el global a Nacional 4-3.
| 20 de mayo de 2015, 18:30 | Atlético Nacional           | 3:3 (2:2) | Deportivo Cali                       | Estadio Atanasio Girardot, Medellín                         |                                                             |
|                           | Copete 16' 63' · Ruiz 45+3' | Reporte   | Roa 15' · Preciado 25' · Murillo 50' | Asistencia: 20.392 espectadores Árbitro(s): Gustavo Murillo | Asistencia: 20.392 espectadores Árbitro(s): Gustavo Murillo |

| 23 de mayo de 2015, 19:45 | Deportivo Cali     | 1:0 (0:0) | Atlético Nacional | Estadio Deportivo Cali, Palmira                                 |                                                                 |
|                           | Murillo 65' (pen.) | Reporte   |                   | Asistencia: 33.000 espectadores Árbitro(s): Juan Carlos Gamarra | Asistencia: 33.000 espectadores Árbitro(s): Juan Carlos Gamarra |

#### Semifinal
- Artículos en Wikinoticias: Deportivo Cali vence a Millonarios y clasifica a la final de la Liga Águila 2015-I

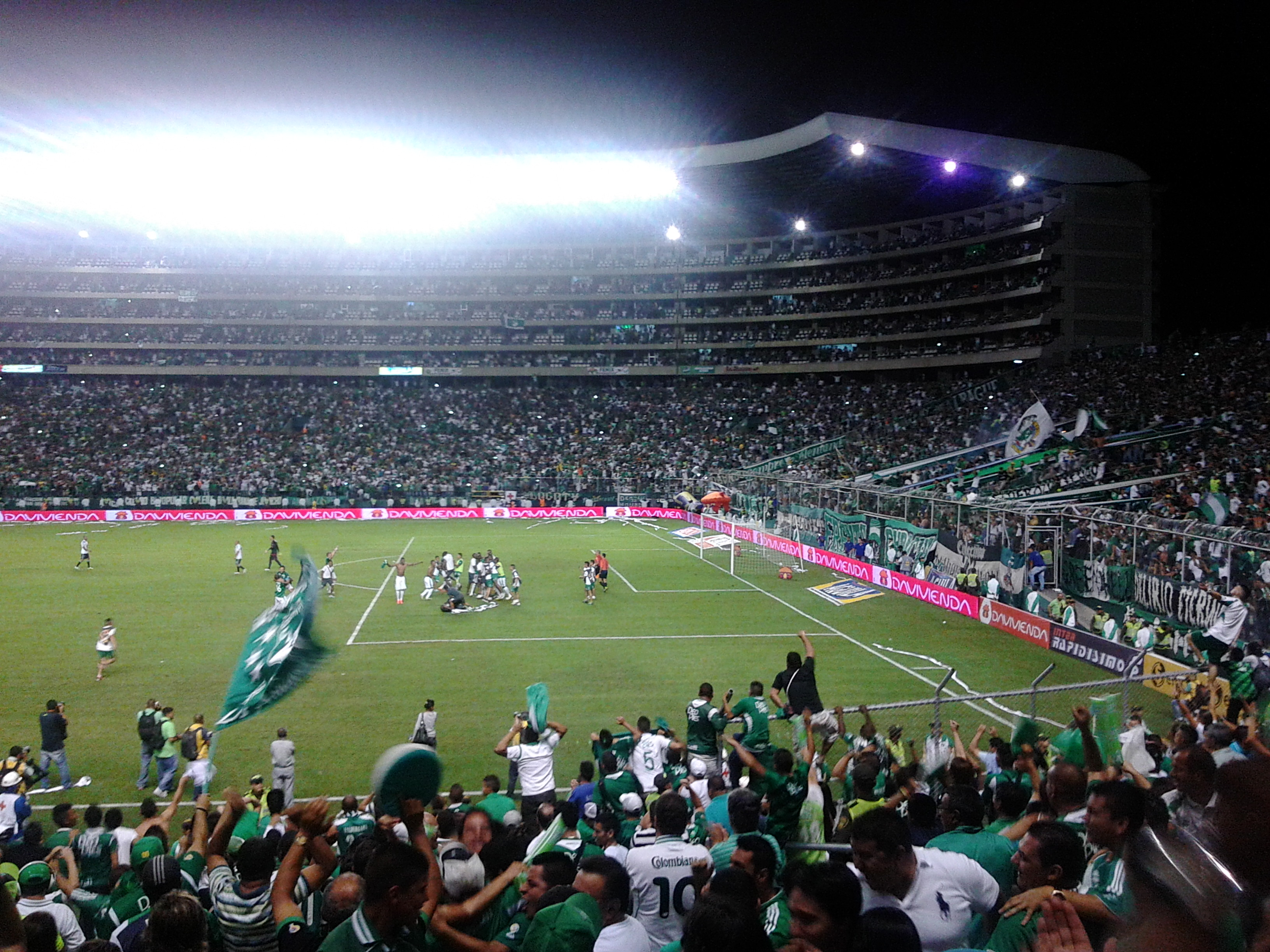
Partido en el Estadio Deportivo Cali por los cuartos de final contra Millonarios. Los jugadores festejan la victoria.

La Amenaza Verde visitaría el 28 de mayo a Millonarios en El Campín de Bogotá. El encuentro tuvo pocas emociones en su comienzo hasta que al minuto 26 Cristian «Tano» Nasuti derribó en el área verdiblanca a Fernando Uribe por lo que recibió tarjeta roja directa, dejando al Cali con un hombre menos quedando todo el encuentro por delante. El mismo Uribe decretaría el primer tanto del encuentro, pero al minuto 30 Miguel Murillo igualaría las cosas. En la segunda parte el onceno azucarero lograría dar la sorpresa al anotar por medio de Andrés Pérez, quien luego de una recuperación en el campo del rival, remató desde fuera del área venciendo al portero Nicolás Vikonis. Sin embargo el cuadro embajador aprovechando su jugador de más logró empatar con anotación de Maximiliano Núñez. Sería el exjugador caleño Mayer Candelo quien decretaría finalmente al minuto 88 el 3-2 a favor del equipo capitalino que partía hacia el fortín azucarero con una ventaja mínima.
El último día de mayo se jugaría el encuentro de vuelta de la semifinal. Luego de un comienzo donde el conjunto visitante tuvo el control de la pelota, el Deportivo Cali logró manejar un poco más el encuentro, logrando al minuto 28 irse arriba en el marcado por medio de Mateo Casierra. En la segunda mitad, y con el global empatado a tres tantos, Millonarios propuso un juego lento para aguantar el resultado, que obligaría a una definición desde el punto penal. Los locales manejaban el encuentro amenazando el arco de Luis Enrique Delgado pero sin llegar a concretar su opciones frutos de la alta recuperación, por su parte Millonarios logró inquietar a los verdiblancos en dos llegadas de Maxi Núñez y Uribe que lograron ser neutralizadas por el cancerbero Hernández.
Al final del encuentro, luego de una discusión entre Preciado y Andrés Cadavid, ambos fueron amostados, resultando en la segunda amarilla para el jugador blanquiazul. A pesar de ello el conjunto verdiblanco no logró anotar otro gol que lo clasificara directamente a la final. Finalmente la escuadra caleña lograría acceder a la última fase al vencer en penales 4-3. El arquero Hernández sería la figura al atajar los cobros de Ramírez y del portero Delgado.
| 28 de mayo de 2015, 19:00 | Millonarios                         | 3:2 (1:1) | Deportivo Cali          | Estadio El Campín, Bogotá                                 |                                                           |
|                           | Uribe 26' (pen.), 60' · Candelo 87' | Reporte   | Murillo 30' · Pérez 57' | Asistencia: 33.089 espectadores Árbitro(s): Nicolás Gallo | Asistencia: 33.089 espectadores Árbitro(s): Nicolás Gallo |

| 31 de mayo de 2015, 19:30 | Deportivo Cali                              | 1:0 (1:0) (4:3 p.)         | Millonarios                                 | Estadio Deportivo Cali, Palmira                          |                                                          |
|                           | Casierra 29'                                | Reporte                    |                                             | Asistencia: 38.000 espectadores Árbitro(s): Adrián Vélez | Asistencia: 38.000 espectadores Árbitro(s): Adrián Vélez |
|                           |                                             | Tiros desde el punto penal |                                             |                                                          |                                                          |
|                           | Pérez · Preciado · Roa · Nasuti · Hernández |                            | Vargas · Ramírez · Torres · Uribe · Delgado |                                                          |                                                          |

#### Final
El rival del Deportivo Cali sería Independiente Medellín quien por ocupar una mejor posición en la tabla de reclasificación cerraría la final en su casa. El 3 de junio se disputó el primer partido de la final en el Estadio Deportivo Cali. Los locales querían conseguir un buen resultado con el cual partir hacia Medellín, por lo cual planteó un juego rápido y ofensivo. Producto de esto en el primer cuarto de hora Yerson Candelo recuperó un balón que filtró para Mateo Casierra, pero su disparo fue repelido por la defensa, sin embargo el rebote quedó para Harold Preciado quien logró golpear el balón con tal suerte que dio en la mano de Vladimir Marín, lo que desestabilizó al arquero Anthony Silva. El arrollador inicio del Deportivo Cali abría las puertas para un resultado mayor. El conjunto verdiblanco recuperaba el balón en el área rival, Roa y Candelo propiciaban un juego vertical, pero a pesar de la reiteradas llegadas, e incluso un cabezazo de Mateo Casierra que se estrelló en el ángulo de la portería, los azucareros no lograrían ampliar la ventaja. Para la segunda un objeto contundente lanzado desde la tribuna sur al arquero visitante ralentizó el reinicio del encuentro. Medellín para la etapa complementaria controló más el esférico y estuvo mucho más atento en defensa, rechazando las avanzadas verdiblancas por medio de Diego Herner y Silva. Terminado el encuentro los vallecaucanos partían con una mínima ventaja hacia el Atanasio, esperando ahí dar el golpe que les permitiera alzar el trofeo del primer torneo del año.
En el partido de vuelta fue el conjunto paisa el que manejó el balón desde el inicio, queriendo hacer valer su localía. Sin embargo la defensa del Cali supo contrarrestar la ofensiva rival y finalizando la primera parte logró acercarse con peligro al arco de Silva. Primero con una acción de Roa que logró eludir la defensa y penetrar con profundidad, arrastrando la marca, para luego servir la pelota para Preciado, que no logró concretar la opción. Una falta de Marín allanó el campo para que Yerson Candelo ejecutara el tiro libre que Andrés Roa aprovecharía para anotar el primer gol del encuentro luego de un potente cabezazo. A dos minutos de iniciada la segunda parte Brayan Ángulo simula caerse en el área rival aprovechando una salida arriesgada de Hernández, tras lo cual el árbitro decretó penal a favor del conjunto local. Marín cobra con un potente disparo que se estrelló en el larguero, dilapidando la opción de igualar en el marcador. Faltando 22 minutos para el pitazo final, Charles Monsalvo logra concretar una jugada colectiva equilibrando así el marcador. Tras la anotación el Independiente Medellín se lanzó al ataque, pero los cambios e indicaciones realizados por «Pecoso» Castro lograron mantener la paridad, tras la cual el Deportivo Cali se coronó por novena vez, y luego de diez años de sequía, campeón del fútbol colombiano.
El Deportivo Cali se coronó campeón con un rendimiento del 59%, fruto de 13 victorias, 7 empates y 6 derrotas para un total de 46 puntos de 78 posibles. Junto a Millonarios fue el equipo más goleador con un total de 45 anotaciones, de los cuales el 95.5% fueron anotados por jugadores de las divisiones menores, que constituyeron el 70% de la nómina del equipo. Así mismo el conjunto vallecaucano fue el equipo más ganador, junto a Medellín que ganó un encuentro en el escritorio. Como campeón del torneo apertura el equipo azucarero consiguió una plaza para la Copa Liberadores de 2016, siendo el equipo colombiano con más participaciones en el certamen continental al clasificar por vigésima vez. También obtuvo su clasificación a la Superliga de 2016.
| 3 de junio de 2015, 19:00 | Deportivo Cali | 1:0 (1:0) | Independiente Medellín | Estadio Deportivo Cali, Palmira                             |                                                             |
|                           | Preciado 17'   | Reporte   |                        | Asistencia: 35.000 espectadores Árbitro(s): Gustavo Murillo | Asistencia: 35.000 espectadores Árbitro(s): Gustavo Murillo |

| 7 de junio de 2015, 19:00 | Independiente Medellín | 1:1 (0:1) | Deportivo Cali | Estadio Atanasio Girardot, Medellín                             |                                                                 |
|                           | Monsalvo 69'           | Reporte   | Roa 40'        | Asistencia: 45.000 espectadores Árbitro(s): Juan Carlos Gamarra | Asistencia: 45.000 espectadores Árbitro(s): Juan Carlos Gamarra |

| Campeón Deportivo Cali Noveno título |

La victoria del conjunto azucarero tuvo gran repercusión, no solo en Cali, en donde hubo cerca de 70 heridos y 37 accidentes producto de la celebración de la hinchada, sino en lugares como Sabanalarga (Atlántico), donde hubo demostraciones públicas como caravanas celebrando el triunfo verdiblanco. Los seguidores del equipo se volcaron a las calles a la espera de los jugadores tanto en la sede urbana como en el Aeropuerto Internacional Alfonso Bonilla Aragón, sin embargo el equipo no pudo retornar a la ciudad debido a que el vuelo chárter programado no logró despegar del Aeropuerto Internacional José María Córdova de Rionegro ya que la Aeronáutica Civil impidió el despegue aduciendo que obras sobre la pista impedían la salida de aeronaves hasta el siguiente día. Diversas personalidades del ámbito cultural, político y deportivo felicitaron al equipo por el logro, reconociendo el hecho de conseguir un título partiendo de un proyecto desde las divisiones menores. Entre las entidades y personalidades que hicieron público su reconocimiento al equipo estuvieron el Presidente de Colombia Juan Manuel Santos,  la Escuela Nacional del Deporte y el Gobernador del Valle del Cauca Ubeimar Delgado, quien condecoró a la institución con la Orden al Mérito Vallecaucano en grado de Comendador.
--- Campeón Liga Finalización 2021

### Torneo Finalización y Copa Colombia
Para la segunda mitad del torneo, el Deportivo Cali experimentó una baja en el rendimiento que le valió mantenerse en los últimos puestos de la clasificación la mayor parte del tiempo. El torneo comenzaría para los azucareros cayendo en casa 0-1 antes Jaguares. Sin embargo al haber alineado al jugador John Pérez, quien se encontraba suspendido, se sancionó al equipo con la pérdida del encuentro por un resultado de 0-3. Finalmente la escuadra verdiblanca clasificaría a cuartos de final al ubicarse en la séptima posición con 32 puntos, uno encima de Santa Fe, que también clasificaría, y que Patriotas, que quedaría por fuera debido a la diferencia de gol. En cuartos de final el onceno vallecaucano se encontraría con Atlético Nacional, que había terminado de primero a 13 puntos del Cali. El primer encuentro terminaría empatado sin goles en Palmaseca. El partido de regreso tendría lugar el 5 de diciembre en el Atanasio Girardot, donde los locales se impondrían 3-1. Por el Cali anotaría Andrés Pérez, al minuto 15 de la primera parte.
En la Copa Colombia el Cali formaría parte del grupo E junto a Cortuluá, Atlético F.C. (anteriormente Dépor F.C.) y su rival de patio, el América. En este torneo se darían las únicas ediciones del Clásico Vallecaucano del año, en las que el Cali saldría vencedor al ganar el 5 de marzo en su estadio 2-0 con goles de Víctor Arboleda  (78') y Miguel Murillo (86'), y empatar en el Estadio Metropolitano de Techo en Bogotá, donde América jugaba de local, 3-3, con goles para los azucareros de Andrés Roa (9') y doblete de David Mendieta (39', 67'). El Deportivo Cali clasificaría a octavos de final como mejor segundo del torneo, al ubicarse en esa posición en su grupo con 10 puntos, los mismos que su rival de patio pero con una mejor diferencia de goles, y a dos del Cortuluá, líder del grupo. El Cali iniciaría de local ante Boyacá Chicó, quien había quedado líder de su grupo,. El 15 de julio los azucareros se impondrían 0-2 con doblete del canterano Borré (52', 71') en su propio estadio.  El 29 de julio, en el Estadio Manuel Calle Lombana de Villavicencio, el Cali se impondría nuevamente con un resultados de 1-2, anotaciones de Harold Preciado (24') y Andrés Pérez (88'), clasificando a cuartos de final.
| 15 de julio de 2015, 19:45 | Deportivo Cali | 2:0 (0:0) | Boyacá Chicó | Estadio Deportivo Cali, Palmira |                              |
|                            | Borré 52' 71'  | Reporte   |              | Árbitro(s): Gustavo González    | Árbitro(s): Gustavo González |

| 29 de julio de 2015, 15:00 | Boyacá Chicó | 1:2 (1:1) | Deportivo Cali           | Estadio Manuel Calle L., Villavicencio |                              |
|                            | Diaz 46'     | Reporte   | Preciado 24' · Pérez 88' | Árbitro(s): Wilson Lamouroux           | Árbitro(s): Wilson Lamouroux |

El rival del Cali en cuartos de final sería el Independiente Medellín, quien eliminaría a los verdiblancos al vencer en casa 2'0 y luego empatar en Palmaseca sin goles, finalizando así la participación del Cali en este torneo.
| 12 de agosto de 2015, 19:45 | Independiente Medellín    | 2:0 (1:0) | Deportivo Cali | Estadio Atanasio Girardot, Medellín                         |                                                             |
|                             | Marrugo 6' · Hechalar 55' | Reporte   |                | Asistencia: 10.602 espectadores Árbitro(s): Gustavo Murillo | Asistencia: 10.602 espectadores Árbitro(s): Gustavo Murillo |

| 26 de agosto de 2015, 15:00 | Deportivo Cali | 0:0     | Independiente Medellín | Estadio Deportivo Cali, Palmira                         |                                                         |
|                             |                | Reporte |                        | Asistencia: 6.000 espectadores Árbitro(s): Carlos Anaya | Asistencia: 6.000 espectadores Árbitro(s): Carlos Anaya |

### Copa EuroAmericana 2015
EL Deportivo Cali participaría de la Copa EuroAmericana 2015, torneo amistoso que agrupó equipos de América y Europa. junto al Cali participaron otros tres equipos de América: El Barcelona de Ecuador, Peñarol y San Lorenzo de Almagro, que se enfrentarían en partido único al Espanyol y al Málaga.
El Cali se enfrentaría al Málaga el 26 de julio en Palmaseca. Los malagueños abrirían el marcador por medio del brasileño naturalizado portugués Charles Dias a los quince minutos del primer tiempo, luego de un error de Germán Mera. Iniciando el segundo tiempo el conjunto colombiano igualaría por medio de Casierra, quien había sustituido en el entretiempo a Harold Preciado. Diez minutos más tarde, a los 57, Harrison Canchimbo centraría un balón que fue aprovechado por Nicolás Benedetti para adelantar a los locales. Sin embargo, dos minutos después el croata Duje Čop igualaría para los españoles. El triunfo definitivo llegaría de la mano de Miguel Murillo, luego de una ejecución de tiro libre en el minuto 84.
| 26 de julio de 2015, 17:00 (UTC-5) | Deportivo Cali                             | 3:2 (0:1) | Málaga             | Estadio Deportivo Cali, Cali                            |                                                         |
|                                    | Casierra 47' · Benedetti 57' · Murillo 84' | Reporte   | Dias 15' · Čop 59' | Asistencia: 12.000 espectadores Árbitro(s): Juan Pontón | Asistencia: 12.000 espectadores Árbitro(s): Juan Pontón |

## Subcampeón 2017-I
El director técnico Héctor Cárdenas quien era en ese entonces logró llevar al equipo ala final del torneo apertura frente al Atlético Nacional, el partido de ida que se disputó el 14 de junio del 2017 en el Estadio Deportivo Cali el encuentro finalizó 2-0 a favor con goles de Germán Mera y Jefferson Duque dejando buenas sensaciones ala hinchada para el partido de vuelta que se disputó el 18 de junio en el Estadio Atanasio Girardot, en este partido el equipo no jugó bien como se esperaba que jugara ya que cayó goleado 5-1, el único gol para el descuento lo marcó Jefferson Duque y posteriormente quedando subcampeón.

## 2021-II: La décima  Estrella

### Campeón Torneo  Clausura 2021
Después de finalizar el torneo apertura del 2021,  en el mes de junio regresaron después de un largo tiempo los dos canteranos muy queridos por la hinchada azucarera que son Harold Preciado y Michael Ortega, y posteriormente el fichaje de Teófilo Gutiérrez los cuales realizaron una estupenda campaña al mando del director técnico Rafael Dudamel el cual fue contratado en el mes de septiembre después de que hubo unos malos resultados con Alfredo Arias, lograron llegar ala final frente al Deportes Tolima, el partido de ida fue el 19 de diciembre y quedó con el marcador abierto 1-1 en el Estadio Deportivo Cali y ya en el partido de vuelta que fue el 22 de diciembre iniciaron perdiendo 1-0 con gol de Julián Quiñones de cabeza, en el segundo tiempo Jhon Vásquez empató el  partido después de un tiro al arco que el portero William Cuesta no pudo atajar  y posteriormente el defensa Eduar Caicedo cometió una falta de mano en el área de penalti por tratar de despejar debido a un tiro de esquina la cual fue pitada en la acción, el ídolo Harold Preciado fue el encargado de cobrar el penalti y liquidar el encuentro a favor por 2-1 y logrando así la décima estrella, Harold Preciado después de anotar en el penalti quedó como goleador por segunda vez con 13 goles y fue premiado con el botín de oro.
| Campeón Deportivo Cali Décimo título |